# Kaninfell

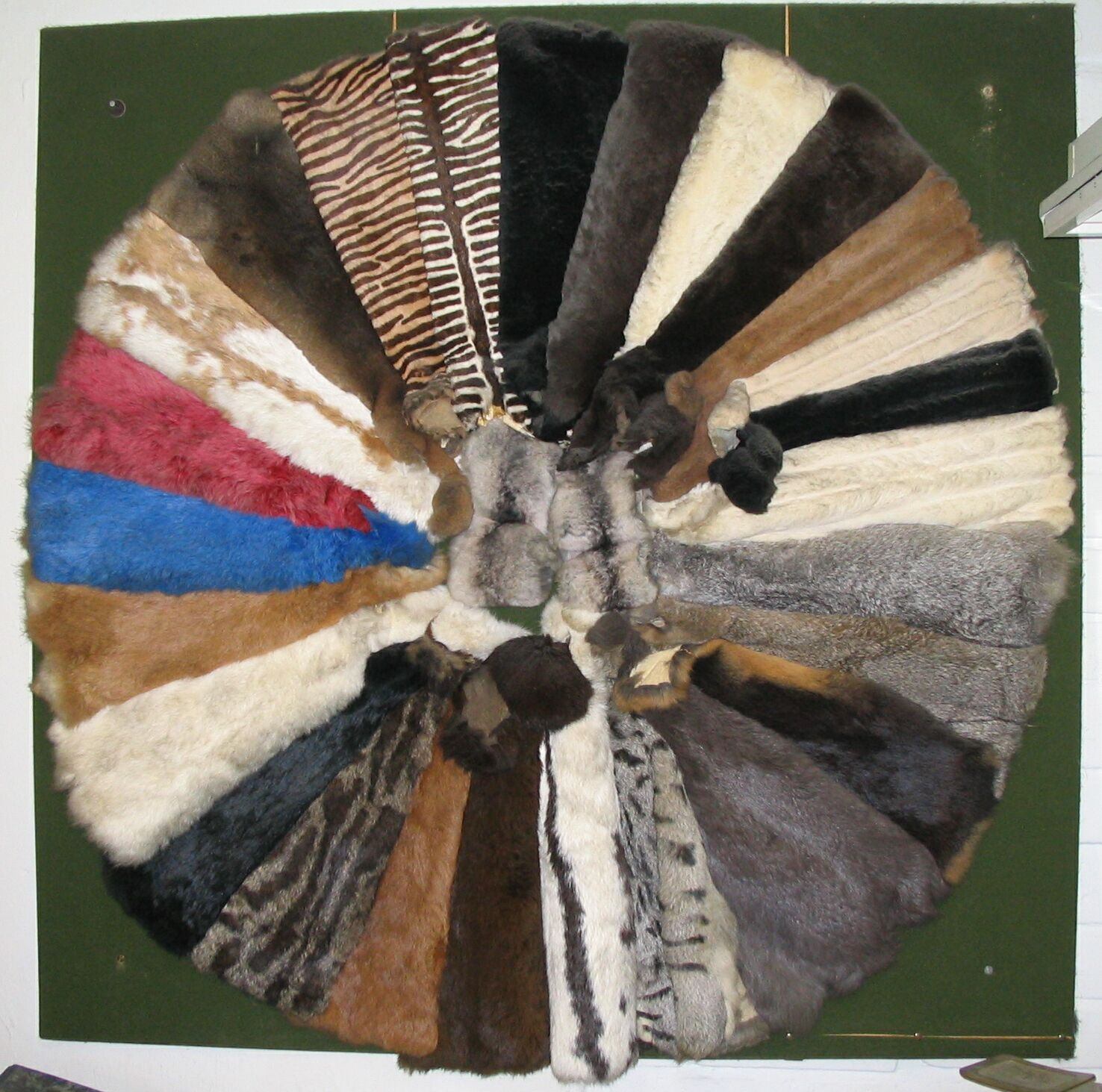
Verschiedene Hauskaninfelle, naturfarben und gefärbt (alte Schautafel, 2009 bei einem Frankfurter Kaninfellhändler)

Kaninchen gehören nicht zu einer systematischen zoologischen Gruppe (Taxon), denn es werden neben dem Wild- und Hauskaninchen noch einige andere nicht nahe verwandte Arten innerhalb der Familie der Hasen als Kaninchen bezeichnet. Ihre Felle werden als Kaninfelle im Rauchwarenhandel vertrieben und von Kürschnern zu Pelzen verarbeitet.
Der in der Pelzbranche noch gebräuchliche, mittelniederdeutsche Name Kanin ist die ursprüngliche Bezeichnung für das Kaninchen. Er stammt vom altfranzösischen conin aus dem lateinischen Wort cuniculus und ist letztlich vermutlich iberischen Ursprungs.
Ursprünglich wurde Kaninhaar zur Herstellung von steifen oder weichen Filzhüten für Damen und Herren verwendet. Erst etwa nach 1900 begann die Verwertung der Felle auch zu Bekleidung. Kanin gehört seitdem als preiswerter Pelz zusammen mit den Schaffellen zu den meist verarbeiteten Rohstoffen der Kürschnerei.
Der Haltbarkeitskoeffizient für Wildkaninfelle und für Hauskaninfelle wurde auf 20 bis 30 Prozent geschätzt. Tatsächlich dürfte die Strapazierfähigkeit der Hauskaninchen, insbesondere der so genannten Kürschnerqualitäten, und hier vor allem der Sorte Rex und für gute, geschorene Felle, jedoch deutlich besser sein. Dagegen schreibt ein renommiertes Fachbuch im Jahr 1986, lange vor Beginn der Importwelle geflochtener Kanin-Kleinteile aus China: „Durch Kreuzung mit anderen Rassen hat man Rexkaninchen unterschiedlicher Färbung züchten können. Die Felle sind aber wenig haltbar.“ Bei einer Einteilung der Pelztiere in die Feinheitsklassen seidig, fein, mittelfein, gröber und hart aus dem Jahr 1955 wird das Kaninhaar, ebenfalls sehr undifferenziert, als mittelfein eingestuft.

## Geschichte
Als Phönizier 1100 v. Chr. auf der Pyrenäenhalbinsel landeten, trafen sie dort riesige Mengen Wildkaninchen an. Bis zur Eroberung Spaniens (133 v. Chr.) war das Tier den Römern noch unbekannt, bald aber galt das Fleisch der eingeführten, in Gehegen gehaltenen Tiere dort als Leckerbissen, vor allem das der Jungtiere. Wildkaninchen wurden ausgesetzt auf Mittelmeerinseln, in Italien, auf Madeira, den Azoren und den Kanarischen Inseln.
Erst im 12. Jahrhundert kamen sie nach England und Irland. 1532 sah man in England die als geringwertig angesehen grauen Kaninchen immerhin als für Bedienstete und in Lohn stehende Yeomen geeignet an. Für die englischen Kürschner bildete neben Lammfell Kanin im 16. Jahrhundert bereits den Hauptartikel ihres Berufsstandes, der Schweizer Naturforscher Conrad Gessner sah England inzwischen als das Hauptland der Kaninchenzucht. Schwarze Kaninfelle, etwa zwölfmal so teuer wie die grauen, und auch andere seltene Sorten, wie „schwarz gesprenkelt mit weißem Haar“, wurden als fein genug angesehen, um am englischen Hof getragen zu werden. Heinrich VIII. (1491–1547) trug ein Kaninfellfutter in einem rostbraunen Samtmantel. Kanin wurde jedoch hauptsächlich als wärmendes Material eingesetzt, weniger um es auch nach außen zu zeigen.
Anfang des 15. Jahrhunderts kamen die Kaninchen auch nach Deutschland. Heute reicht ihr Verbreitungsgebiet vom Atlantik bis zur Schwarzmeerküste. Bereits im 16. Jahrhundert existierten verschiedene Rassen der Hauskaninchen, die unter anderem in französischen Klostern gezüchtet wurden. Ursprünglich nur zur Fleischgewinnung gezüchtet, erhielten sie seit dem 17. Jahrhundert auch als Pelztier Bedeutung.
Auch auf anderen Kontinenten wurden sie eingeführt. 1790 kamen die ersten Tiere nach Australien. Der Engländer Autin sorgte 1859 für die endgültige Verbreitung, indem er 24 Tiere im Staat Victoria, wegen der nur gering vorhandenen Jagdgelegenheiten, als Jagdwild aussetzte. Die Nachkommen vermehrten sich mangels natürlicher Feinde so schnell, dass sie sehr rasch als zu bekämpfende Landplage empfunden wurden. Ab 1864, noch ehe die Gefahr erkannt worden war, breiteten die Kaninchen sich auch auf Neuseeland sehr rasch aus. Allerdings waren Kaninfelle eine Zeitlang ein durchaus bedeutender Exportartikel Australiens.
Über weiße Kaninchenfelle hieß es 1762, dass die feinsten aus Polen kommen, mit denen man die Kleider unterfüttert und die Aufschläge damit besetzt, außerdem wurden Muffe daraus hergestellt. Die grauen Kanin gaben ein „gemeines“ (gewöhnliches, einfaches) Unterfutter ab. Blaue Kaninfelle wurden über England importiert, ebenfalls für Aufschläge und Muffe sowie für Mützen. Auf noch vorliegenden Rechnungen der Anna Maria von der Pfalz werden Anfang des 18. Jahrhunderts mehrfach Rechnungen für Samthandschuhe mit „Englischem Kaninchenfutter“ aufgeführt, mit dem üppigen Verbrauch von fünf Kaninchen pro Paar.

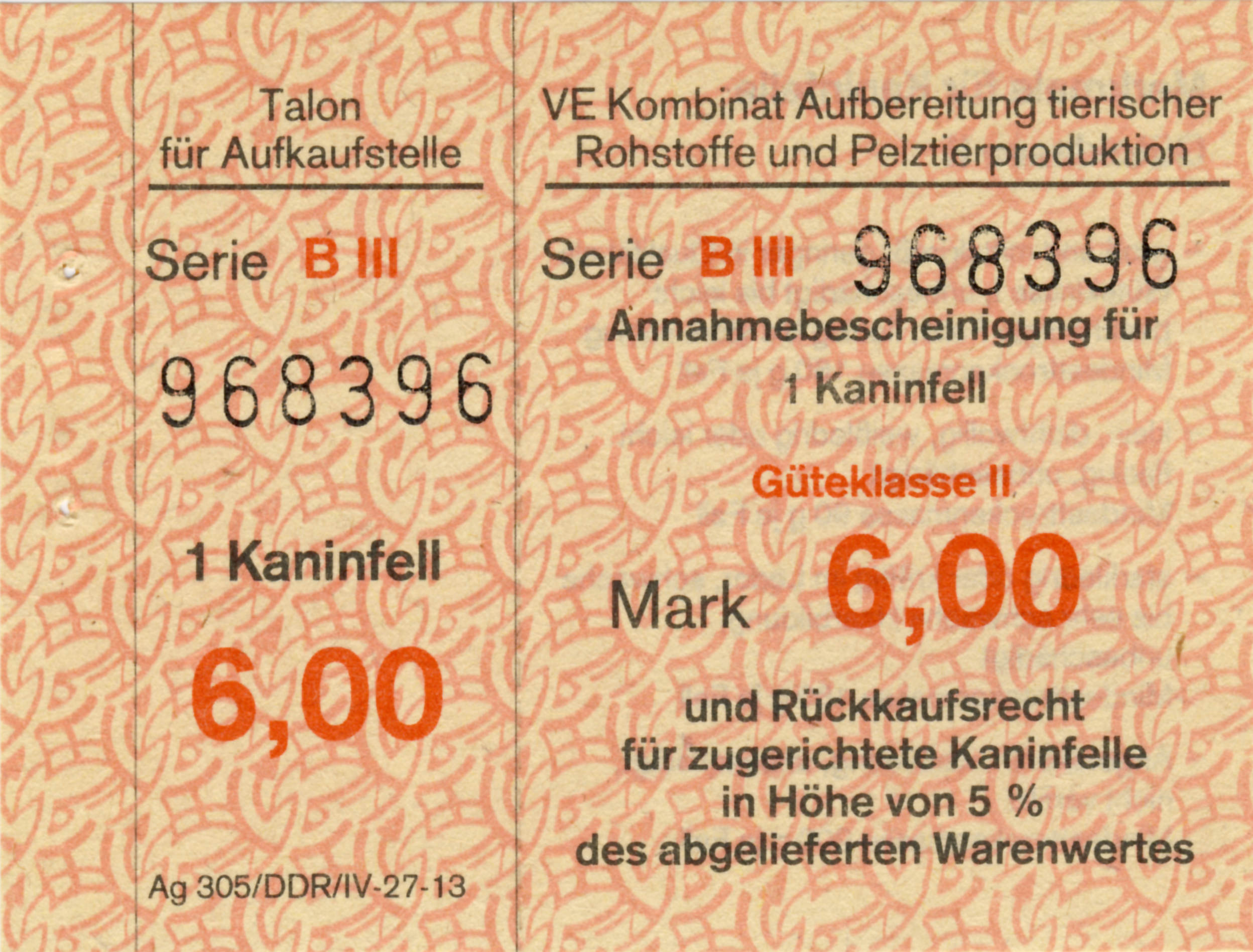
Annahmebescheinigung für 1 Kaninfell des „VE Kombinat Aufbereitung tierischer Rohstoffe und Pelztierproduktion“ der DDR, Güteklasse II, 6 Mark, und Rückkaufrecht für zugerichtete Kaninfelle in Höhe von 5 % des abgelieferten Warenwertes

Das Kaninfell eignet sich gut, um Imitationen wertvollerer Pelzarten herzustellen. Es nimmt die Farbe leicht an, lässt sich auch ansonsten gut im Haar behandeln, es sieht gut aus und es ist billig. Insbesondere in Kriegszeiten und während der Inflation nahm die Verwendung und gleichzeitig auch der Fortschritt der deutschen Kaninveredlung ganz erheblich zu. Vor allem die Pelzveredlungsfirma Adolf Petzold war es, die sich bemühte, für die durch den Ersten Weltkrieg ausfallenden französischen Kanin Ersatz zu schaffen. Sie war damit so erfolgreich, dass im Leipziger Raum veredelte Kaninfelle zu einem „Welterfolg“ wurden. Die deutschen Kanin waren den französischen jetzt qualitativ weit überlegen; ein Vorsprung, der zumindest bis in den Zweiten Weltkrieg anhielt. Es wurde berichtet: „In der Vorschau musste der Verkäufer den Mantel auftrennen, da die Dame den Mantel nur nahm, wenn er aus wirklich echtem Petzold-Kanin angefertigt war“. 1928 betrug der Anteil des Kaninfells an der Weltfellproduktion 57 Prozent, von den etwa 350 Millionen Fellen, die in den Handel kamen, waren 200 Millionen Kanin.
Nach dem Zweiten Weltkrieg war es den deutschen Pelzveredlern erst einmal nicht möglich, die alten Qualitäten herzustellen, vermutlich wegen des Fehlens der geeigneten chemischen Gerb- und Färbemittel der Chemieindustrie. 1949 meldete eine Pelzfachzeitschrift: „Über den neuesten Stand der Leipziger Pelzveredlung erfahren wir aus Fachkreisen, daß Leipzigs Veredlungsindustrie nach den Schwierigkeiten der vergangenen Jahre nunmehr wieder in der Lage ist, Kanin auf Seal in der alten Güte zu veredeln. Die jetzt zum Verkauf gelangenden Sealkanin-Mäntel, -Jacken und -Capes weisen die hohe Qualität der Vorkriegsjahre auf, und zwar in Bezug auf den Griff des Leders, des Haares und den Glanz des Felles. Das Färben in jeder gewünschten Tönung ist kein Problem mehr. Als Neuheit zu bewerten ist dunkelgründiges Sealkanin, das vom Ausland bevorzugt wird.“
Auch in den USA mussten nach dem Krieg die meisten Amerikanerinnen „noch wohl oder übel Kaninmäntel tragen“. Im Jahr 1950 hielten die Kaninpelzfabrikanten im bekannten Ziegfeld-Theater über einige Zeit „mit einer wirklich sehenswerten Kollektion“ eine eigene Modenschau für Kaninpelze ab. Diese Modenschau „war eine regelrechte Broadway-Attraktion, mit Theater-Szenen, kleinen Sketchen, Zauberkünstlern usw.“
Während in der Zeit der deutschen Teilung in der westlichen Bundesrepublik der Pelzumsatz einen bisher nicht dagewesenen Höhepunkt erreichte, herrschte in der DDR auch bei diesem Handelsartikel Mangelwirtschaft. Ein großer Teil der von den dortigen Kürschnern verarbeiteten Pelze stammte von abgelegten Jacken und Mänteln der Verwandten im Westen. Eines der wenigen in der DDR ohne Devisen verfügbaren Pelzmaterialien war das Fell der vor allem von Privatleuten zur Fleischselbstversorgung gehaltenen Kaninchen. Allerdings wurde auch diese trotzdem noch knappe Ressource durch Zuteilungen an die Kürschner vom Staat bewirtschaftet.

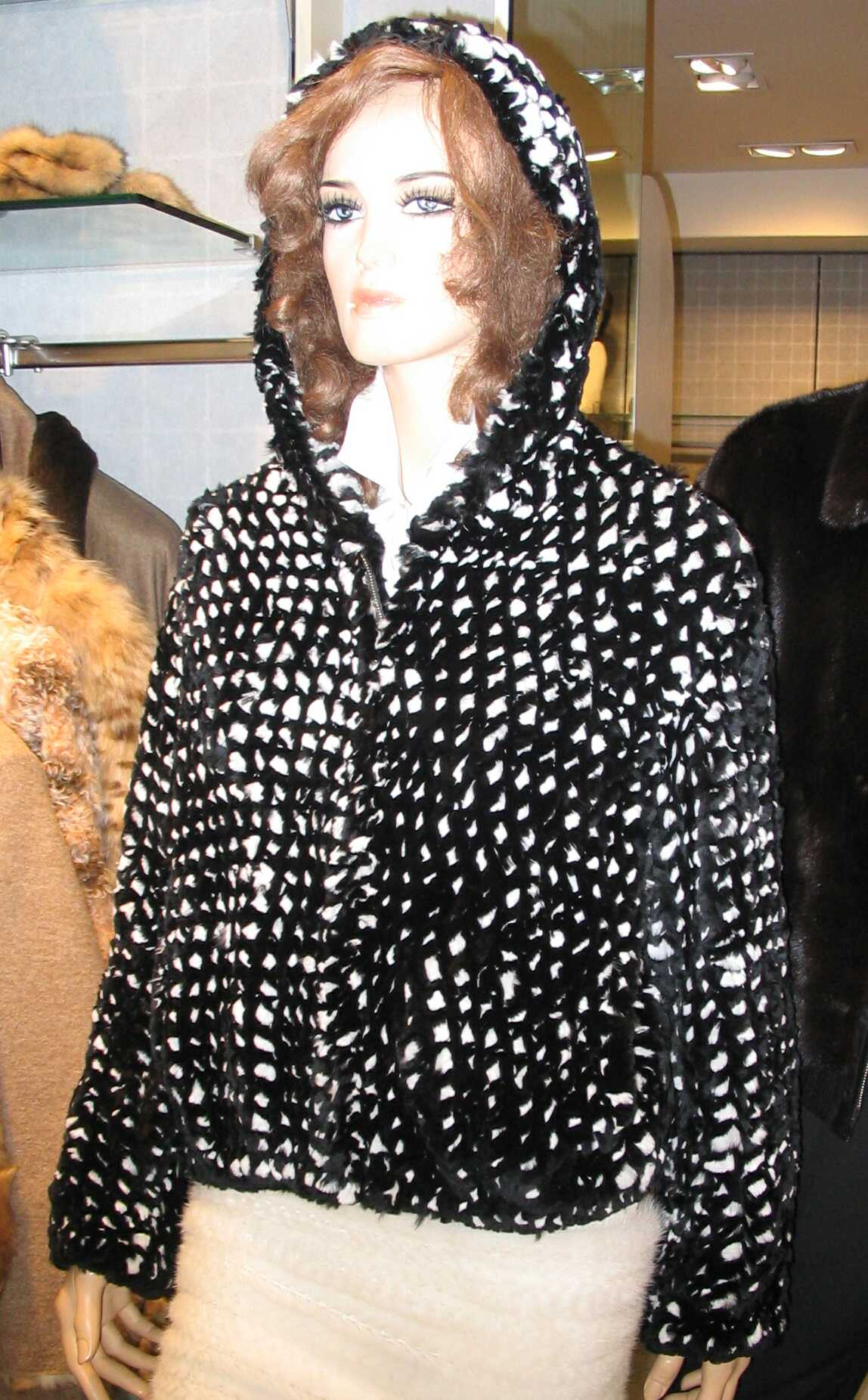
Kaninjacke, geflochten (chinesische Arbeit, 2008)
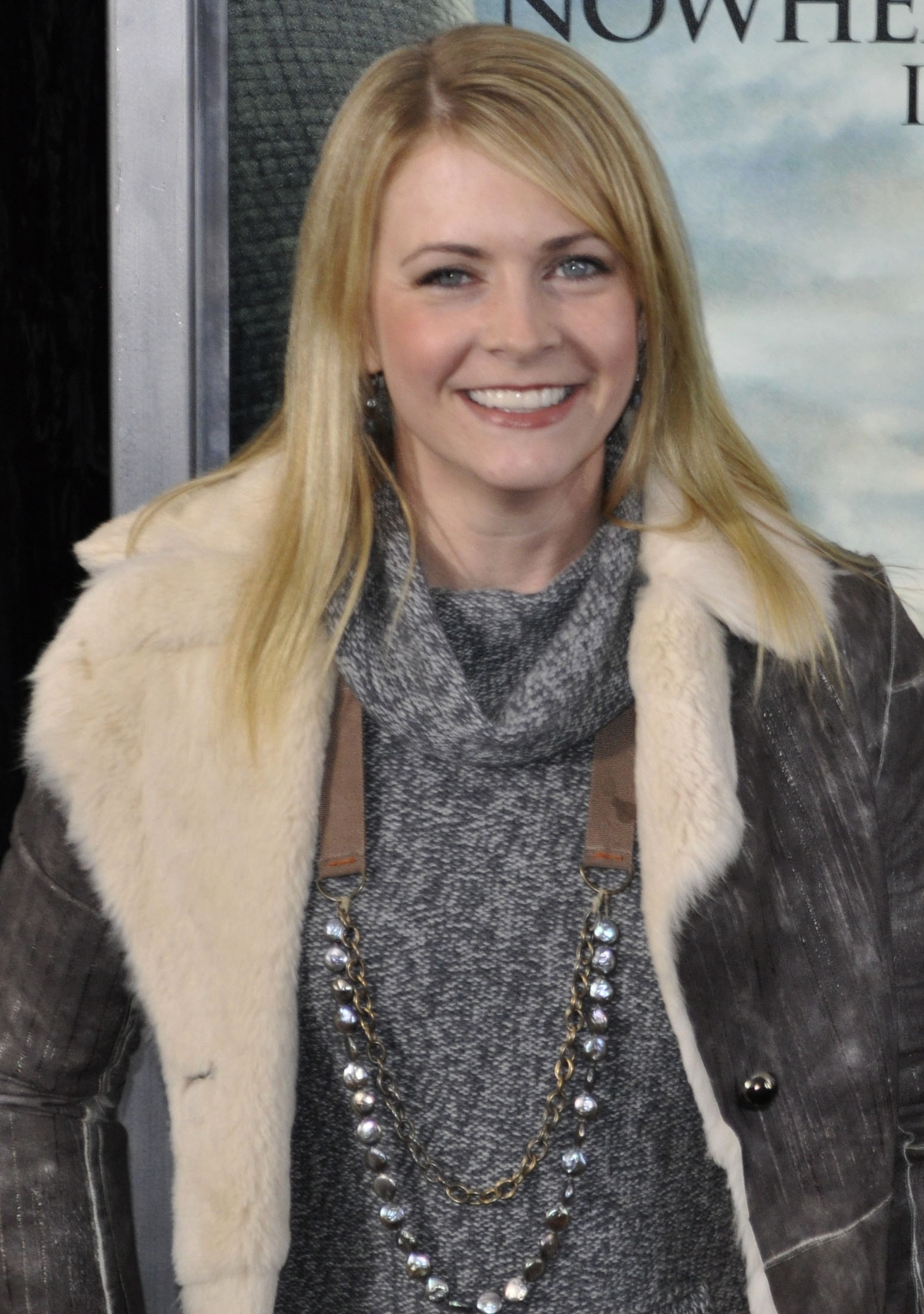
Melissa Joan Hart mit lederseitig bedruckter Kaninjacke (New York, 2010)
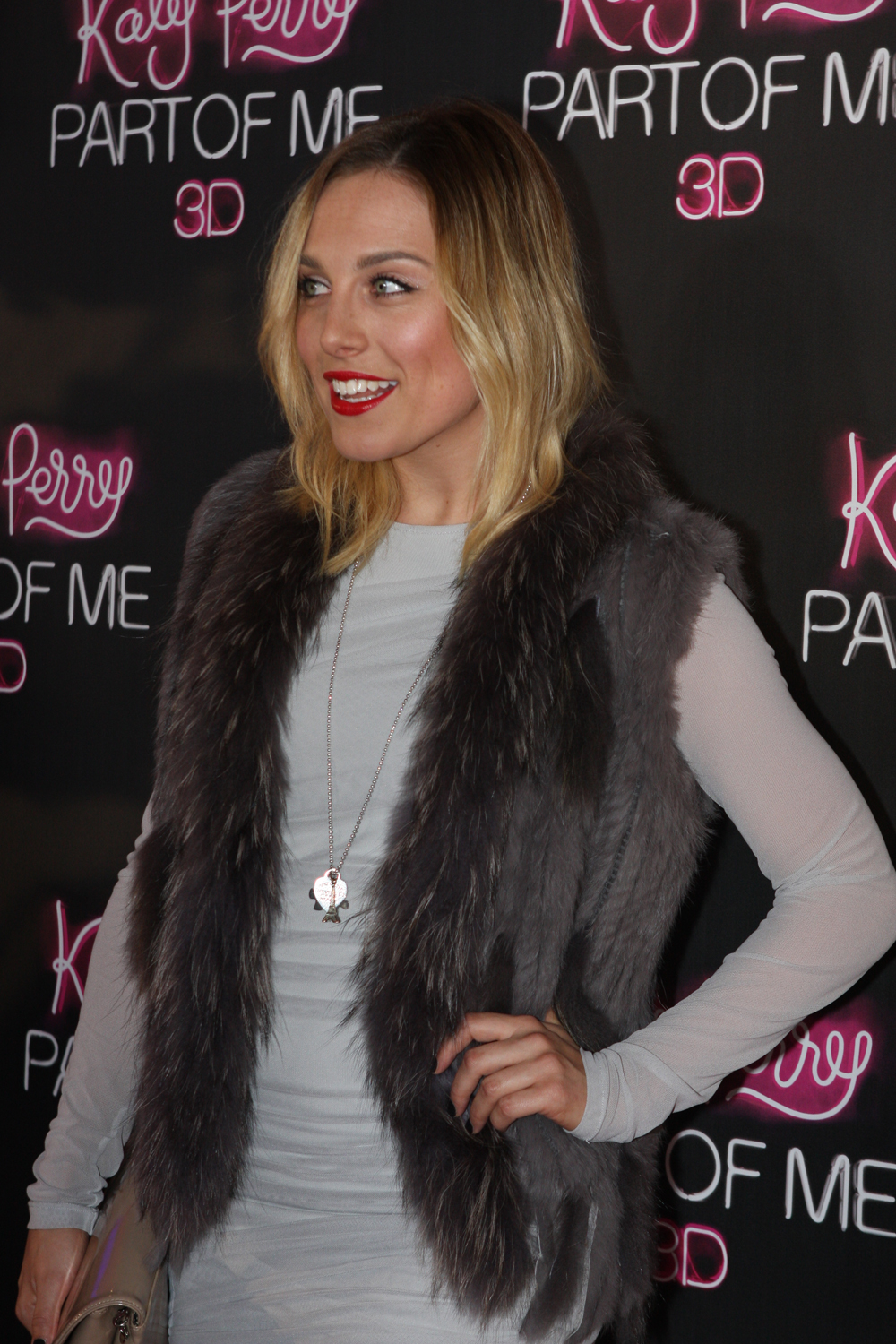
Casey Burgess mit Weste aus geflochtenem Kanin, mit Seefuchsfell verbrämt (2012)
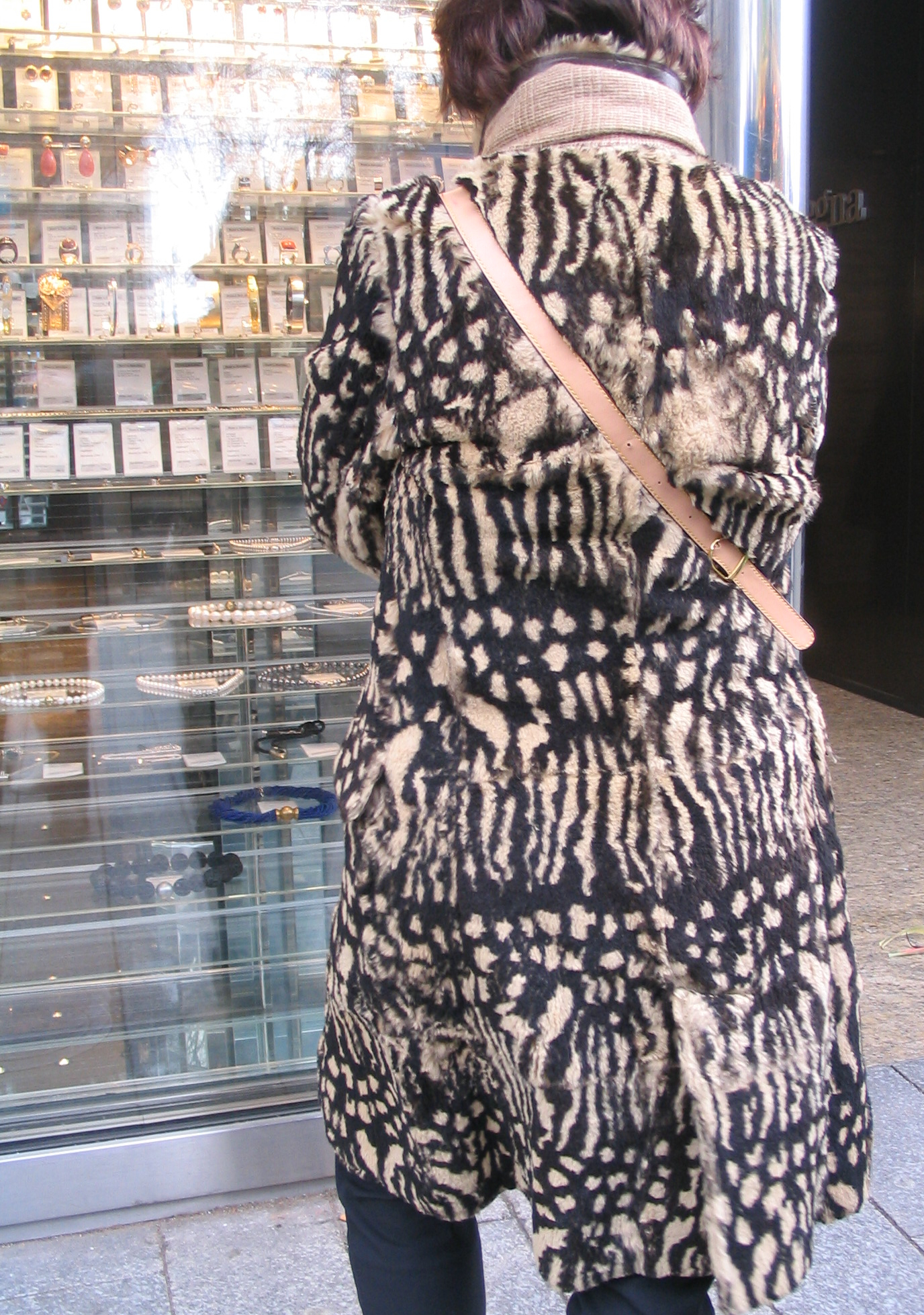
Kaninmantel mit Phantasiemuster-Druck (Düsseldorf 2012)
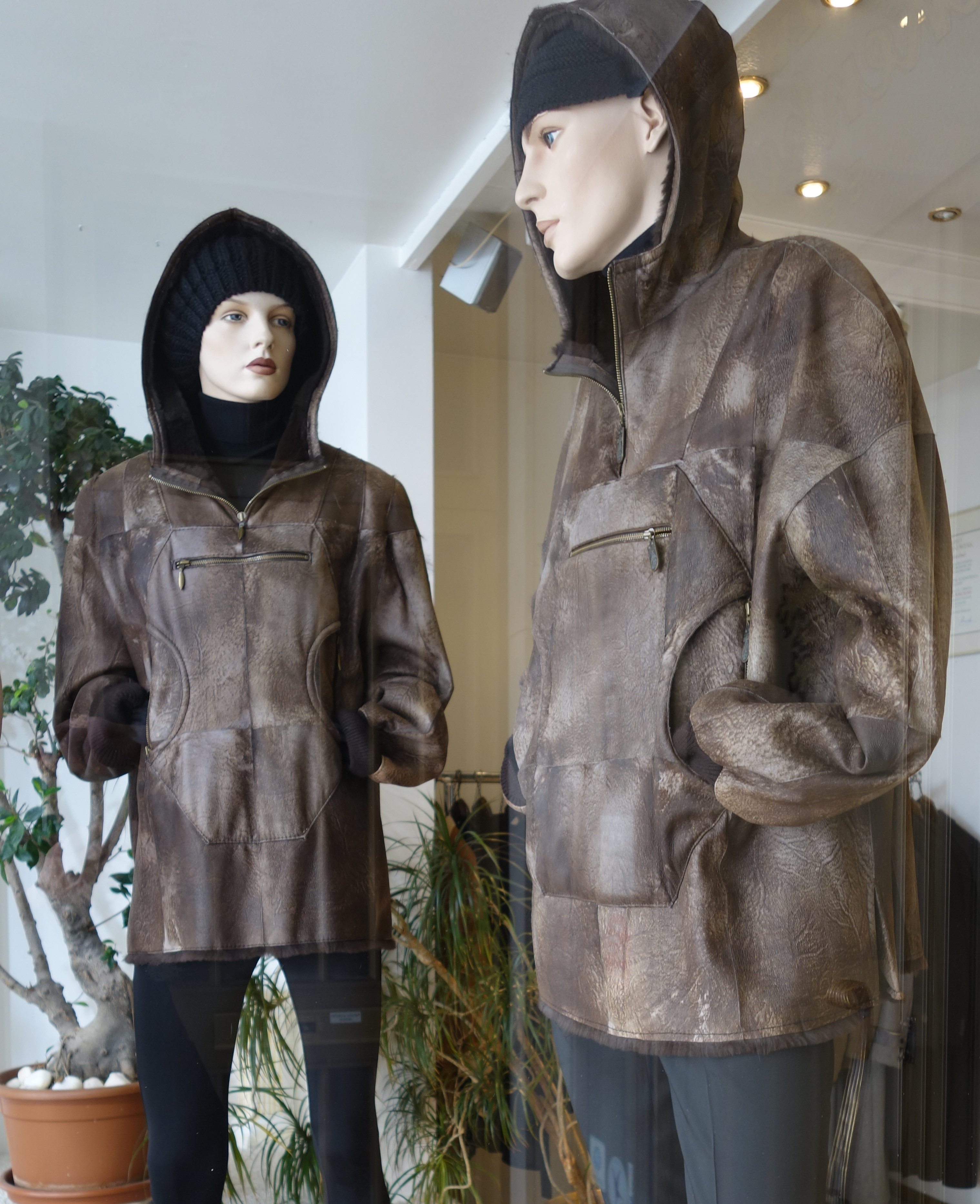
Damen- und Herrenjumper aus nappiertem Kanin (Düsseldorf 2014)

## Wildkanin(chen)

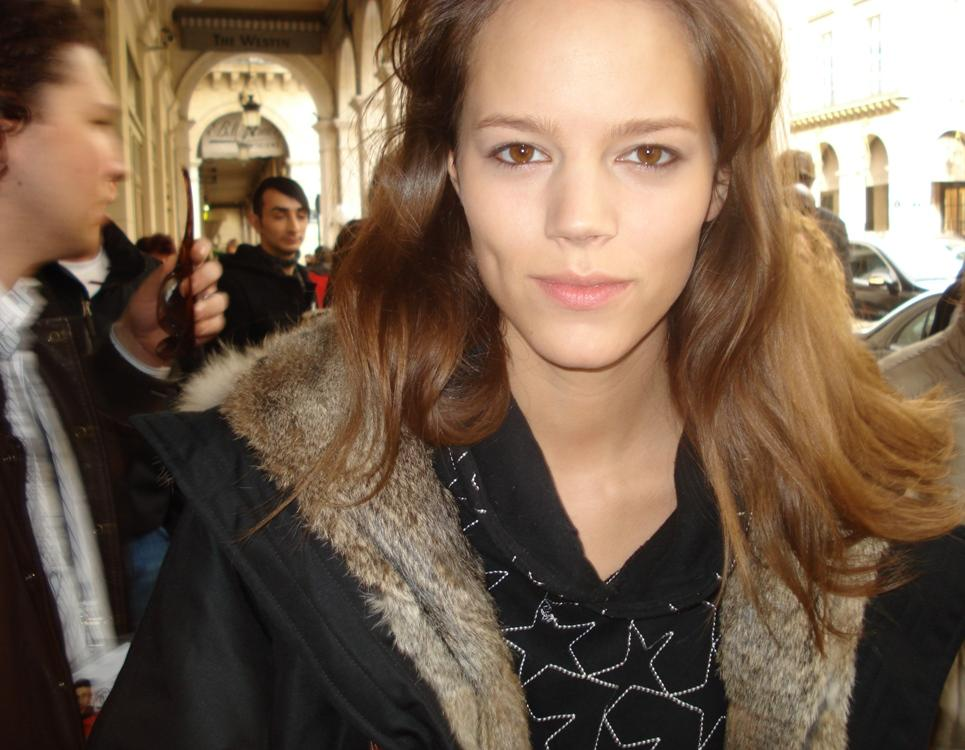
Model Freja Beha Erichsen mit Innenfutter aus Wildkanin (Dänemark, 2007)

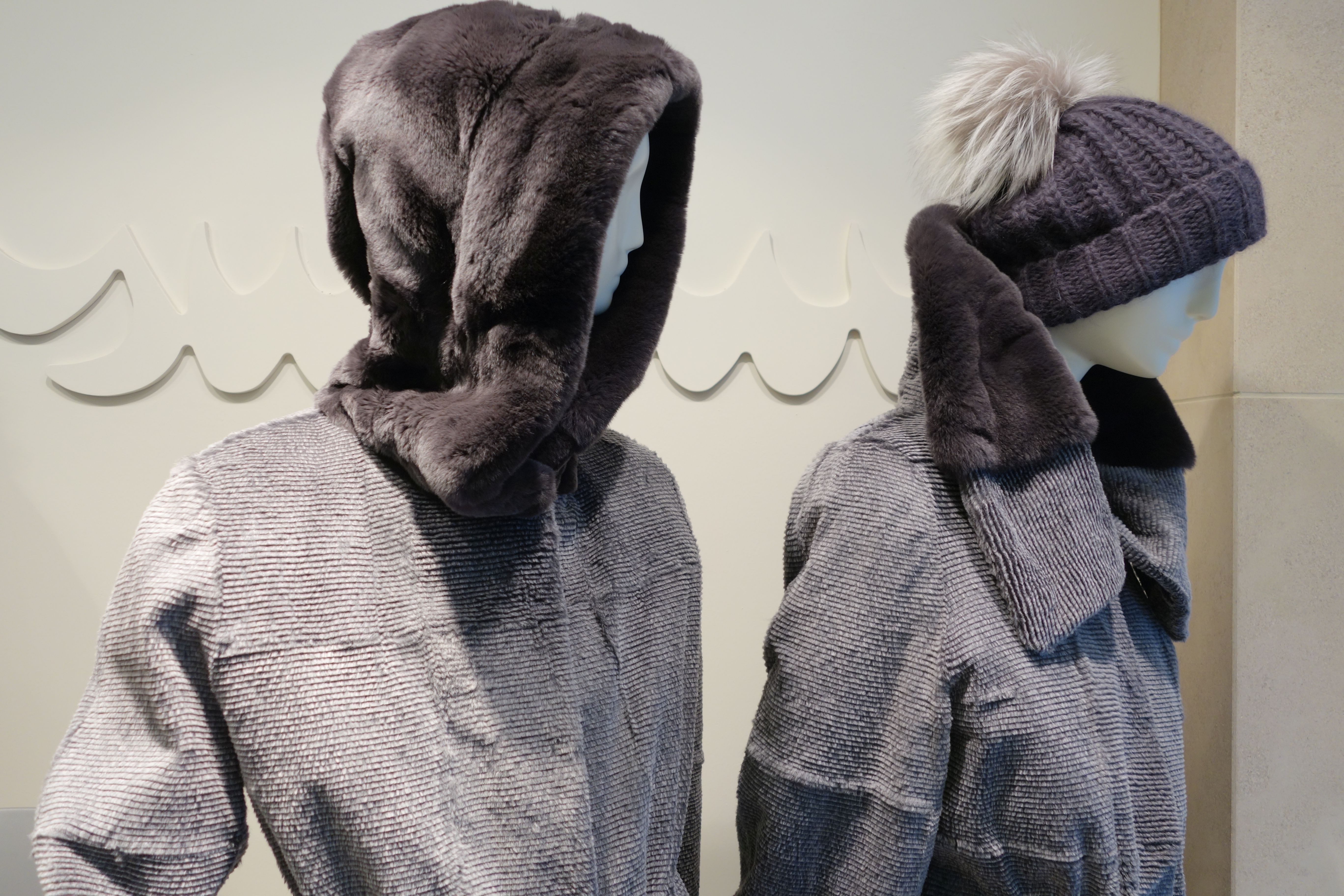
Kanin in Reliefschur mit phantom gefärbtem Kanin (Münster, 2015)

Das Europäische Wildkaninchen unterscheidet sich vom Europäischen Feldhasen durch seine geringere Größe, 35 bis 45 cm, Schwanzlänge 6 cm und die kürzeren Gliedmaßen. Erwähnt wird als leichtes Unterscheidungsmerkmal zum gegerbten Hasenfell auch dessen „krause“ Lederseite. Das Fell des Wildkaninchens wird im Rauchwarenhandel als Wildkanin bezeichnet.
Die Fellfarbe, zusammenfassend als erdgrau bezeichnet, ist oberseits mehr oder weniger grau; die Unterseite einschließlich der Kehle und der Innenseite der Läufe sind weiß. An den Kopfseiten, am Hals und am Nacken mischen sich gelbliche bis rostrote Tönungen bei. Die Ohrspitzen haben einen schwarzen Rand. Der Schwanz ist auf der Oberseite schwarz, unten weiß. Die Augen sind weiß umrandet. In manchen Gegenden tritt die gelblichrote Tönung verstärkt hervor. Vereinzelt kommen stärkere Farbabweichungen vor (blaugrau, fuchsrot, schwarz, weiß, gescheckt). Es ist sicher, dass es solche Mutationen gibt, es kann sich jedoch jeweils auch um entkommene Hauskaninchen handeln.
Die steifen Grannenhaare sind 2 bis 3 cm lang. Sie weisen im oberen Drittel eine Verdickung auf. Die dicht stehenden Wollhaare sind kurz, sehr dünn, wellenförmig gebogen, jedoch nicht gekräuselt. Die Leithaare sind sehr lang und borstig, zum Teil leicht gebogen. Auf einen Quadratmillimeter kommen etwa 136 Haare.
Der Fellwechsel findet hauptsächlich im Frühjahr und im Herbst statt und dauert etwa sechs bis acht Wochen. Kleinere Anteile können aber auch im Jahresverlauf gewechselt werden. Der Frühjahrshaarwechsel beginnt im Bauch, zum Rücken fortschreitend, der Herbsthaarwechsel verläuft in entgegengesetzter Richtung. Das Winterfell ist dichter, die Anzahl der Wollhaare ist in dieser Zeit vermehrt.
Von den in Australien massenhaft vorkommenden Kaninchen wurden jährlich gewaltige Mengen Rohfelle exportiert, zuerst nur wegen des Haars, als „Schneidekanin“ für die Hutindustrie, später auch für Pelzzwecke. Da die Haltbarkeit des „Wildkanin“ recht gering ist, haben die zwar preiswerten, aber meist heftig haarenden Kaninjacken der 1960er und 1970er Jahre die gesamte Fellart mitsamt der Hauskaninchen zu Unrecht etwas in Misskredit gebracht. Während einige Jahrzehnte lang die stets hasengrauen Wildkaninfelle kaum mehr für Pelzzwecke angeboten wurden, werden sie seit etwa vor 2010 wieder vermehrt für Besatzzwecke und Kleinteile verwendet.
Der Versand der australischen Kaninfelle erfolgte nach Gewicht, in gepressten Ballen von je 400 bis 600 englischen Pfund.

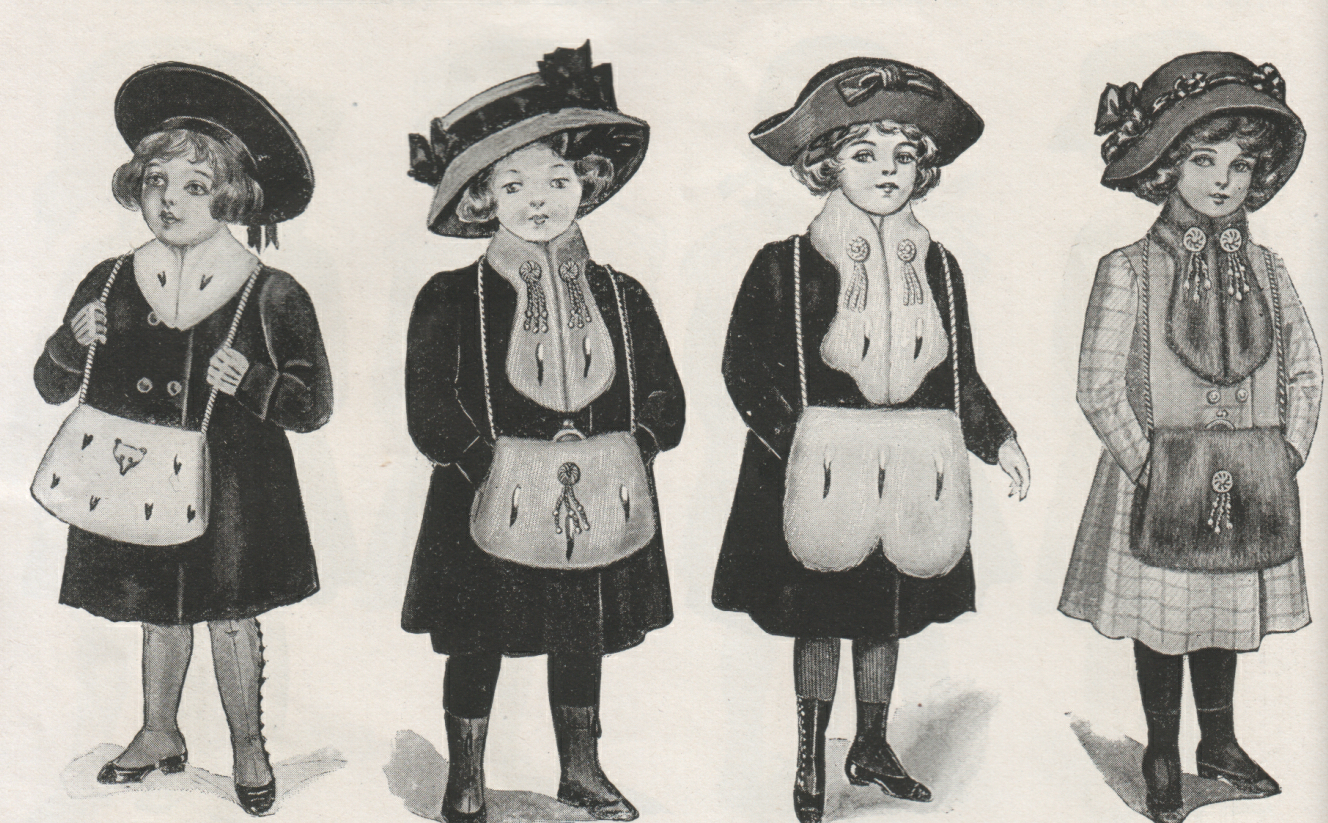
Kindermuffe und Schals aus Kanin (New York, 1910)

Die besten Sorten kamen aus Neuseeland, Neu-Süd-Wales und Tasmanien, gefolgt von Victoria und Melbourne, die qualitativ gleichwertig aber kleiner sind. Die Felle aus Süd- und Westaustralien gingen meist in die Schneideindustrie. Gefangen wird hauptsächlich im Winter, weil das Fell dann am besten ist.
Die Sortimente waren sehr genau und in viele Grade unterteilt. Versteigert wurde meist in größeren australischen Städten, die Hauptauktionen fanden in Sydney für New South Wales-Ware und in Melbourne für Victoria-Ware statt. Die eigentlichen Hauptauktionen waren jedoch sechsmal jährlich in London. Der Verkauf der neuseeländischen und tasmanischen Ware geschah nicht im Land selbst, sondern sie ging in Kühlschiffen ebenfalls direkt nach London sowie nach Amerika.
Für die Kürschnerware waren die Handelsplätze Leipzig, London und New York maßgebend. New York bevorzugte die hartledrigen Felle, die so genannten Böcke, wohingegen Frankreich, Belgien und Deutschland eher die mittel- bis dünnledrige Ware kaufte. Böcke, englisch „bucks“, meint im Fellhandel nicht die männlichen Tiere, sondern die großen, dickledrigen, auch als „bockig“ bezeichneten Felle. Entsprechend bedeutet das englische „doe“ auch nicht das Weibchen, sondern ein dünnledriges, weiches Fell.
Die Versteigerungen der einzelnen Herkommen wiesen folgende Begriffe auf:
- New Zealands: Prime Winter Does (Weibchen), First Winter Does, Prime and First Winter Bucks (Männchen), Second Winter Does, Second Winter Bucks, Late Winter and Outgoing Does, Late Winter and Outgoing Bucks, First Incoming and Early Winter Does, First Incoming and Early Winter Bucks, Late Autumn (Mixed Pelts), Early and Dawning Autumn, Incoming an Early Winter (Spotty), Springs, Autumn Rocks, Light, Spring and Summer Rocks, First Broken (Winter), Second Broken, Summer Broken, Milky (fair to good), Milky (medium to poor), Half to three-quarter grown, Kittens and Smalls, Black and Silver Grey (1st Winter), Black and Silver Grey (2nd Winter), Fawns
- Sydneys: Prime Winter (Prime Pelts), First Winter, First Winter (Bucks), Second Winter, Second Winter (Bucks), Late Winter and First Outgoing, Late Winter (Bucks), First Incoming, First Incoming (Bucks), Second Incoming, Autumn, Early Autumn and Autumn Racks, Light Rocks (Summers), Greasy and Pelty Racks, Glovers (clear pelted to slightly spotty), Milky (Winters), Milky (Incomings and Outgoing), Milky (Spring, Summer and Autumn), Inferior and damaged (Spring and Summer), Half to three-quarter grown, Kittens and Suckers, Buck, Fawn
- Melbournes and Tasmanians: Prime Winter, First Winter, First Winter (Bucks), First Winter (Butchers), Second Winter, Second Winter (Bucks), Late Winter and First Outgoing, Late Winter and First Outgoing (Bucks), First Incoming, Second Incoming, Autumn, Light Rocks, Greasy Racks, Milky (fair to good), Milky (medium to poor), Inferior and damaged, Half to three-quarter grown, Kittens and Suckers, Fawn

Butchers waren Schlachthausfelle, sie wurden ohne die Seiten gehandelt. Nachwuchsstellen, auch Zwiewuchs oder unterwachsene Stellen, sind mehr oder weniger große Flächen kürzerer Haare im Fell, ein Überbleibsel des jahreszeitlichen Haarwechsels. Sie sind beim Rohfell, das mit der Haarseite nach innen angeliefert wird, auch von der Lederseite aus an den dunklen, gräulichen oder bläulichen Stellen zu erkennen. Die Sortierung der australischen Wildkanin erfolgte in besonderem Maß nach der Anzahl und Größe der Nachwuchsflecken. Femellen ist eine alte Qualitätsbezeichnung für weibliche australische Kaninfelle.
Auf den Londoner Auktionen wurden die Felle unterteilt in:
- Fully seasoned = Winterware, Gewicht für 100 Stück 4 kg
- Incoming = Spätherbst
- Outgoing = Vorfrühling

und weiter differenziert in Bucks (Männchen), Does (Weibchen), Suckers (Milchkanin), Kittens (Mäuschen = besonders klein), Racks (kurzhaarige, gedrungene Sorten).
In den vergangenen Jahrzehnten wurden kaum noch australische Kaninfelle angeboten. Sie werden fast ausschließlich zur Haarverwertung geschoren. In früheren Jahren wurden dagegen jährlich bis zu 100 Millionen Felle exportiert. Franke/Kroll meinten 1988 dazu: „Es ist nicht ausgeschlossen, dass in Zukunft wieder erhebliche Mengen an Kaninfellen auch für die Pelzwirtschaft angeliefert werden. Pelztierfelle unterliegen stark den Schwankungen der Mode. Wenn eine Fellart, wie zum Beispiel Langhaarfelle, u. a. Füchse, jahrelang vernachlässigt waren, so zeigt die Gegenwart, dass kaum genügend Langhaarfelle beschafft werden können, um die Nachfrage zu decken“.
Große, dichte Winterfelle der Europäischen Wildkaninchen wurden zeitweilig in geringem Umfang pelzwirtschaftlich genutzt. Nach Larisch wurden um 1900 nur etwa 3 Prozent der Felle dem Rauchwarenhandel zugeführt, 97 Prozent gingen in die Haar- und Filzhutindustrie.
Die Felle werden in Beutelform angeliefert, mit dem Haar nach innen.

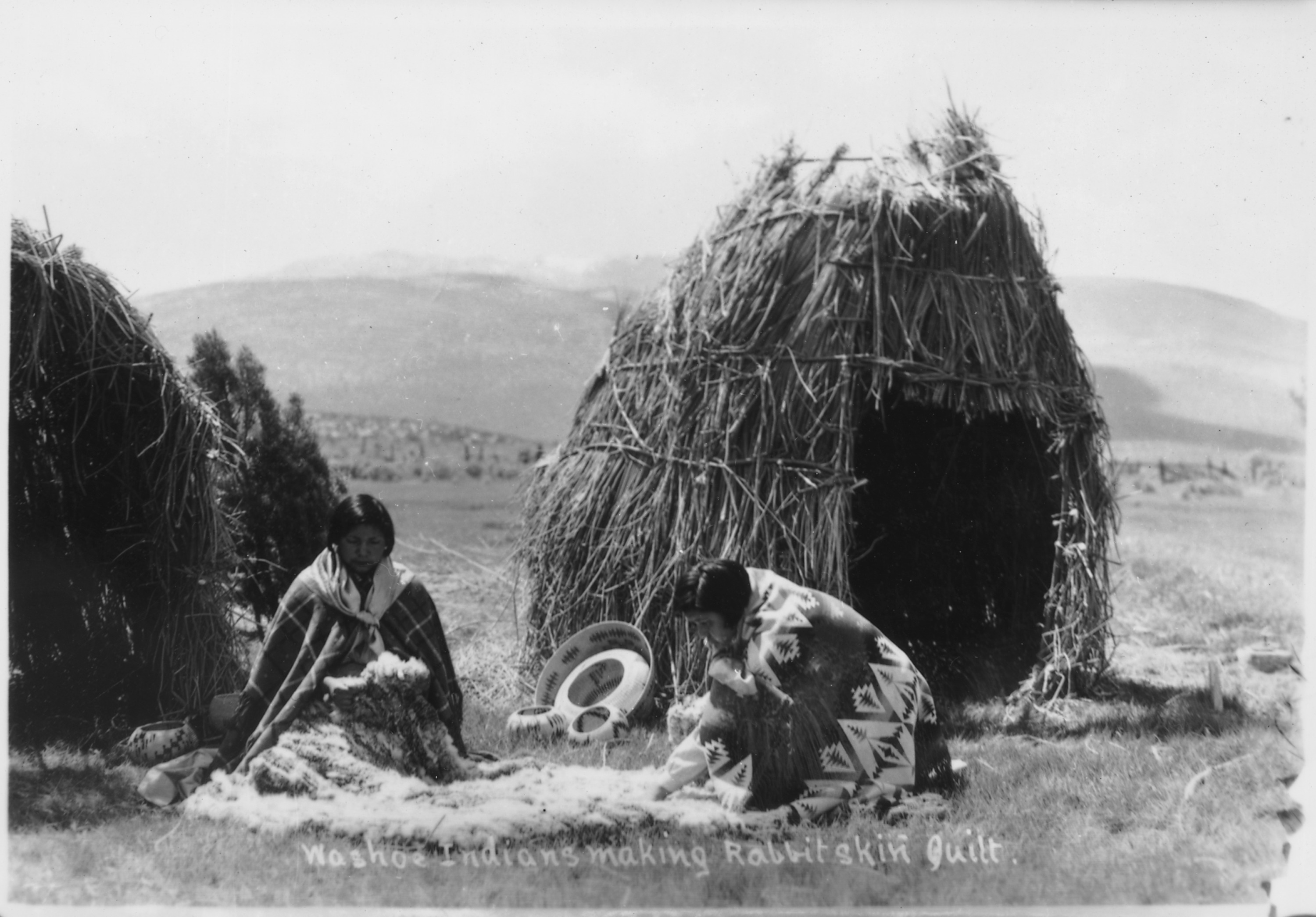
Amerikanische Washoe Indianerinnen arbeiten eine Kanindecke (1935?)
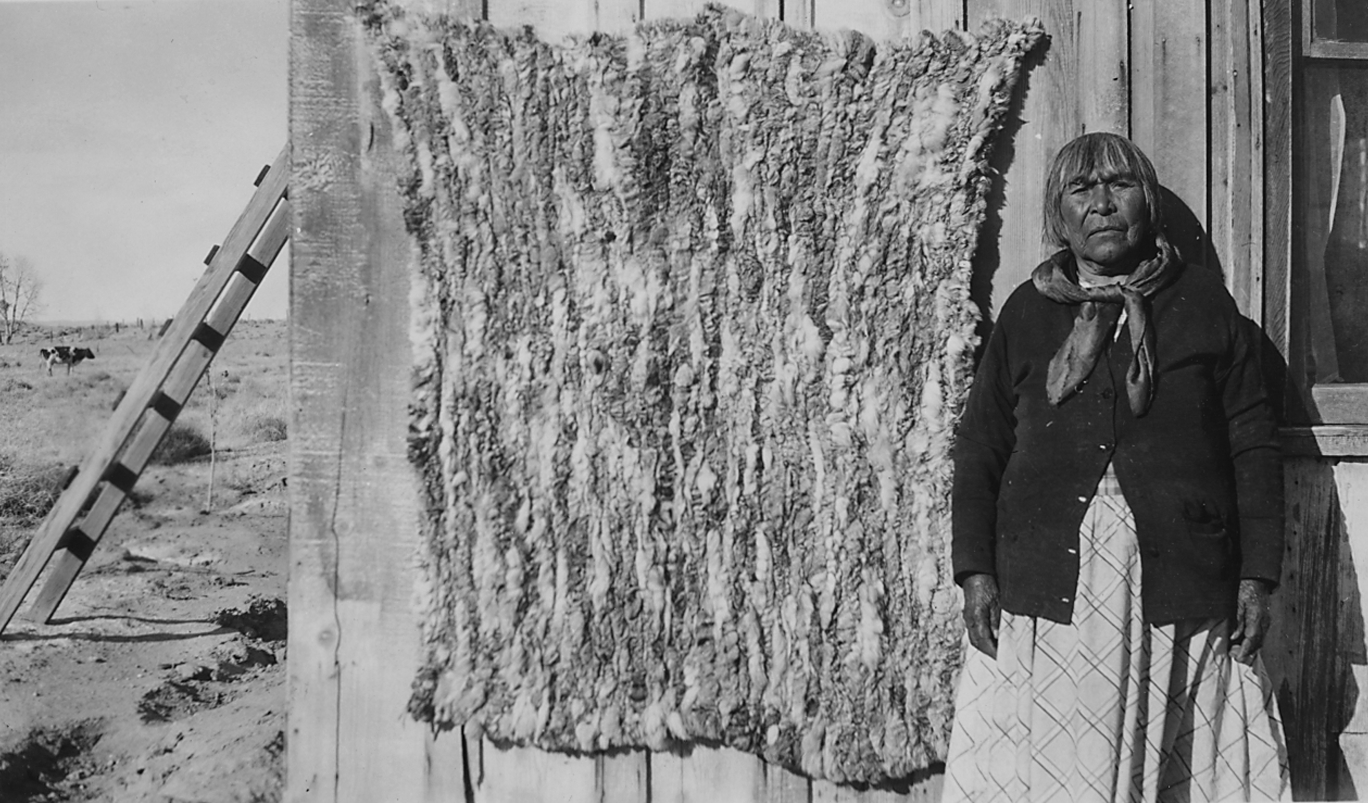
Mary Lowe, 70 Jahre alt, mit einer Decke aus 100 Kaninfellen (laut Bildunterschrift) (1937)

Baumwollschwanz-KaninchenDie Felle des amerikanischen Baumwollschwanz-Kaninchens (Cottontail Rabbit) werden nur wenig gehandelt. Es hat seinen Namen von der weißen Schwanzunterseite, die einer geplatzten Baumwollkapsel ähnelt. Die Kopfrumpflänge beträgt 45 cm. Das Fell ist graubraun bis rötlichbraun gesprenkelt, der Nacken fuchsrot oder dunkelbraun. Das Verbreitungsgebiet erstreckt sich von Südkanada bis zum 25. Grad südlicher Breite. Vier Arten werden von der IUCN als gefährdet oder bedroht gelistet.
Whitetailed jack rabbitDas ebenfalls in Nordamerika lebende White-tailed jackrabbit (zoologisch Präriehase) gehört trotz des Namens, übersetzt Weißschwänziges Jack-Kaninchen, zu den Echten Hasen. Ob das Fell noch dem Handel zugeführt wird, ist unbekannt. Die Felle sollen jedoch einmal ein bedeutender Handelsartikel gewesen sein.

## Hauskanin(chen)

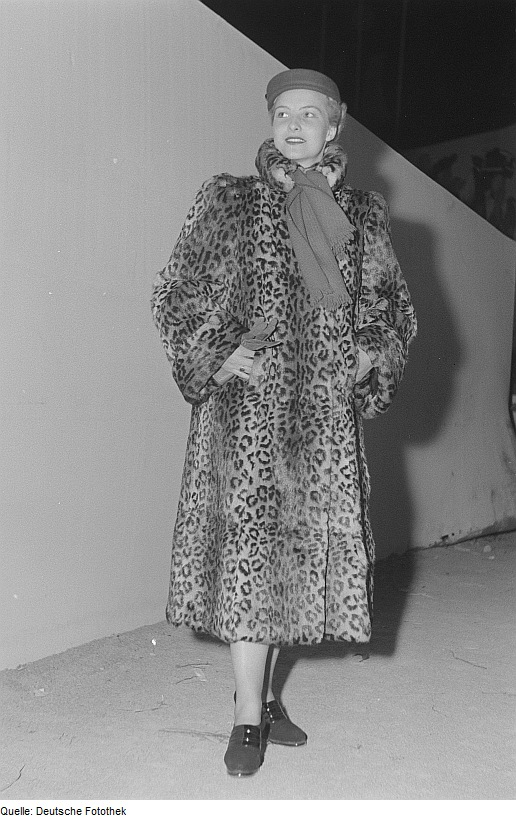
Leopardbedruckter Kaninmantel (DDR, 1953)

Für eine ausführliche Beschreibung der verschiedenen Rassen siehe → Hauskaninchen, über Kaninfarben außerdem → Genetik des Hauskaninchens.
Für Abbildungen verschiedener Sorten und Veredlungen siehe → am Ende dieses Artikels.
Aus dem Hauskaninchen, in der Rauchwarenbranche auch als „Zahmkanin“ bezeichnet, haben sich durch jahrhundertelange Zucht sehr viele Rassen gebildet, die als Fleisch-, Wollhaar- und als Felllieferant dienen. Eine entsprechende Zuchtauslese kann den Wert der Felle erheblich beeinflussen. Die wichtigste Forderung des Pelzhandels an ein gutes Kaninfell ist die der Dichte und Gleichmäßigkeit der Haare an den verschiedenen Körperteilen, auch zu den oft qualitativ schwächeren Seiten, der Wamme, hin. Die geringer wertigen Sommerfelle werden im Handel als „hohl“ bezeichnet.
In Deutschland bürgerte sich die Kaninchenzucht nach dem Deutsch-Französischen Krieg von 1870 und 1871 ein. Die aus Frankreich zurückkehrenden Soldaten hatten dort das Kaninchenfleisch kennengelernt und sich von einer Zucht der anspruchslosen Tiere zu Recht Vorteile erhofft.
Kanin hat seit langem eine wichtige Stellung in der Pelzwirtschaft, es gehört mit zu den beliebtesten und preisgünstigsten Fellsorten, ist weich im Haar und besonders gut zur Veredlung und Färbung geeignet.

### Fell- und Lederstruktur
Normalerweise lassen sich drei Haartypen unterscheiden:
1. Deckhaare (Stichelhaare) von 3 bis 5 cm Länge und 12 bis 45 µm ⌀. Sie sind relativ hart und von einem luftgefüllten Kanal durchzogen.
2. Grannenhaare von etwa 3 cm Länge und 25–30 µm. Sie sind weich und im unteren Teil gekräuselt. Im Innern ist kein durchgehender Kanal, sondern ein Strang von durch Markzellen verbundener Luftblasen.
3. Wollhaare von 1,5–3 cm Länge und 12–13 µm, gekräuselt und sehr elastisch. Je dichter die Wollhaare und je stärker die Kräuselung ist, umso wertvoller ist das Fell.

Langhaarkaninchen, wie das Angorakaninchen, haben bis zu 25 cm langes Haar, davon sind 92 Prozent Wollhaare.
Ausgesprochene Kurzhaarrassen sind die Rexkaninchen. Rexfelle haben 10 bis 20 mm langes, nicht welliges und sehr dichtes Wollhaar und nur sehr wenig feine Grannenhaare, die kaum über die Unterwolle hinausragen.
Das Leder des Hauskaninchens hat eine Dicke von durchschnittlich 0,7 bis 1 Millimeter; die Haut der männlichen Tiere ist meist dicker als die der weiblichen. Als ein gewisses histologisches Charakteristikum kann ein ausgeprägtes Muskelfasernetz im unteren Drittel der Lederhaut angesehen werden.

### Haarwechsel
Der Haarwechsel erfolgt im Wesentlichen wie bei den Wildkaninchen zweimal jährlich. Im Frühjahr und im Herbst dauert er jeweils 1 bis 1½ Monate. An einigen Körperstellen findet auch zu anderen Zeiten ein Haarwechsel statt. Im ersten Lebensjahr erfolgt ein dreimaliger Haarwechsel. Während der Trächtigkeit wachsen die Haare langsamer und lockern sich teilweise.

### Rassen und Züchtungen

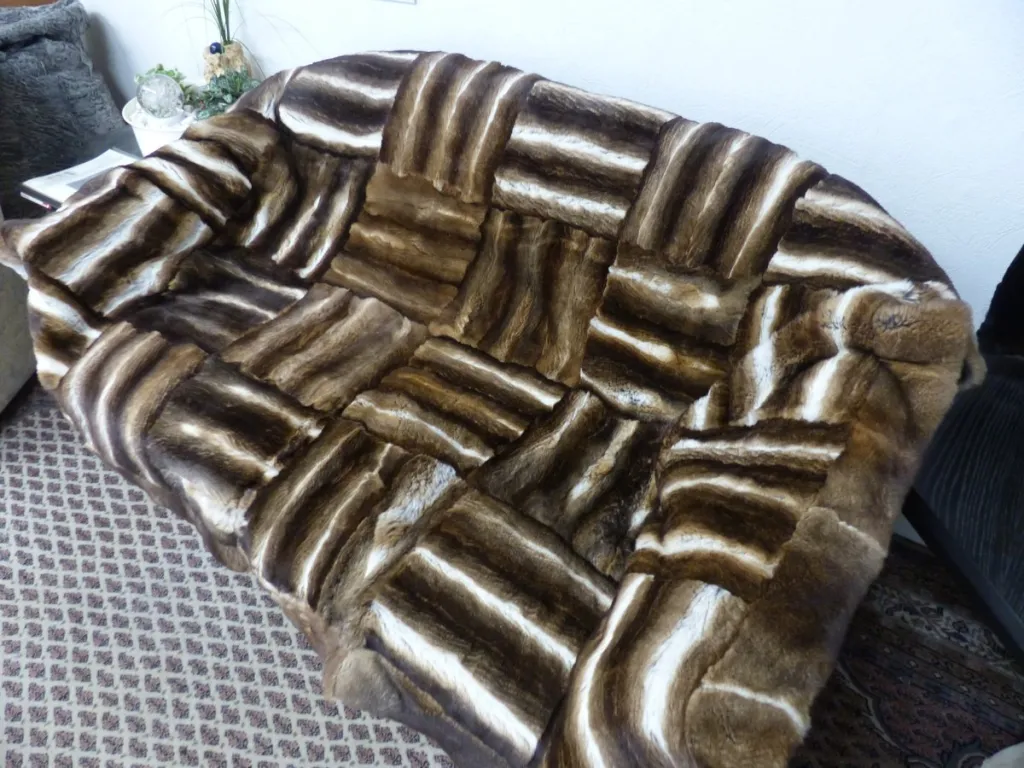
Rexkanin-Decke
(Pelz-Atelier Lang, Kaiserslautern, 2024)

Im Allgemeinen wird zwischen Riesen- und Mittelrassen unterschieden. Hierzu gehören unter anderem Englische Widder, mit 20 cm langen Hängeohren, Belgische (mit einer Körperlänge bis 75 cm), Weiße Riesen (Körperlänge 70 cm), Deutsche Widder, Deutsche Riesenschecken, Blaue (Graue, Weiße, Schwarze) Wiener, Wiener Schecken, Belgische Hauskaninchen.
Kleine Rassen sind Chinchilla-Kaninchen, Feh-Kaninchen und Englische Scheckenkaninchen sowie Zwergkaninchen, die Hermelin-Kaninchen, Chinesische Kaninchen, Japanische Kaninchen usw.
Eine weitere Gruppe sind die Langhaarkaninchen, hier ist das Angorakaninchen am bekanntesten. Die sehr seidigen Haare werden zu feiner Angorawolle versponnen, das Fell wird ansonsten nicht genutzt. Vor 1940 wurde auch versucht, in Deutschland langhaarige Kaninchen mit weniger Wollcharakter und mehr Grannenhaar für die Pelzbranche zu züchten. Glatthaarige Angorakaninfelle mit dichtem Grannenhaar neigen weniger zum Verfilzen, sind deutlich haltbarer im Gebrauch und zudem leichter zuzurichten. Es entstanden Blaufuchs-, Silberfuchs-, Gelbfuchs-, Rotfuchs- und Opossumkaninchen. Die großen Erwartungen, die in diese Entwicklungen gesetzt wurden, haben sich nicht erfüllt. Das Haar dieser Langhaarkaninchenrassen erwies sich wegen seiner übergroßen Weichheit und damit einhergehenden Neigung zum Verfilzen und Haaren offenbar letztlich doch als ungeeignet. Hinzu kommt, dass das durch das Zuchtziel veränderte Haar mit seiner dann weitgehend ungekräuselten Struktur für die Wollverarbeitung als eventuelle Alternativnutzung ungeeignet wird. Für Scherveredelungen erwiesen sich Angorakaninfelle als nicht geeignet.
Der Schwerpunkt der Kaninchenzucht liegt auch heute noch in Europa, inwieweit es neuere Zahlen über ein vermutlich seit Jahren steigendes Aufkommen in China gibt, ist unklar. Ständig entstehen durch die Sportzucht neue Rassen. In besonders großer Zahl werden Kaninchen vor allem in Südeuropa gehalten, wo das Fleisch gern gegessen wird. Als Nebenprodukt fallen in diesen Ländern deshalb die meisten europäischen Felle an. Bedeutend ist die Haltung besonders in Frankreich, der Wert der Ausführ betrug vor dem Zweiten Weltkrieg durchschnittlich jährlich 150 Millionen Franc. Besonders gesucht waren Felle aus Burgund und der Bretagne. Weiter kamen Kaninfelle aus Spanien (meist weißes Fell guter Qualität), Italien, Belgien, Großbritannien, Niederlande, Deutschland, der Schweiz und Osteuropa. In spanischen Veredlungsbetrieben entstehen auch besonders innovative Farben, Schermuster und Veredlungen der Lederseite. Die überwiegende Menge an Halbfertigware und Konfektion kommt jedoch über China nach Europa, die europäischen Felle werden tiefgefroren von chinesischen Firmen importiert, weiterverarbeitet und wieder ausgeführt.
Für die Pelzverarbeitung haben sich die Anforderungen gewandelt. Wurden früher Felle gewünscht, die ungefärbt und ungeschoren verarbeitet wurden, wie weiße einfarbige, blaue (Wiener), schwarze oder braune Rassen (Alaska, Havanna, Schwarzloh und Silberkaninchen), werden heute vor allem Felle mit dichter Unterwolle und kurzem Grannenhaar bevorzugt. Rexkaninchen, die diese Anforderungen in besonderer Weise erfüllen, wurden von Beginn an darauf hin gezüchtet, dass sie möglichst keiner maschinellen Weiterbearbeitung bedürfen. Sie werden in vielfältigen Naturfarben und Einfärbungen zu allen nur denkbaren Kleinpelzen konfektioniert. Die Züchtung stammt aus Frankreich, wo sie im Jahr 1919 von dem Abbé Gillet bei einem Bauern entdeckt wurde. 1924 kam diese Rasse erstmals nach Deutschland, wo sie gleich erhebliches Aufsehen erregte. Zuchttiere erreichten bald Preise von 500 bis 1000 Reichsmark. Nicht nur die sprichwörtlich große Vermehrungsrate der Tiere ließ den Preis bald zusammenbrechen, auch die Mode wandte sich nach einiger Zeit von dem Material ab. Um 1940 war das Rexkaninchen nur noch eine Liebhaberzucht wie andere Rassen. Noch 1988 war es unklar, ob sich die Mutation Rex mit ihren neu gezüchteten Farbschlägen auf dem Pelzmarkt durchsetzen würde.

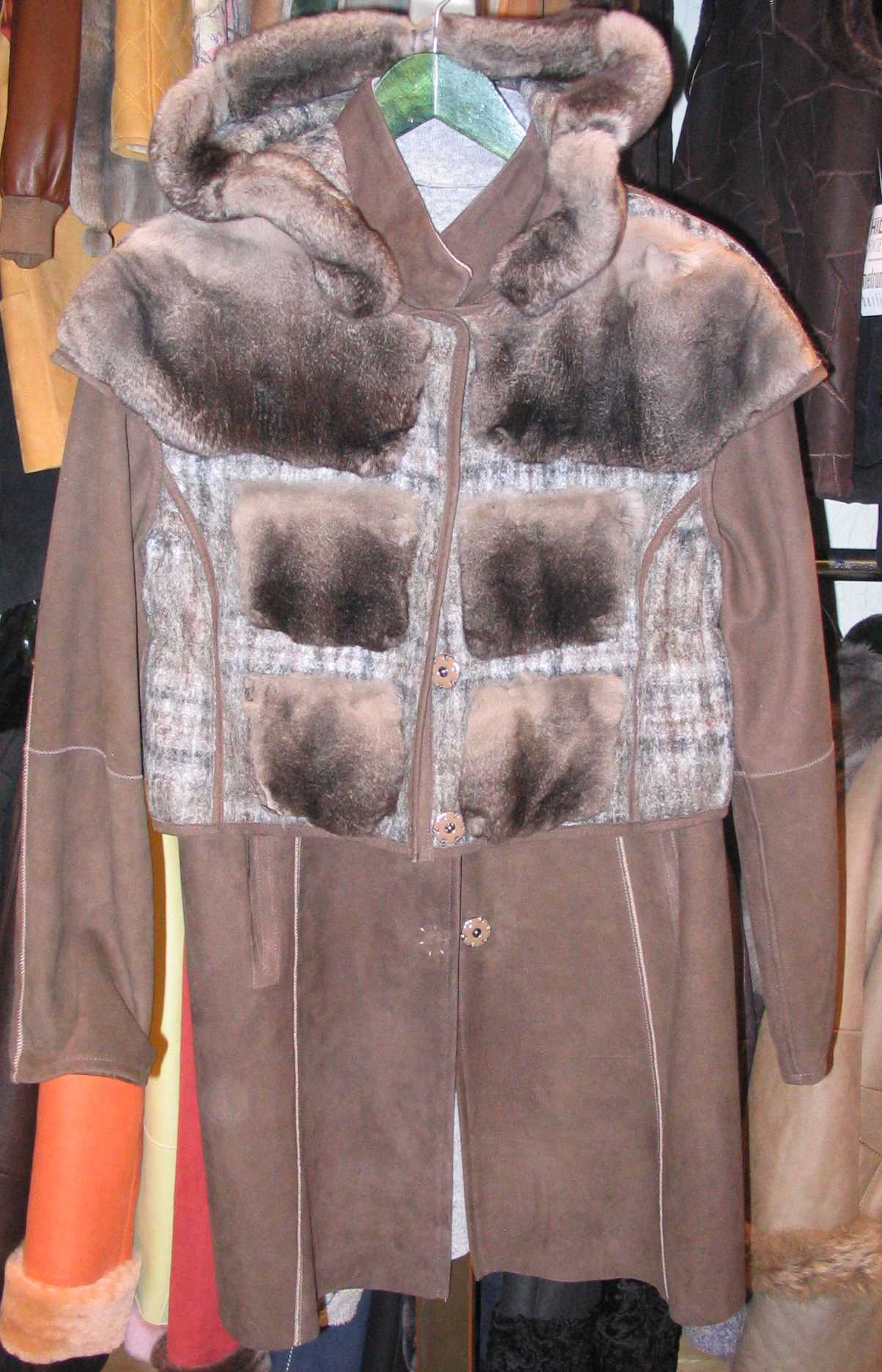
Jacke mit Orylag-Kanin (2013)

Kaninchenfleisch ist in Frankreich traditionell eine viel gegessene Speise, das Fell war für die sich mit der Kaninchenzucht beschäftigen Klein- und Großbauern nur ein kleiner Nebenverdienst. „Jedes Dorf“ hatte um 1940 seinen „chineur“, den Kaninchenfell-Sammler, der die Felle an den Zwischenhändler weiterreichte, der die erste Aussortierung vornahm. Noch um 1970 wird berichtet, dass sich der Fellsammler durch ein Trompetensignal auf dem Land bemerkbar machte, um die Kaninfelle aufzukaufen, um sie dann seinerseits an den Großhandel abzugeben. Dank moderner Marketingmethoden hat sich ein teilweiser Wandel vollzogen: Eine Zuchtform des Rexkanin ist das Orylag-Kanin, das seit seinem Erscheinen auf dem Markt einen besonders hohen Preis erzielt und oft ohne den Zusatz Kanin gehandelt wird. Der Name wurde 1989 geschützt und darf nur mit der Genehmigung der landwirtschaftlichen Genossenschaft der Züchter d’Orylag für Fleisch und Felle aus deren Tieren benutzt werden. Die französische Genossenschaft stellt an ihre Mitglieder auch unter Aspekten des Tierschutzes besonders hohe Ansprüche an die Haltungsbedingungen, beispielsweise besonders große Gehege. Ohnehin ist die Zucht des Rexkaninchens schwieriger und erfordert mehr Aufwand als die der herkömmlichen Arten. Orylag gibt es derzeit in drei Farbvarianten, braun, „biber“ und „chinchilla“. Die produzierte Fellanzahl hatte sich von 2000 Stück im Jahr 1992 auf 100.000 im Jahr 2006 erhöht. Der Zentralverband Deutscher Rasse-Kaninchenzüchter e. V. hat für Deutschland 88 Rassen in 370 Farbschlägen anerkannt, deren Felle unterschiedlich für die Nutzung geeignet sind (Stand ca. 2012):
Abteilung IGroße Normalhaar-Rassen: Deutsche Riesen, grau bzw. andersfarbig – Deutsche Riesen, weiß – Deutsche Riesenschecken – Deutsche Widder (Widder = Kaninchen mit Hängeohren)
Abteilung IIMittelgroße Normalhaar-Rassen: Meißner Widder – Helle Großsilber – Großchinchilla – Mecklenburger Schecken – Englische Widder – Deutsche Großsilber – Burgunder – Blaue Wiener – Blaugraue Wiener – Schwarze Wiener – Weiße Wiener – Graue Wiener – Weiße Hotot – Rote Neuseeländer – Weiße Neuseeländer – Große Marderkaninchen – Kalifornier – Japaner – Rheinische Schecke – Thüringer – Weißgrannen – Hasenkaninchen (Körperbau ähnelt dem Hasen) – Alaska – Havanna
Abteilung IIIKleine Normalhaar-Rassen: Kleinschecken – Separator – Deutsche Kleinwidder – Kleinchinchilla – Deilenaar – Marburger Feh – Sachsengold – Rhönkaninchen – Luxkaninchen – Perlfeh – Kleinsilber – Englische Schecken – Holländer – Lohkaninchen – Marderkaninchen – Siamesen – Schwarzgrannen – Russen – Kastanienbraune Lothringer (Brun marron de Lorrain)
Abteilung IVNormalhaar-Zwergrassen: (Widderzwerge) – Zwergschecken – Hermelin – Farbenzwerge
Abteilung VHaarstruktur-Rassen: Satin-Elfenbein – Satin-Schwarz – Satin-Blau – Satin-Havanna – Satin-Rot – Satin-Feh – Satin-Kalifornier – Satin-Hasenfarbig – Satin-Thüringer – Satin-Chinchilla – Satin-Siamesen – Satin-Castor – Satin-Lux
Abteilung VIKurzhaarrassen (Rex-Kaninchen) (Haarlänge weniger als 20 mm): Chin-Rexe – Blau-Rexe – Weiß-Rexe – Dreifarben-Schecken-Rexe – Dalmatiner-Rexe – Gelb-Rexe – Castor-Rexe – Schwarz-Rexe – Havanna-Rexe – Blaugraue Rexe – Rhön-Rexe – Japaner-Rexe – Feh-Rexe – Lux-Rexe – Loh-Rexe – Marder-Rexe – Russen-Rexe – Zwerg-Rexe (Rexzwerge)
Abteilung VIILanghaarrassen (Haarlänge mehr als 40 mm): Angora, weiß (werden regelmäßig geschoren) – Angora, farbig (werden regelmäßig geschoren) – Fuchskaninchen, farbig – Fuchskaninchen, weiß – Jamora – Zwergfuchskaninchen, farbig (Fuchszwerge, farbig) – Zwergfuchskaninchen, weiß (Fuchszwerge, weiß)

## Veredlung und Handel

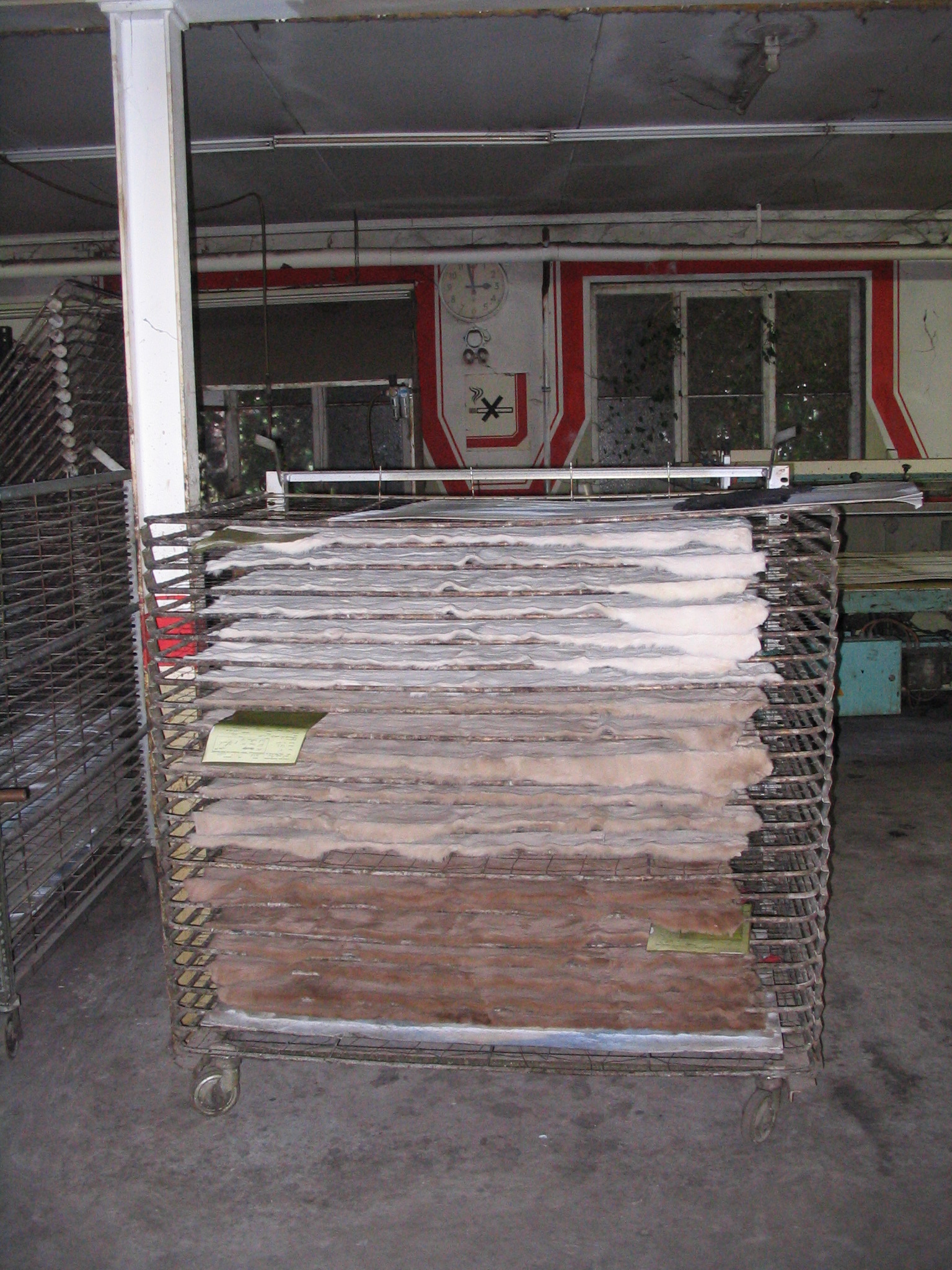
Gefärbte Kanintafeln beim Veredler (Deutschland, 2010)

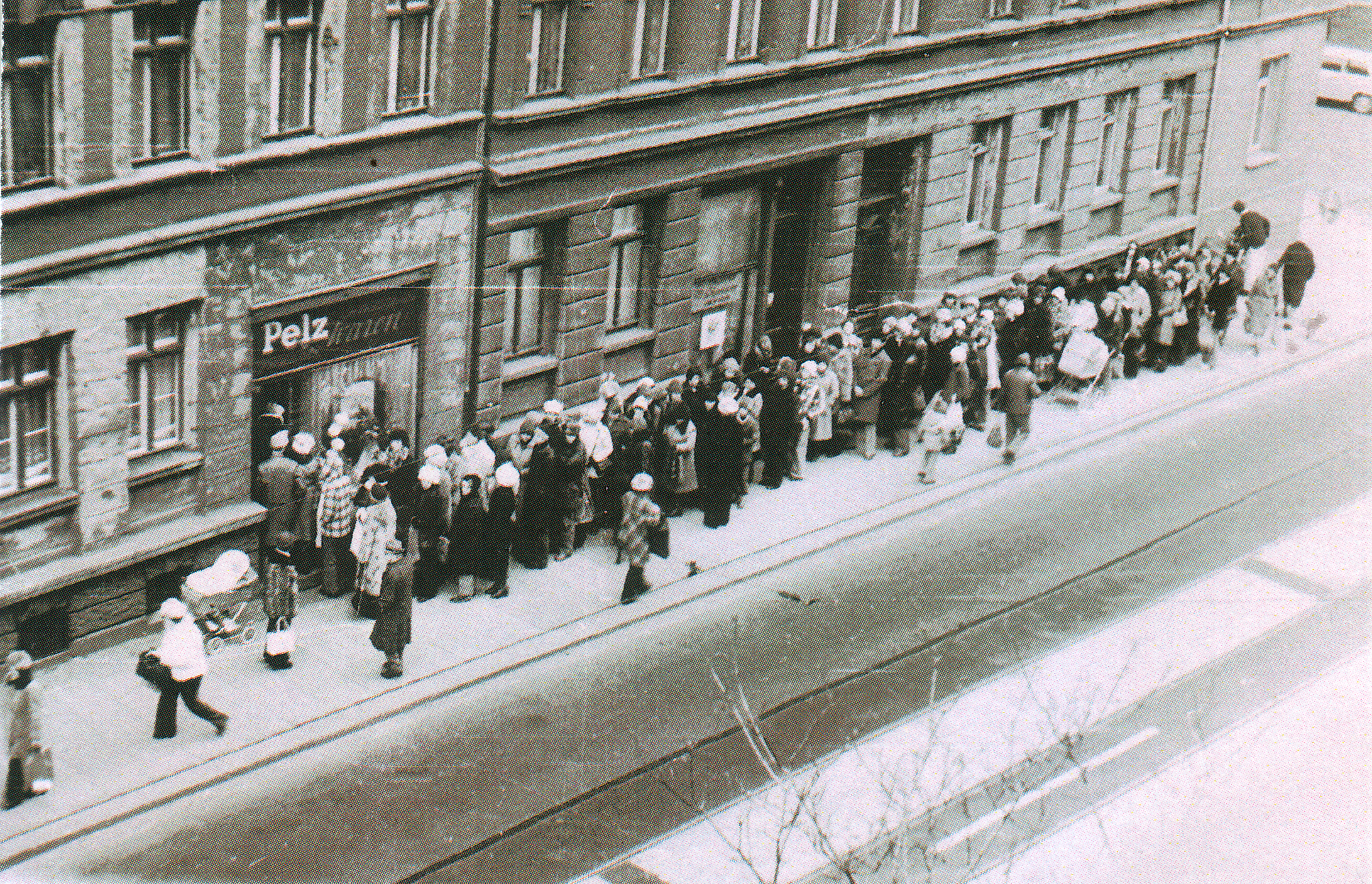
Anstehen nach Kanin-Tschapkas.
DDR-Kürschnermeister Rüdiger in Leipzig hat eine neue Zuteilung Kaninfelle bekommen und daraus Ohrenklappenmützen gearbeitet (etwa 1980)

Solange in Europa das Kaninfell noch ein Massenartikel war, beschäftigten sich auch Spezialfirmen nicht nur mit dem Handel, sondern auch mit dem Zurichten (Gerben) und Veredeln vor allem dieser Pelzart, meist hin zur Nachahmung wertvollerer Felle. Einen neuen, wesentlichen Impuls bekam die Kaninveredlung durch die Einführung der elektrischen Schermaschine. Diese für die Samtfabrikation entwickelte Methode erbrachte einen bis dahin nicht erreichten Schereffekt, siehe dazu auch den Hauptartikel → Pelzveredlung. Gleichzeitig verbesserte sich die Abriebfestigkeit durch die geschlossene Haaroberfläche in erheblichem Maß.
Die Ähnlichkeit des Kaninfells mit teureren weil selteneren Fellarten ist nach der Zurichtung und Färbung oft außerordentlich groß. Insbesondere um Leipzig herum, dem europäischen Pelzzentrum des Brühl befanden sich Rauchwarenveredler, die für die einzigartige Qualität ihrer Kaninveredlung seit den 1920er Jahren in der Branche weltbekannt waren. Bis dahin lieferte Frankreich die bestveredelte Ware, die zweitbeste kam aus Belgien; beide Länder waren bis zum Ersten Weltkrieg auch die einzigen Produzenten des Sealkanins. Die französischen Felle wurden dort bis auf den Grund gefärbt. Kaninerzeugnisse gewannen in Deutschland erst wieder erhöhte Bedeutung, als aus Frankreich die ersten gerupften Kanin in hellen, modernen Farben auf den Markt kamen, Ejarrée genannt. Diese großflächigen Felle ergaben einen wunderschönen Mantelbesatz. In Deutschland griff die Firma Louis Friedländer die Idee des farbigen Kanins auf und färbte riesige Mengen langhaariges australisches Kanin in bunte Farben. Große Mengen davon wurden als Streifen in die englische Konfektionsindustrie exportiert, ein hoher Zoll erschwerte dort die Einfuhr fertiger Mäntel.
1956 heißt es für Sealkanin: Die Farbe ist matt mit einem Stich ins grün-graue, und färbt leicht ab; das Leder ist meist brüchig, doch gibt es auch unter den französischen gute Qualitäten. Bei den deutschen Seal-Kanin ist das Leder weicher und dehnbarer, der Haargrund ist goldbraun, die Deckfarbe glänzend schwarz, die Felle färben nicht ab. Erst die hochwertige Veredlung, nicht zuletzt durch die Firmen in und um Leipzig, machten das Kanin zu einem der bedeutendsten Artikel der Pelzindustrie. Wahrhaft revolutionierend wirkten die Ergebnisse des Chromstriches im Leder durch die Leipziger Veredler nach dem ersten Weltkrieg, denen wir die Marken Petzold, D.K.V., Arnold und andere verdankten, nachdem Markranstädt eine Zeit noch in der französisch-belgischen Art mitgeschwommen war. Dann kamen die Amerikaner und Italiener mit ihrer Kaninveredlung. Für 1934 schreibt der im KZ ermordete jüdische Branchenreporter Philipp Manes in seiner Geschichte der deutschen Pelzindustrie: „Es kamen viele neue Farben heraus, die Leopard- und Ocelot-Imitation auf Kanin und Katzen eroberte sich den Markt und wurde ein bedeutender Exportartikel“. Er berichtet, wie nach dem Ersten Weltkrieg, als der Leipziger Farbindustrie wieder der Weltmarkt offen stand, das deutsche Kanin sich mit seinen Fabrikmarken (die Veredlerstempel auf den Fellen) sich die fernsten Länder eroberte. Als Louis Friedländer, Entdecker des australischen Kanin, seine Biberette-Schöpfung herausbrachte, konnte Leipzig nicht genug schaffen, so begehrt wurde dieser Artikel. Ursprünglich als biberähnliche Veredlung gedacht, entwickelte sich Biberette zu einer eigenständigen Bezeichnung für alle geschorenen braunen Kanin in verschiedenen Tönungen. Als „Biberette“ war, wohl kurze Zeit zuvor, auch das gleichartig veredelte Fell des amerikanischen Opossums im Handel. – Derzeit wird vom Fachhandel vor allem Tschechien als Produzent gut zugerichteter Fertigkanin genannt (2012).
Der öffentliche Rundfunkbetrieb begann im Deutschen Reich 1923 mit der Funk-Stunde Berlin. „Radiokanin“, „Wellenkanin“ oder „Wellin“ war in den 1920er Jahren ein wellig geschorenes Kanin, das neben den gerade aufgekommenen Radiowellen zu der Zeit sehr beachtet wurde und später kaum mehr auftauchte. Meist in helleren Pastellfarben gehalten ergab es ein gesuchtes Besatzfell, doch wurden auch Jacken und Mäntel daraus gefertigt. Im Jahr 1925 begann ein Gedicht in einer Branchenzeitschrift folgendermaßen:

„Das beleidigte Karnickel.
Es ist als wär' die Welt verrückt
Wohin man kommt, wohin man blickt
Erspäht man nur Karnickelfelle!
In dieser Zeit der Radiowelle
Sollt man das nicht für möglich halten;
Denn was Kanin vor Jahren galten,
Das braucht hier nicht erzählt zu werden,
Weil's jedes Kind schon weiß auf Erden.“

Im Jahr 1943 wird erneut von einem moirierten Kanin berichtet, dass der Leipziger Rauchwarenchemiker Anton Ginzel entwickelt hat. In diesem Zusammenhang wird erwähnt, dass die Wasserbeständigkeit der bisherigen Methoden meist sehr beschränkt war und die Musterung recht schablonenhaft wirkte. Künstlich gelocktes oder moiriertes Kaninfell ist seitdem in geringem Umfang ein Artikel der Pelzbranche.

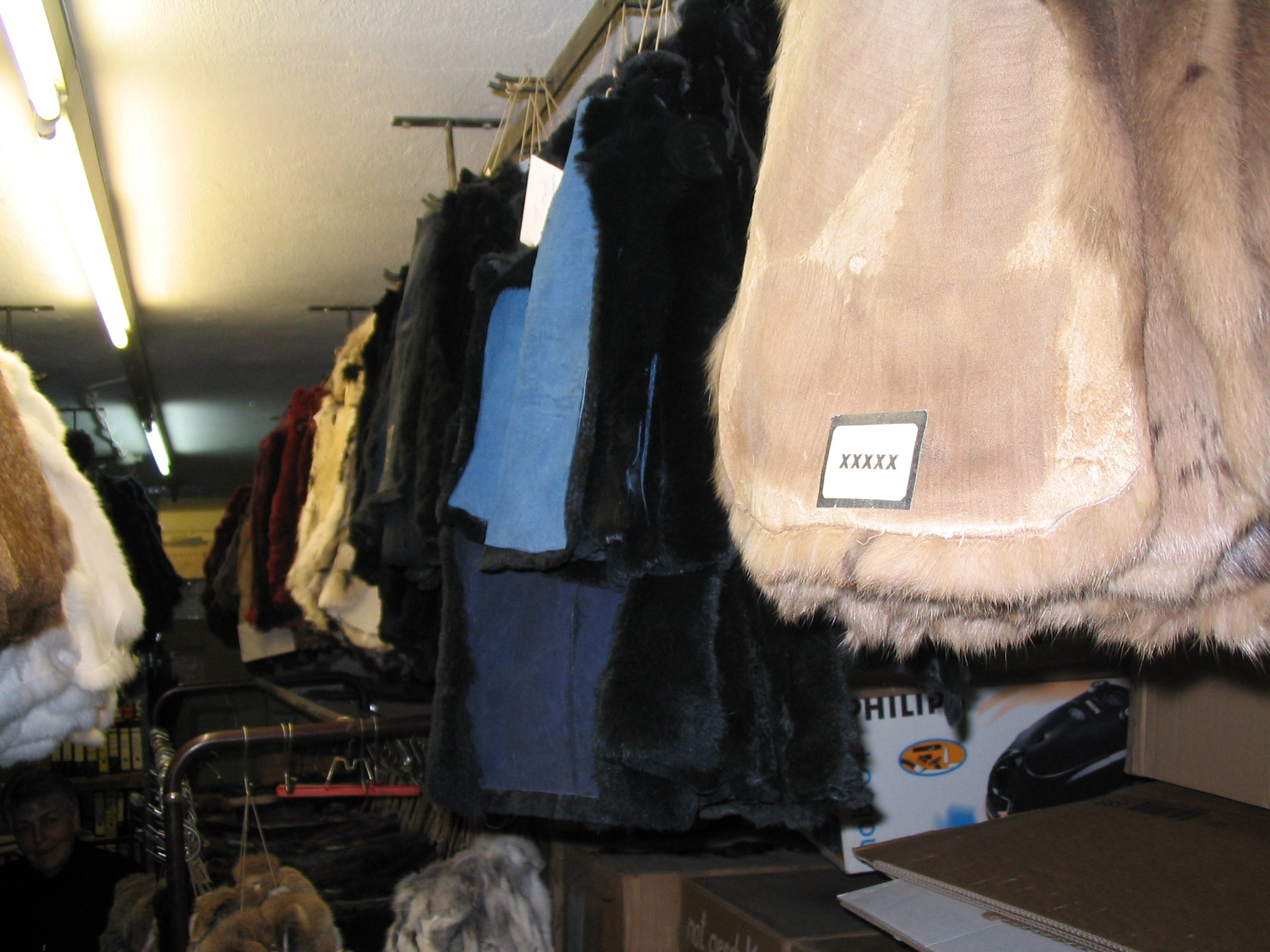
Am Lager eines Frankfurter Kaninfellhändlers (2009)

Das auch beim Verbraucher bekannteste Produkt war bis nach dem Zweiten Weltkrieg das Sealkanin. Mit dem Beginn des Wirtschaftswunders in der Bundesrepublik Deutschland und der Hinwendung auch geringerer Einkommen zu höher wertigen Pelzen ließ das Interesse an Kanin sehr schnell nach. Auch war Sealfell aus der Mode gekommen, somit bestand hier ebenfalls kein Bedarf mehr für das preiswerte Ersatzmaterial Sealkanin.
Noch nach dem Zweiten Weltkrieg war in der Rauchwarenbranche für schwarze, geschorene Kaninfelle neben Sealkanin auch der Name „Seal electric“ geläufig. Die erste Maschiniermaschine zum Entfernen des Oberhaars war in Amerika von der Firma Hadbavny gebaut worden. Sie hatte statt der heutigen Schermesser einen elektrisch aufgeheizten Platindraht, der die Haare absengte. Das Verfahren hatte sich nicht bewährt, der Name Seal electric aber blieb noch lange Zeit. Mit der früher entstandenen Bezeichnung Sealkanin bezeichnet der Handel auch heute noch gelegentlich geschorene, schwarz gefärbte Kanin. Hierfür eignen sich unter anderem am besten Französische Widder und Belgische Riesen. Da Sealkanin anfangs als Ersatz für das echte Sealfell angesehen wurde, färbte man die Felle auch nach dem Krieg noch eine Zeit lang nicht einfach schwarz. Das Leder des echten Sealfells verträgt das Färben nur schlecht, deshalb trug man dort die schwarze Farbe von der Haarseite mit der Bürste auf, das Unterhaar blieb dabei rötlich (siehe dazu → Pelzrobbe unter Robbenfell). Das wurde beim Kanin nachgeahmt, indem die Felle erst gelbbraun, in späterer Zeit weinrot gefärbt wurden, um dann, ebenfalls mit der Bürste, im Oberhaar schwarz eingefärbt zu werden. Nach und nach ging beim Verbraucher das Wissen wie ein echtes Sealfell aussieht verloren und man färbte die Felle im ersten Färbegang blauschwarz. Die Felldecke bekam anschließend Farbe, Streckung und Glanz durch einen mehrfach wiederholten Anilinschwarzstrich. Die annähernde Gleichfarbigkeit von Ober- und Unterhaar hatte den Vorteil für den Endverbraucher, dass es die Sichtbarkeit von Abriebschäden insbesondere an den Kanten der Kaninbekleidungsstücke ganz erheblich verringerte.

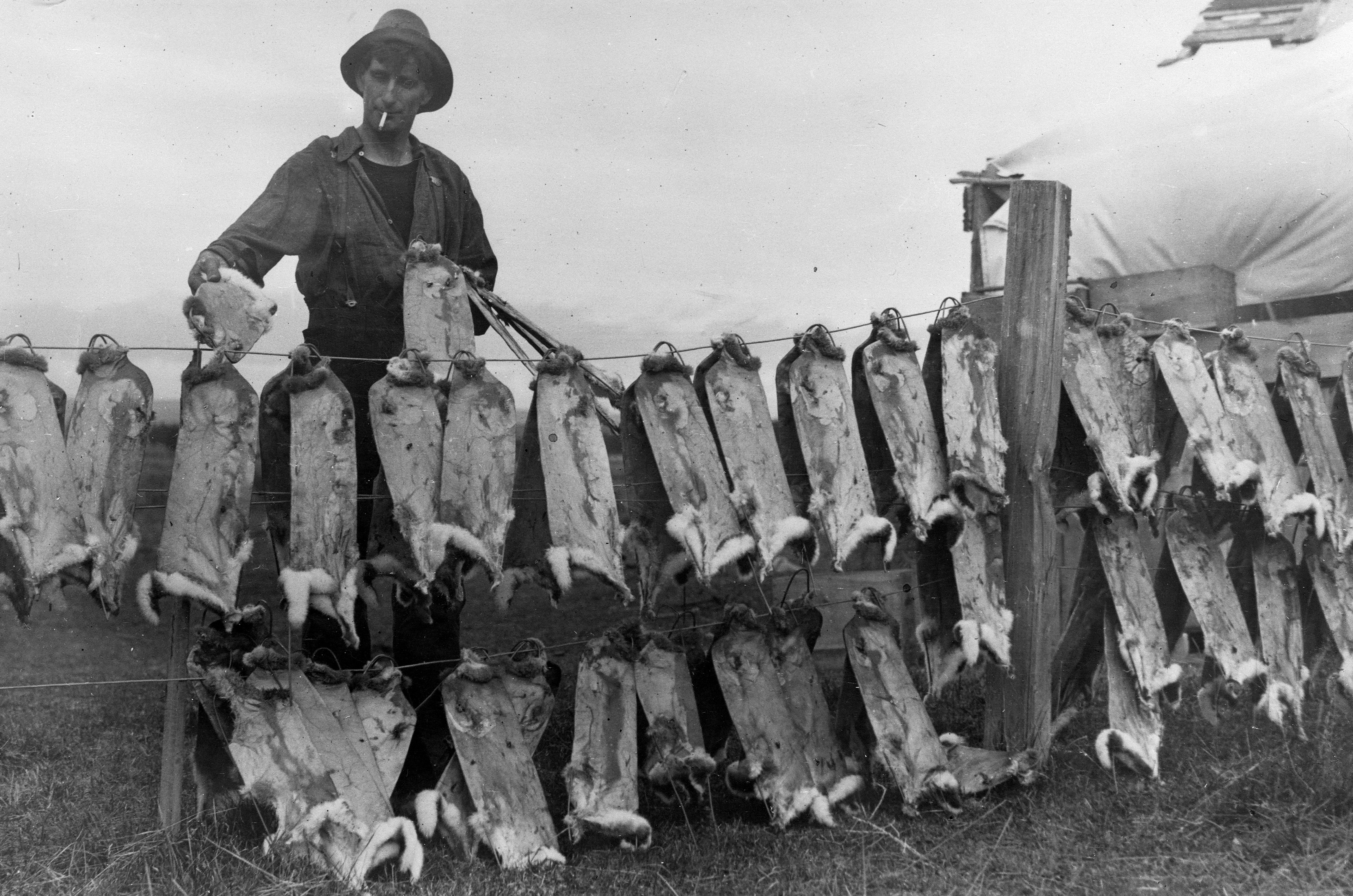
Jäger mit ausgespannten Kaninfellen (Neuseeland, 1929)
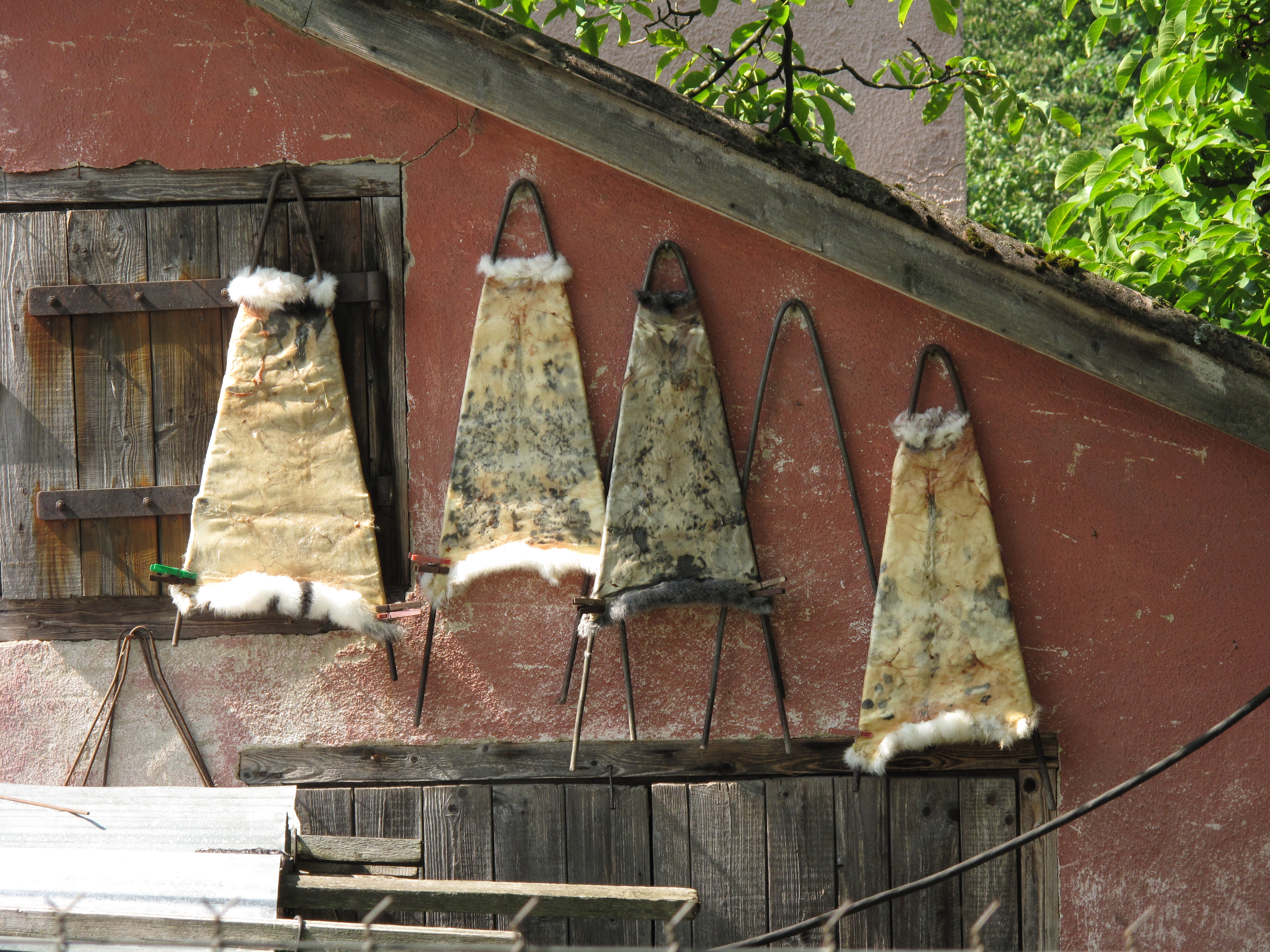
Zum Trocknen gespannte Kaninfelle nach der Hausschlachtung (Tschechien, 2010)

Für braungefärbte Biberette-Kanin sind alle Felle mit blauem Grund am besten geeignet. Die Bezeichnung für schwarz gefärbte, ungeschorene Kanin war Skunkskanin. Das Färben auf hellere Farbtöne geht am besten mit weißen Fellen, wie Weiße Widder, Weiße Riesen oder Weiße Wiener.
Ein besonderer Veredlungseffekt entsteht mit den heutigen technischen Möglichkeiten, indem die Unterwolle andersfarbig eingefärbt wird als das Oberhaar; sind die Haarspitzen fast weiß, werden die entstandenen Farben mit dem Zusatz „snowtop“ bezeichnet. Werden die andersfarbigen Haarspitzen in Mustern teilweise abgeschoren oder mit Lasern bearbeitet, so ergeben sich bei entsprechenden Farben beeindruckende plastische Strukturen.
Nur sehr dicht stehende Haare können sich bei der Feinheit der Behaarung gegenseitig aufrechtstehend erhalten. Als die besten Qualitäten gelten das Fell des Französischen und Deutschen Widders, danach die Wiener, Französische Silber, Rheinische Schecke, Japaner, Thüringer, Chinchilla, Havanna, Alaska.
Folgende Forderungen werden an gute Kaninfelle gestellt:
1. Möglichst groß bei trotzdem guter Qualität
2. Das Tier muss genügend alt gewesen sein, Felle junger Tiere nutzen sich schneller ab
3. Gleichmäßige Farbe des Naturfells
4. Möglichst viele gleiche Felle einer Sorte

Die Grundformen der Kaninveredlung sind:
1. Oberhaar (Langhaar) -Kanin
2. geschorene oder maschinierte Kanin
3. gerupfte Kanin, früher auch Ejarée-Kanin genannt

| Eignung für Scherware | Eignung für Scherware |
| --------------------- | --- |
| Veredlungsart:        | |
| Seal                  | Beste Qualitäten aller Farben ohne Sattel und abfällige Wammen, mit kräftiger Unterwolle; im Haar voll ausgereift (schwarzgefärbt).                 |
| Nutria (Nutriette)    | Weiße, chinchilla und hasengraue Felle bester Qualität, die nach der Schur rein unifarbig sind und keine Nachwuchsstellen aufweisen (braungefärbt). |
| Biber (Biberette)     | Beste chinchillafarbene und hasengraue, ohne Nachwuchsstellen und nach der Vorschur rein unifarbig (braungefärbt mit Grotzen).                      |
| Ozelot- und Leopard   | Sattlige Felle bzw. mit grannigem Nachwuchs mit leichter Unterwolle. Unter anderem auch Schecken (bedruckt).                                        |

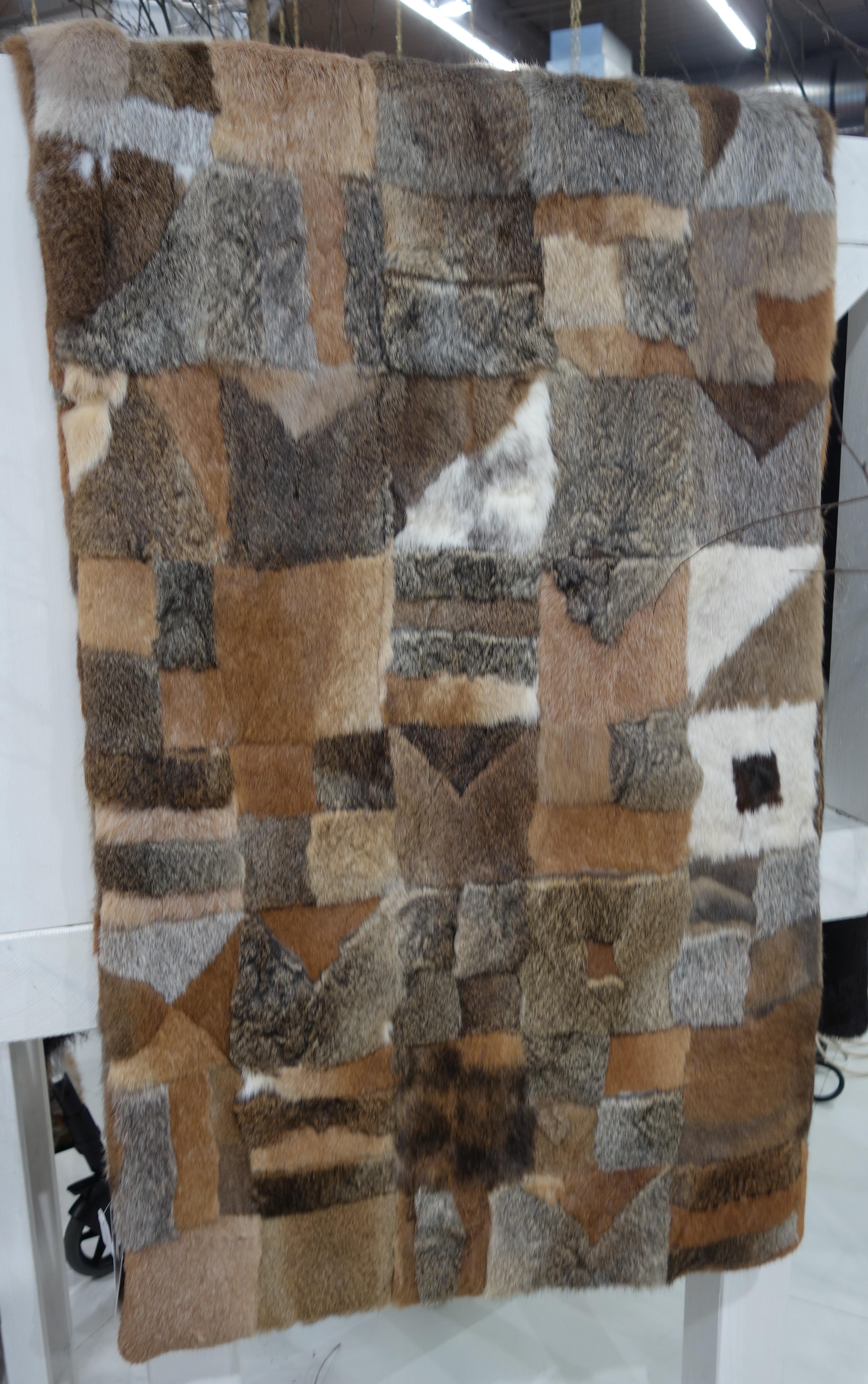
Patchwork-Decke aus Kaninfell-Resten (2018)

Die Schurhöhe hängt von der Qualität der Ware und ihrer Verwendungsart ab. Seal- und Biberettekanin wurden in der Regel 10 bis 12 mm hoch geschoren, weiße Kanin insbesondere in Frankreich nur 8 mm, damit sie sich besser als Hermelinersatz eigneten.
| Eignung als Oberhaarware (= ungeschoren)     | Eignung als Oberhaarware (= ungeschoren) |
| -------------------------------------------- | --- |
| Veredlungsart:                               | |
| Feh (nicht mehr gebräuchlich: Squirrelette)  | Reinweiße Felle mit glatter Decke, ohne Sattel (fehgrau gefärbt). |
| Zobel                                        | Naturelle, weiße, gelblich-weiße, gelbbraune Felle und Chinchillakanin, jedoch nur glatte Felle ohne Sattel (braungefärbt).                                           |
| Blaunerz, Nerzilla (nicht mehr gebräuchlich) | Chinchillakanin, hasengraue und weiße Felle ohne Sattel. Blaunerz hat gegenüber Nerzilla eine blauere Tönung (nerzgefärbt).                                           |
| Müllerkatze, Wildkatze                       | Chinchillakaninfelle, die für die Farben Zobel und Blaunerz nicht zu verwenden sind, wenn sie leicht sattlig oder mit Nachwuchsstellen behaftet sind (bedruckt).      |
| Räderkatze                                   | Hasengraue Felle, die nicht für Blaunerz geeignet sind, wenn sie leicht sattlig sind (bedruckt).                                                                      |
| Skunks                                       | Oberhaarkanin, die nicht für andere Farben geeignet sind, werden schwarzgefärbt (als Oberhaarkanin werden Kaninfelle bezeichnet, die ungeschoren verarbeitet werden). |

Qualitativ gute Kaninfelle in reiner Farbe oder gescheckt werden bei Bedarf naturell verwendet.
Stark beschädigte, flattrige Felle werden zu Futtern verarbeitet.
Lederverbrannte (Fachbegriff „rohverbrannt“, durch Fäulnis des Rohfells hart im Leder), stark verfilzte und kahle, für Pelzzwecke ungeeignete Felle gehen als „Schuss“ in die Leimfabrikation. Ebenso die als Waschkanin bezeichneten Felle, das sind Felle, bei denen die Zurichtung abgebrochen wurde, weil sie infolge ihrer geringen Qualität die weiteren Arbeitsgänge der Zurichtung nicht überstehen würden.
Sattlige Felle sind Übergangsfelle („übergängige“ Felle, im Haarwechsel), bei denen die Seiten flattriger sind als die Fellmitte (der Grotzen) und eventuell Nachwuchsstellen (Zwiewuchs) aufweisen. Die Seiten heben sich markant, meist in einer Zacken- oder Wellenlinie, von der Fellmitte ab.
Leder-Kanin sind Felle, die für Feinleder Verwendung finden.

### Sortimente

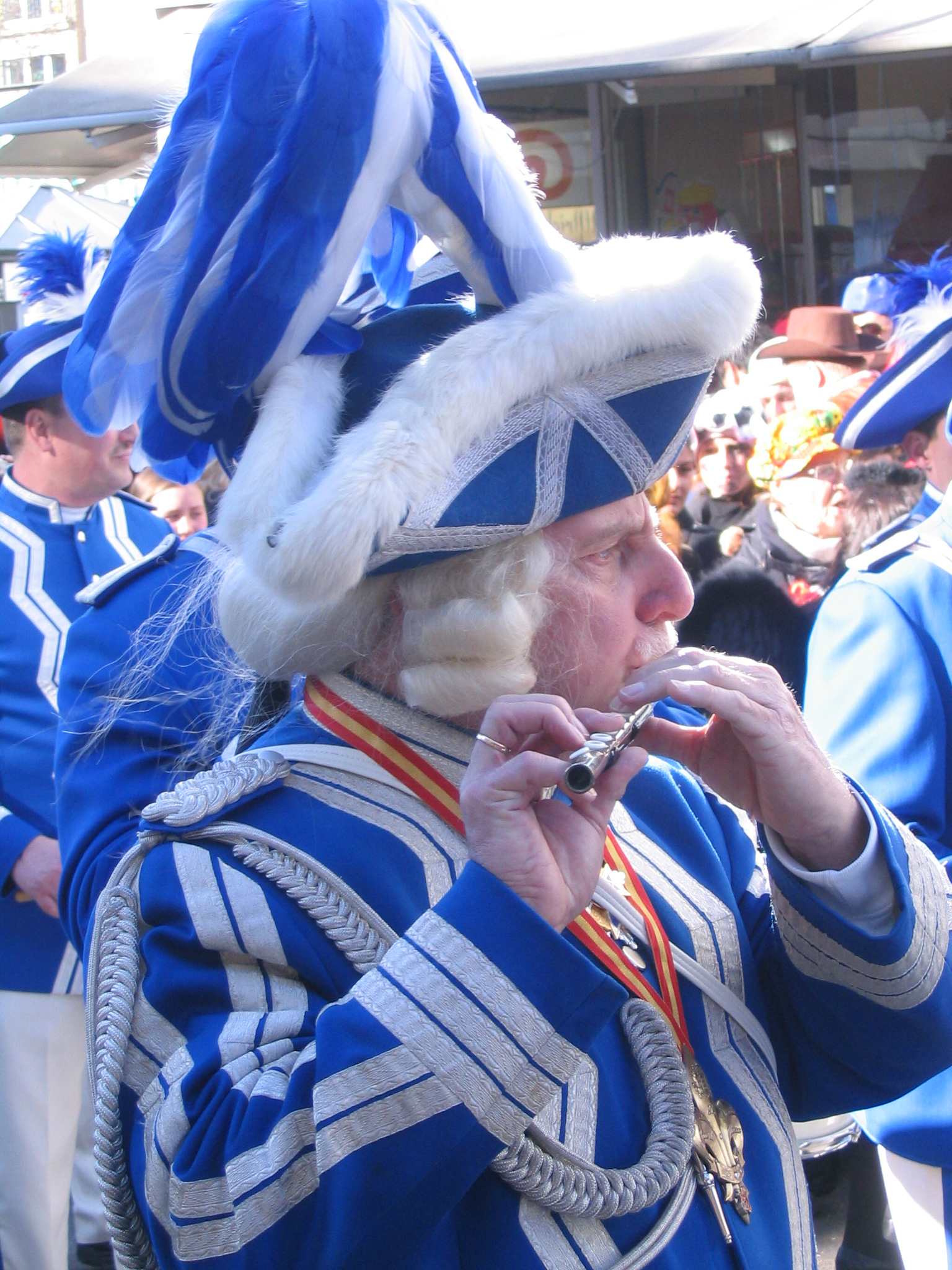
Kaninfell dient bei einigen traditionellen Karnevalskostümen als Verbrämung (Rosenmontagszug in Düsseldorf, 2011)

Die nachgenannten Aufgliederungen in verschiedene Qualitäten haben heute weitgehend nur noch historische Relevanz. Die Sportzucht, die besonders in Europa, Asien und Amerika betrieben wird, züchtet nur selten noch nach den Gesichtspunkten des Fellhandels. Die Tiere dienen, soweit sie nicht als Heimtiere gehalten werden, vor allem der Fleischgewinnung und werden im Alter von etwa drei Monaten geschlachtet. Die dabei anfallenden Felle sind deshalb alle leichtledrig und nahezu gleich groß, die frühere Unterscheidung in Gewichtsklassen und in die vielen verschiedenen Größen wurde damit weitgehend überflüssig.
Lediglich die Felle der Rexkaninchen erzielen derzeit Preise, die für den Züchter einen wirtschaftlichen Anreiz bilden, auf die Fellqualität zu achten. Die der Nutzung zugeführten Kaninfelle werden fast ausschließlich nach China exportiert, wo inzwischen ebenfalls Rexkaninchenzuchten entstanden sind. Chinesische Importeure besuchten Ende der 1990er Jahre die Rauchwarenhandlungen in der Frankfurter Niddastraße nicht nur zum Felleinkauf, sondern auch in der Absicht, Rexkaninchen-Zuchttiere zu erwerben, um sie nach China zu importieren.
Ohne Wildkanin betrug die Anlieferung vor dem Zweiten Weltkrieg jährlich einige hundert Millionen Felle. Entsprechend differenziert und unterschiedlich waren die Sortimente der einzelnen Länder. In Deutschland ist der Anfall mittlerweile sehr gering. Kleingärtner, die einmal die Hauptanlieferer waren, halten nur noch selten Kaninchen. Wahrscheinlich für ganz Europa gilt außerdem, dass alle in wesentlicher Menge anfallende Kaninfell-Rohware inzwischen weitgehend unsortiert vom chinesischen Rauchwarenhandel aufgekauft wird.
Die Hauptarten des Kaninsortiments sind die Kürschnerkanin für die Pelzverarbeitung und die Schneidekanin für die Haarindustrie.
Der Anteil der für Pelzzwecke verwendeten Felle ist abhängig
- vom Grad der Pelzreife beim Schlachttermin. Die meisten Kaninchen werden in der für die Reife günstigen kalten Jahreszeit geschlachtet. In der DDR fielen vor 1967 auf das I. Quartal 35 %, auf das II. Quartal 25 %, auf das III. Quartal 15 % und auf das IV. Quartal 25 %.
- vom Bedarf der Pelzbranche, die von den modischen Tendenzen abhängig ist.[46]

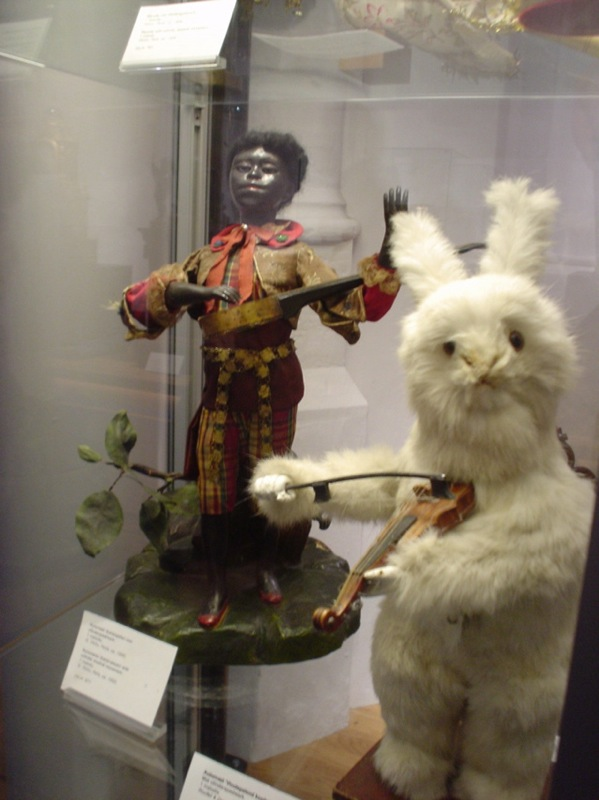
Geige spielender Hase aus Kaninfell (Spieluhrenmuseum Utrecht, Alter nicht angegeben)

- Ehemaliges deutsches Rohfellsortiment[8]

Die Felle wurden beim Rohfellhandel angeliefert. Hier wurde unterschieden in
I = GI: Größte, beste Winterfelle, weißledrig, einschließlich leicht fleckig, dichtwollig, Gewicht über 280 g pro Fell.
G II: Groß fleckig, dichtwollig, weißledrig oder leicht fleckig. Über 220 g pro Fell.
II = G III: Groß, stark fleckig, meist Oberhaarware. Über 250 g pro Fell.
M II: Mittelgroß, fleckig, dichtwollig, weißledrig bis leicht fleckig, im Haar etwas leichter.
III = M III: Mittelgroße und kleine, stark beschädigte Felle einschließlich leicht beschädigter Obersorten, dichtwollige Streifen. Über 180 g pro Fell.
M IV: Leichte Oberhaarware, über 160 g pro Fell.
Futter I: Für Futterzwecke geeignet, alle Farben. Über 150 g pro Fell.
Futter II: Alle Sorten, die der Spielwaren- und Handschuhindustrie zugeführt werden. Fell nicht unter 110 g.
Futter III: Kanin unter 110 g und verknitterte oder sonst stark beschädigte Felle, gleichgültig wie schwer sie sind, werden stets als Schneidekanin eingestuft.
Die genannten Gewichte sind Durchschnittswerte per 100 Stück. Das Einzelgewicht pro Fell kann jeweils bis zu 20 Gramm geringer sein.

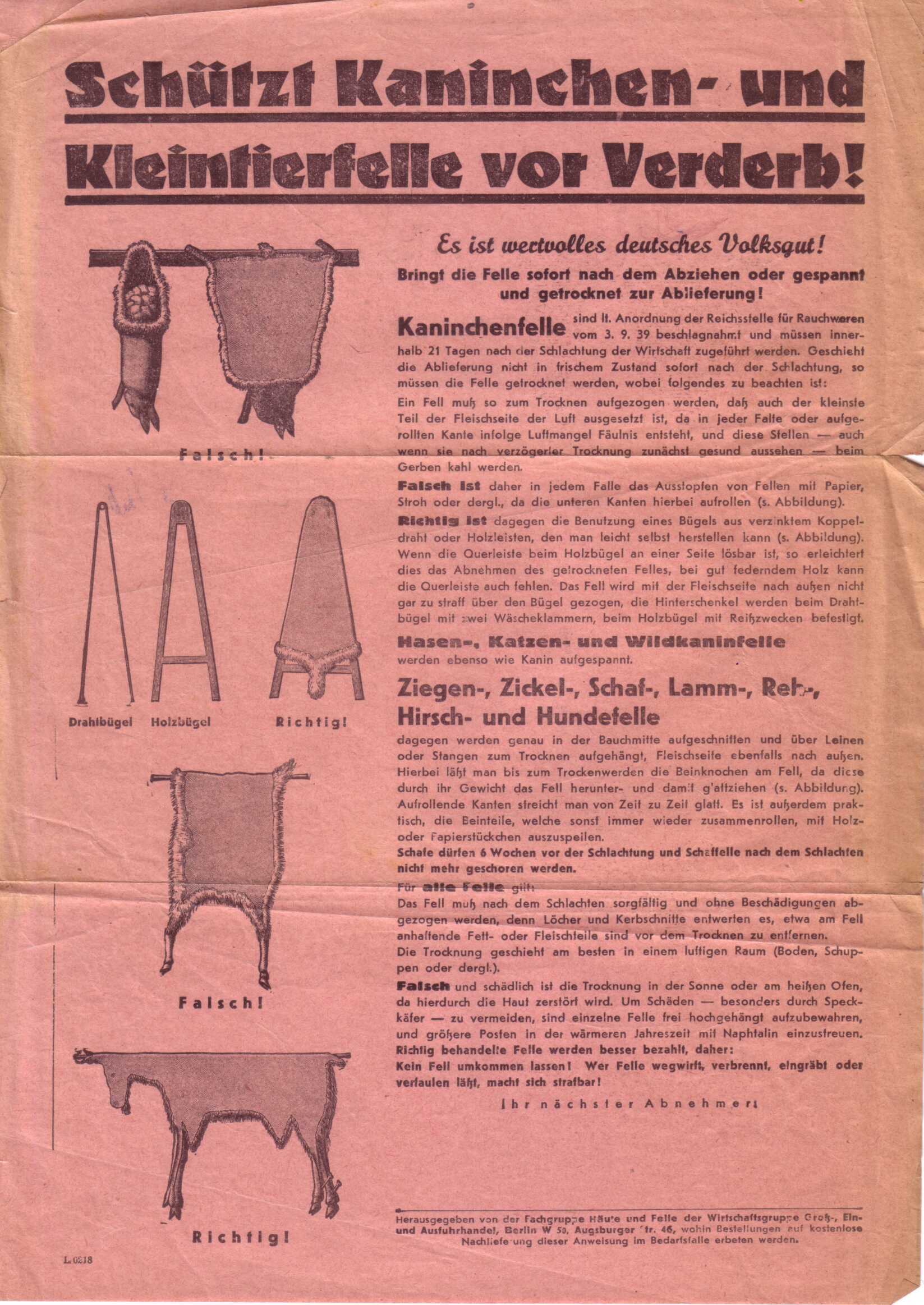
Aufruf Schützt Kaninchen- und Kleintierfelle vor Verderb! (um 1939)

- Ehemaliges Sortiment der Kanin-Handelsgesellschaft in Leipzig[8]

Sorte Ia: Sogenannte Oberköpfe, extra große Felle mit weißem Leder, gut behandelt.
Sorte I: Wie Ia, jedoch etwas kleiner, das heißt normal große Rassen bis zum Wiener.
Sorte II: Kleinere Felle, mittlere Rassen, abwärts bis etwa Weiße Wiener.
Sorte III: Große Übergangsfelle und Winterfelle kleiner Rassen.
Sorte IV: Unterwachsene Tiere (unter einem Dreivierteljahr alt).
Sorte V: Futterkanin, gut behandelte Jungtierfelle (ein Viertel bis ein halbes Jahr alt).
Sorte VI: Lederkanin, starke Sommerfelle und starke, schlecht behandelte Felle.
Sorte VII: Schneidekanin, unbehandelte Felle und Kanin-Mäuschen (besonders kleine).
- Ehemaliges Rohfellsortiment in Frankreich[8]

Frankreich klassifizierte in
Forts extra: Größte, gut ausgereifte Winterware in schwerster Gewichtsklasse, ohne Farbunterschiede sortiert. 240 bis 280 g pro Fell.
Forts I und II: Große Winterfelle, mit gleich großen Fellen etwas schwächerer Qualität. Gewicht 200 bis 260 g pro Fell
Clapier I und II: Mittelgroße Felle schwächerer Qualität. 160 bis 220 g pro Fell.
Entredeux: (Übergang) meist Schneidefelle. 120 bis 140 g pro Fell.
Rebut: (Ausfall) meist Schneidekanin.
Demis: (Jungtiere) nur für die Filzfabrikation geeignet.
Die Beurteilung, Bewertung war überall fließend, entsprechend unterschiedlich war die Sortierung. Teils wurden drei Sorten gebildet und mit A bis G bezeichnet; oder nur drei: K I, IB und Streifen.
- Ehemalige Sortimente der Auktionsgesellschaften[8]

Oberköpfe, Extra, K I G, K I M, K II G, K II M, Streifen und Futter. G sind große und M mittelgroße Felle. Auch wurde nach Farben sortiert: Weiße, Graue, Blaue, Schecken, die wieder unterteilt werden in Oberköpfe, Kürschnerkanin I und II Graue, Chinchilla, Weiße, Blaue, Wiener.
Dabei bedeuten Oberköpfe und Extra: Allerbeste Felle. Kürschnerkanin I sind große, weißledrige Winterfelle mit dichter Unterwolle; Kürschner II ist Mittelware mit nicht voll entwickeltem Winterhaar; Jungtierfelle wurden meist als Futterkanin sortiert, da sie besonders leicht sind. Beschädigte Ware, Schuss, schlecht getrocknete, haarende Ware ging in die Schneideindustrie oder die Filzhutfabrkation.

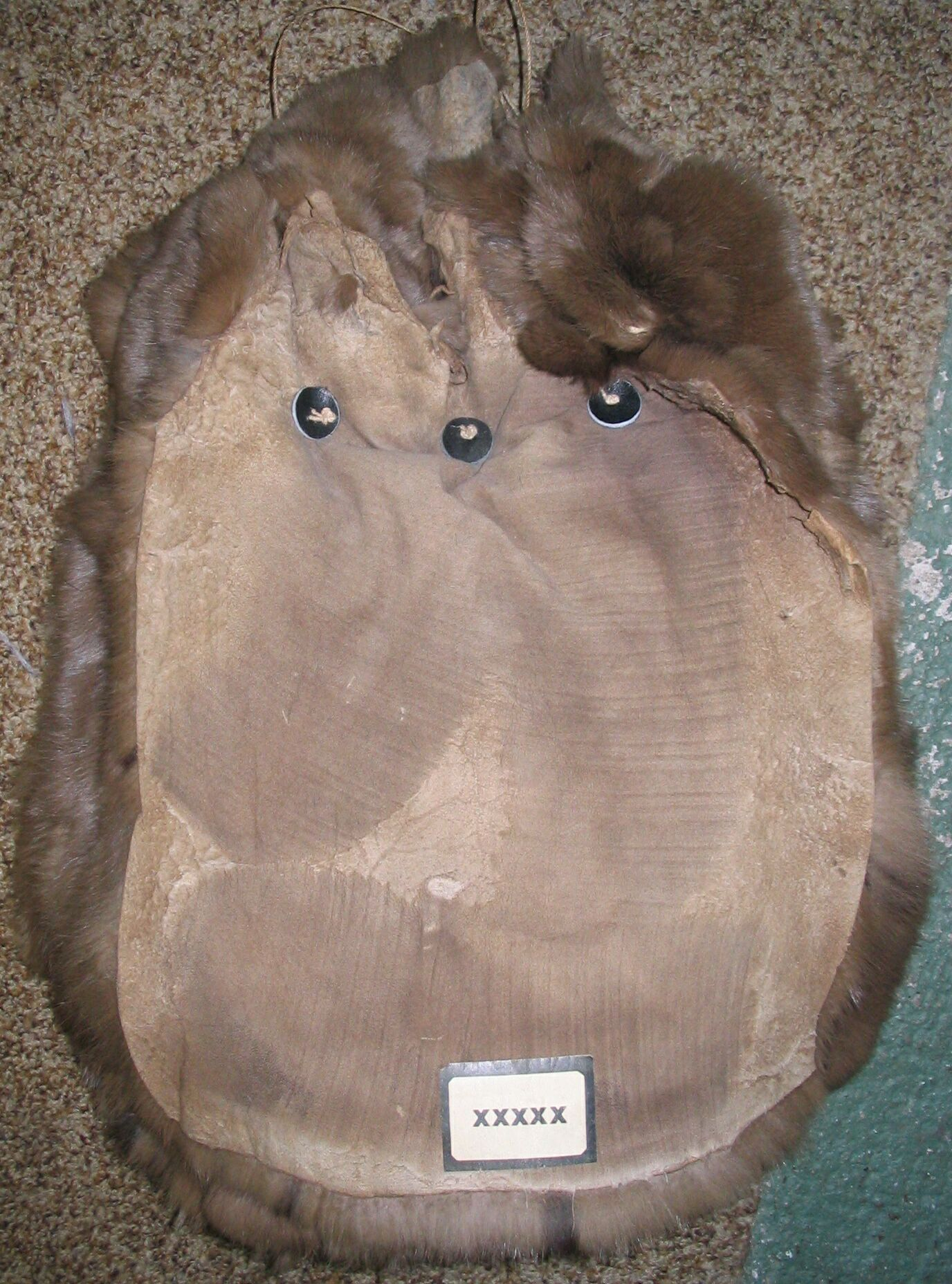
Kanin-Kürschnersortiment in der Klassifizierung „5 xer schwarz“ (2009)

- Ehemaliges Rauchwarenhandelssortiment (Kürschnersortiment, zugerichtet = gegerbt, ohne die Schneideware)[8]

Eine Besonderheit der deutschen Fertigsortimente für den Kürschner waren, neben den vielen, sehr speziellen weiteren Qualitäts- und Farbaufteilungen, die Klassifizierungs-Aufkleber mit den „x“ in unterschiedlicher Anzahl (xxx, xxxx, xxxx usw.) und Farbe. „10 xer“ waren 45 cm lang, die kleinsten „3 xer“ unter 27 cm. Ein schwarzes Etikett = 1. Qualität, blau = 2. Qualität, rot = 3., grün = 4., gelb = 5. Ein Fellbund mit einem schwarzen Etikett mit 6 × (xxxxxx) beinhaltet also in der Regel jeweils 10 oder 20 Stück, gut mittelgroße (37 bis 42 cm lange) Felle bester Qualität.
| 10 × | = | 45 cm lang   |  | 6 × | = | 37 bis 42 cm |  | 4 × | = | 27 bis 32 cm |  |
| 8 ×  | = | 42 bis 45 cm |  | 5 × | = | 32 bis 37 cm |  | 3 × | = | unter 27 cm  |  |

Nachdem in der Bundesrepublik die Kaninchenzucht schon länger fast nur noch als Sportzucht betrieben wurde, ging 1990 mit der Wiedervereinigung auch in der ehemaligen DDR die Haltung für die Fleischgewinnung drastisch zurück. Noch 1987 wurden vom Angebot der Interpelz-Auktionen in Leipzig 1.250.000 Felle verkauft.

### China

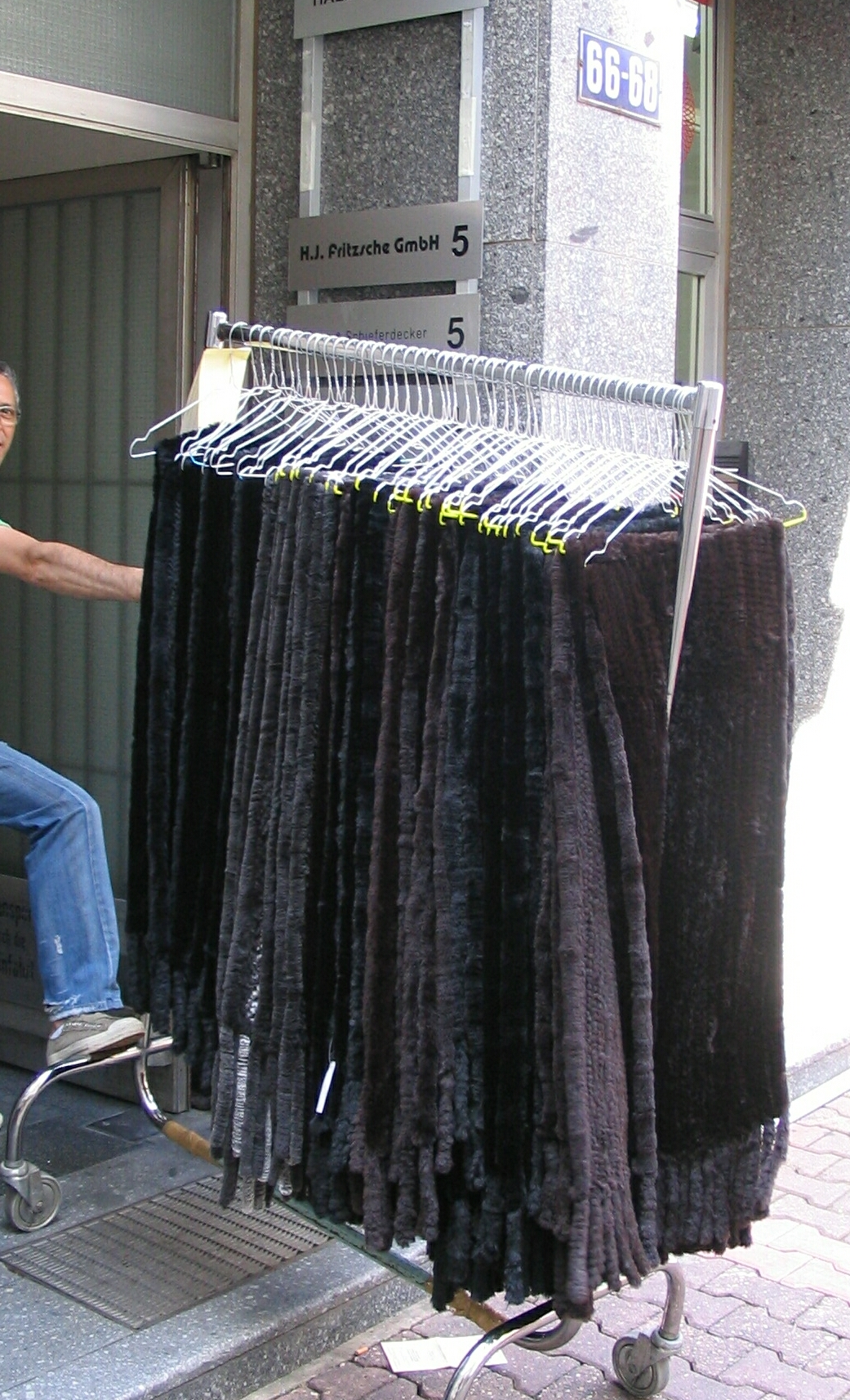
Anlieferung der nach dem Transport aus China gefinishten Kaninschals im Pelz-Großhandelszentrum Frankfurt Niddastraße (2009)

Vom Pelzhandel in China kamen meist weiße Kanin, sie waren als Tungchow-Kanin im Handel. Chinesische Kaninfelle wurden früher in Kisten mit je 2000 Stück angeliefert, zugerichtet und nach Größe und Qualität sortiert, ohne Köpfe und ohne Pfoten, in drei Gewichtsklassen aufgeteilt. Die Felle waren sehr leicht, sie wogen nur 80 bis 120 Gramm. Die besten Felle kamen aus der Sichuan-Gegend und wurden in Shanghai verladen. Daneben gab es noch ein Dayan genanntes Kanin, das über Tientsin exportiert wurde. Es kam in Weiß und Blau vor, war meist rund abgezogen und nicht gut behandelt. Seit den Jahren vor 1988 werden die Felle von chinesischen Kürschnern zu Tafeln (60 × 120 cm) vorkonfektioniert, jedoch kamen hauptsächlich die geringeren III. und IV. Sorten nach Europa. Die bessere Ware wurde damals bereits in China selbst verarbeitet, inzwischen kommen in Europa nur noch wenige chinesische Kanintafeln in den Großhandel. Sie weisen auch nicht mehr die roten Fabrikmarken mit den chinesischen Schriftzeichen auf, die einmal charakteristisch für dieses Herkommen waren. Handelsmärkte für chinesische Kanin waren Tientsin und Shanghai.
Insgesamt kommen derzeit die allermeisten Kanin als Fertigware über China nach Europa. Die Produkte werden in der Regel einfach als Kanin angeboten, lediglich Teile aus Rexkanin, die sich mit ihrem dichten abstehenden Haar und fast gleich langer Ober- und Unterwolle besonders für die Verarbeitung in der Wirktechnik eignen, werden besonders gekennzeichnet.

## Verarbeitung

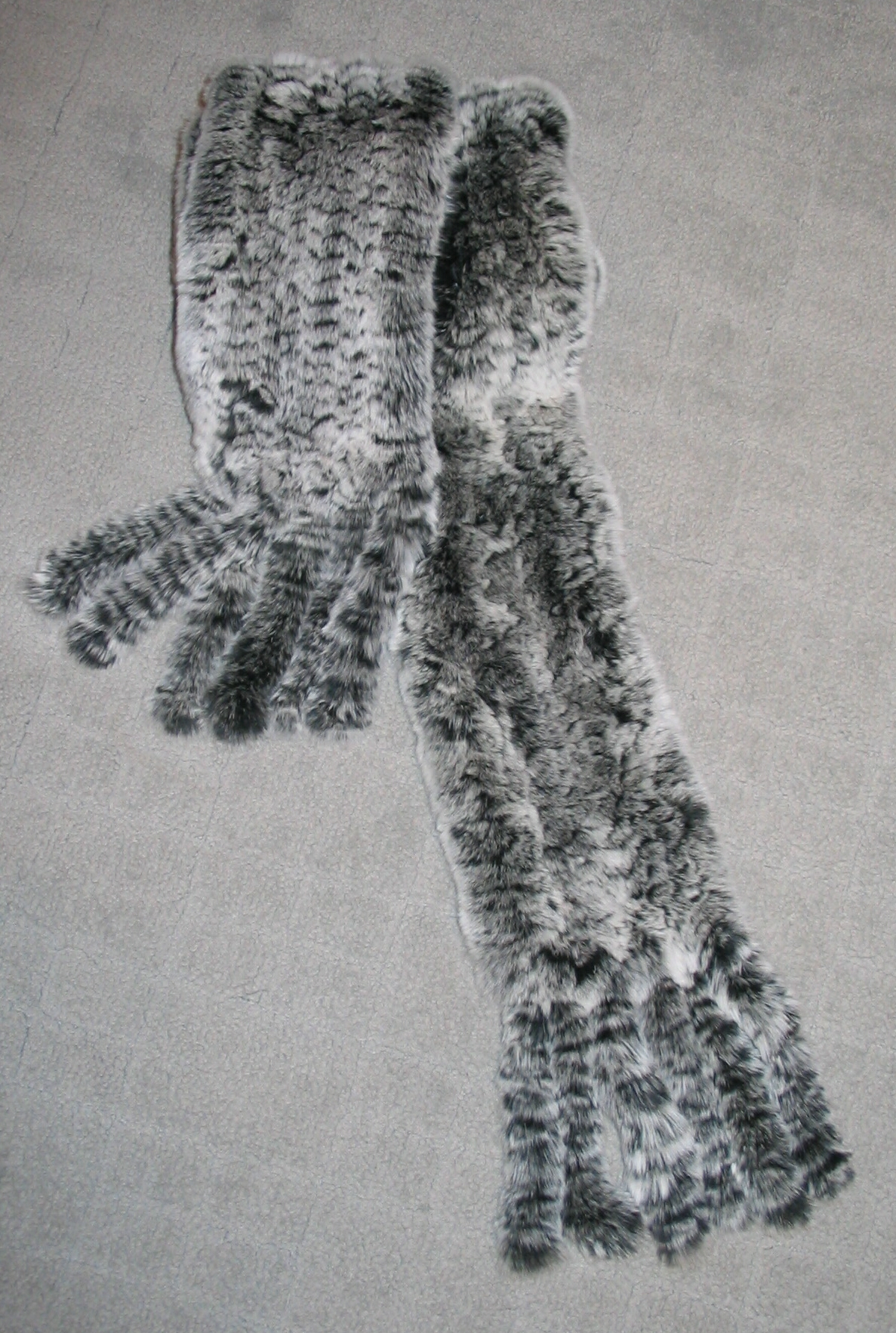
Schal aus geflochtenem, snowtop gefärbtem Rexkanin (chinesische Arbeit, 2009)
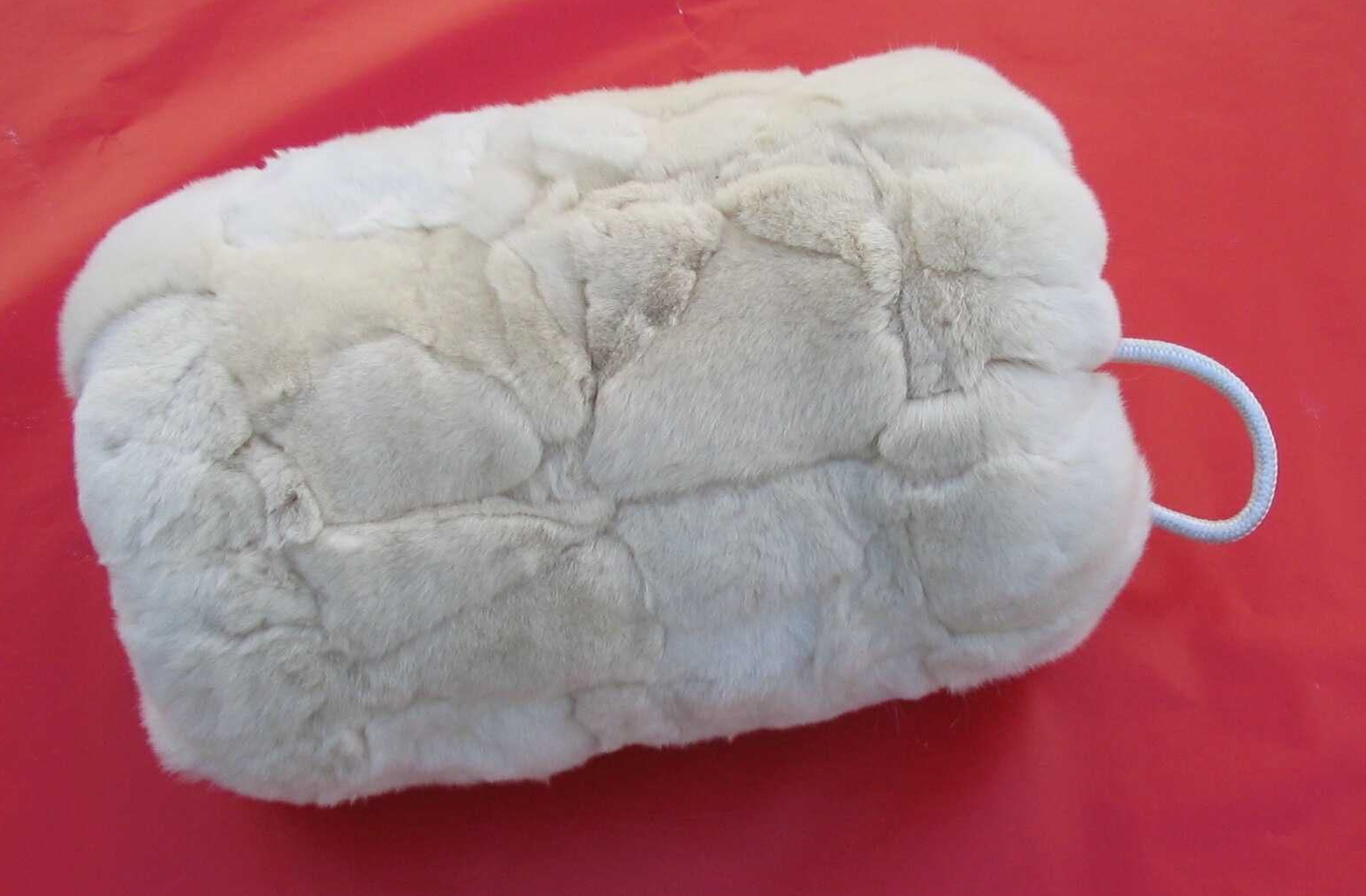
Muff aus Kaninkröpfen (chinesische Arbeit, 2008)
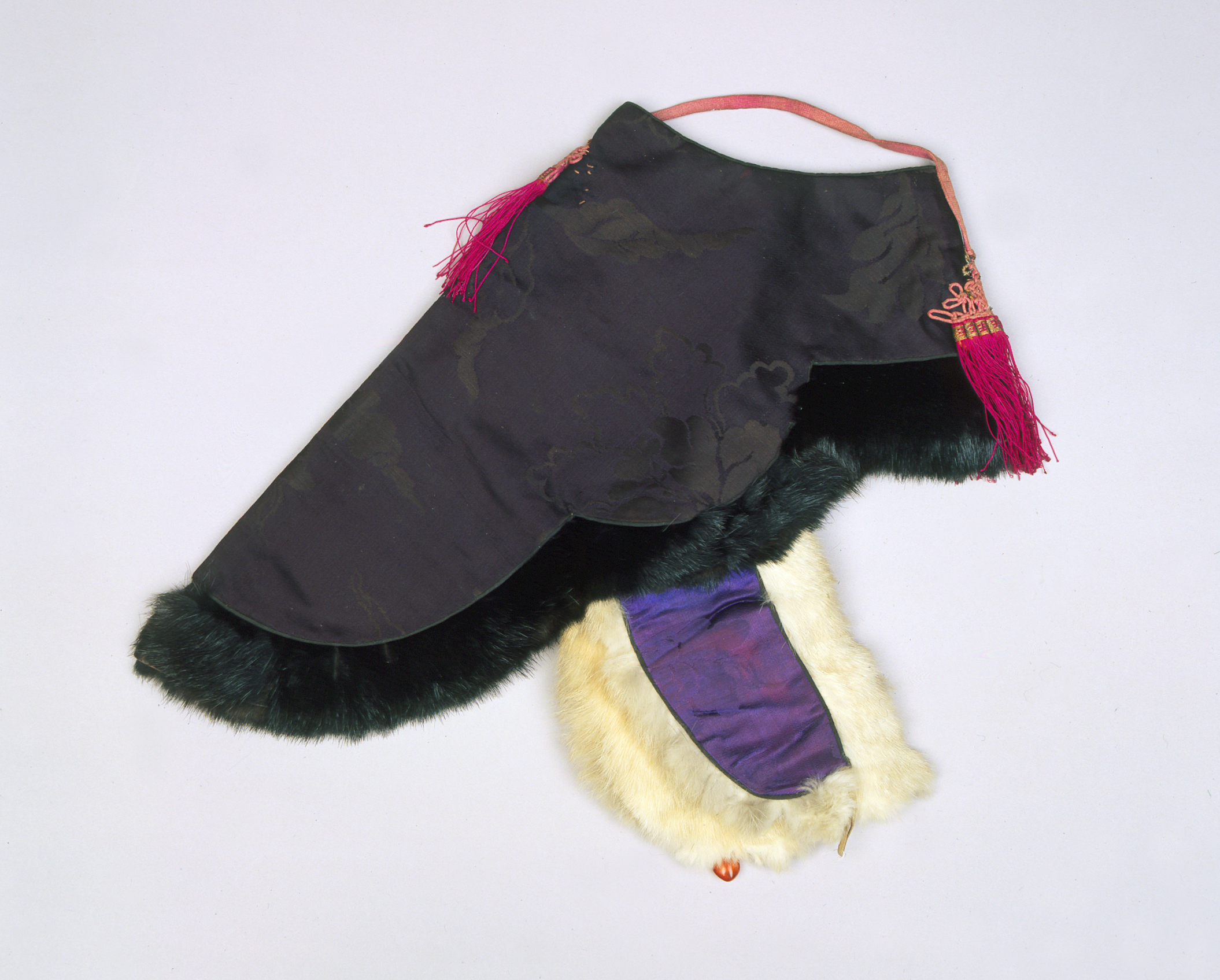
Pungcha, eine traditionelle koreanische Mütze (Kanin und Wiesel, Frauenversion)

1911 erwähnt ein Kürschnerbuch, dass das Abfleischen von Kaninfellen mit Schwierigkeiten verknüpft ist, „da die bekannten sieben Häute des Hasen auch bei diesen Stallhasen zum Vorschein kommen“, ein anderes Buch spricht zwei Jahre später sogar von „neun Häute“eigenschaften des Hasen, „auf gewöhnliche Art würde man nichts fertig bringen“.
Die Verwendung des Kanin erfolgt zu Pelzinnenfuttern, Felldecken und allen Arten der Pelzkonfektion, in vielen Veredlungsarten. In den letzten Jahren kommen aus China sehr viele Schals, Pelzstolen, aber auch Jäckchen, sowie andere Kleinteile, die aus verwirkten bzw. in Schalnetze geflochtenen, etwa 3 bis 5 mm breiten Streifen gearbeitet wurden. Ähnliche Techniken der Verarbeitung wandten bereits die Nordamerikanischen Cree-Indianer mit Streifen aus Kaninfell (rabbit-skin) an. Eine historische Nutzung, neben Katzenfell, ist das Auslegen der Weberschiffchen-Laufbahn in der Seidenweberei.
Die als Lederkanin bezeichneten starkledrigen großen Qualitäten, die schon in den 1930er Jahren fast nur in die Haarindustrie gingen, wurden früher, insbesondere in der Zeit des Ersten Weltkriegs, tatsächlich für Lederzwecke verwendet. In der Kriegszeit wurde sogar versucht, Sohlenleder daraus zu produzieren. Es wurde Leder für Damenschuhe daraus hergestellt, aus den geschmeidigeren Fellen Saffianleder für Zigarettenetuis, Brieftaschen und ähnliche Lederaccessoires, die geringeren Qualitäten waren immer noch gut für Fensterleder.

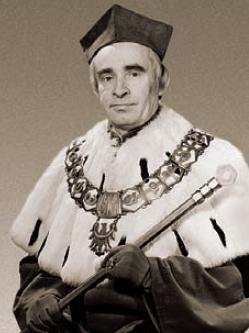
Weißes Kanin als Hermelinersatz (mit schwarzen Streifen, die Hermelin-Schweifspitzen imitierend), Rektor der Technischen Universität Oppeln (1987)

Weißes Kanin wird gern als preiswerter Ersatz für das königliche Hermelinfell verwendet. Es gewann unter König Heinrich Viii., Regierungszeit von 1509 bis 1547, in England derart an Bedeutung, dass die Charter der Kürschnerinnung angab, dass es von Adligen und Gentlemen getragen wurde. Das Parlament verabschiedete Regelungen zum Verkauf und Export, Bestimmungen die 1851 noch in Kraft waren. Noch heute wird es sogar für zeremonielle Kleidung, beispielsweise an Ornaten, an manchen Hochschulen, etatsparend eingesetzt. Besonders geeignet gilt dafür das chinesische weiße Kanin, „das eine sehr kleine Art darstellt und ein feines, kurzes Haar aufweist, das dem echten Hermelin derart ähnlich ist, dass aus diesem Felle die herrlichsten Garnituren, Mäntel, Jacken und Capes erzeugt werden, die als Hermelinimitationen für festliche Anlässe, Theaterbesuche, Bälle und andere, eine vornehme, elegante Kleidung darstellen“ (1928).
Königin Elisabeth II. ließ 1953, vor ihrer festlichen Krönung, um den Geldbeutel der zahllosen adeligen Gäste zu schonen, von ihrem Leibschneider, Normann Hartnell, eine einfache billige Staatsrobe entwerfen. Anstelle aus wertvollen Brokaten und teurem Hermelinfell bestand sie nur noch aus rotem Velvet und einem Cape aus weißem Kanin, die Kopfbedeckung war nicht mehr ein diamantenbesetzter Stirnreif oder eine Krone aus vergoldetem Silber, sondern eine Kappe, ebenfalls nur noch aus rotem Velvet mit Kaninrand, Goldborte und Goldtrottel.
Die Verarbeitung zu Mänteln und Jacken stellt durch die Vorfabrikation der Felle zu Tafeln heute keine besonderen Ansprüche an den Pelzverarbeiter. Nur gelegentlich werden von kreativen Kürschnern aus besonderen Zuchtfarben noch Mäntel aus Einzelfellen gearbeitet.
Bei ungeschorenen Fellen ist hauptsächlich auf Kropf und Genick zu achten. Der Kropf (auch „Backen“, österreichisch Kröpfl) ist ein zwei bis drei Finger breiter Streifen unten am Hals von ungewöhnlich dickem und wulstigem Haar. Er wird normalerweise abgeschnitten, früher wurden Besätze daraus gearbeitet. Das Kaninfell hat hinter den Ohren eine sehr kurzhaarige, dreieckige Stelle, die wenn sie nicht zu breit ist herausgeschnitten wird, oder aber mit einer so genannten „Zunge“ beim Anbrachen auf Kürschnerart entfernt wird. Falls die Fellseiten nicht ohnehin abgeschlagen werden, sind die Zitzen ebenfalls herauszuschneiden. Früher wurden die Felle bei einer hochwertigen Verarbeitung in einem Zackenmuster, der Kaninzacke, übereinander gesetzt, mit einer Zackentiefe in etwa der Länge des Kaninunterhaars. Dies dürfte heute kaum mehr vorkommen, die Felle werden in geraden Nähten über- und nebeneinander genäht.
Damit der fertige Pelz nicht so stark glänzt wurden die schwarz gefärbten, geschorenen Sealkanin in der Regel „gestürzt“ gearbeitet, das heißt mit der Kopfseite unten und dem Haarschlag nach oben. Bevor Rumpf-, Ärmel- und Kragenteile zusammengenäht werden, wird das angefeuchtete Haar nach unten geschlagen, dadurch stellt es sich auf und bekommt ein volleres, dem Sealpelz ähnliches Aussehen.
Im Jahr 1965 wurde der Fellverbrauch für eine für einen Kaninmantel ausreichende Felltafel mit 30 bis 40 Fellen angegeben (sogenanntes Mantel-„Body“). Zugrundegelegt wurde eine Tafel mit einer Länge von 112 Zentimetern und einer durchschnittlichen Breite von 150 Zentimetern und einem zusätzlichen Ärmelteil. Das entspricht etwa einem Fellmaterial für einen leicht ausgestellten Mantel der Konfektionsgröße 46 des Jahres 2014. Die Höchst- und Mindest-Fellzahlen können sich durch die unterschiedlichen Größen der Geschlechter der Tiere, die Altersstufen sowie deren Herkunft ergeben. Je nach Pelzart wirken sich die drei Faktoren unterschiedlich stark aus.
Wie bei fast allen Fellarten werden auch beim Kanin die bei der Fellverarbeitung abfallenden Pelzreste verwendet. Sie werden von darauf spezialisierten Betrieben in China zu Tafeln zusammengenäht und hauptsächlich zu Innenfuttern verarbeitet (insbesondere die dünner behaarten Fellseiten).

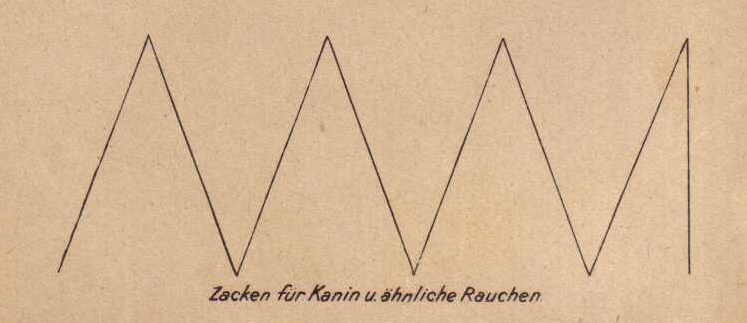
Kaninzacke zum Übereinandersetzen der Felle (1895)
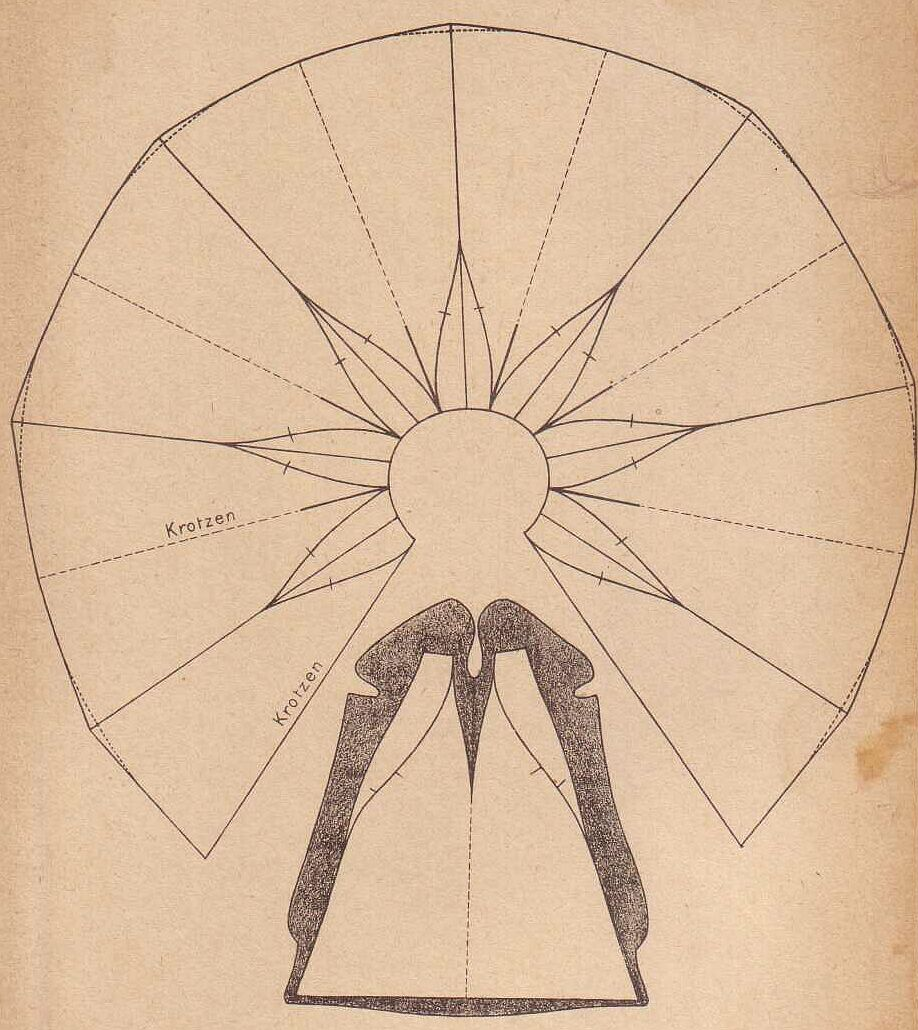
Zuschnitt für eine Pelerine aus 7 Fellen (1895)
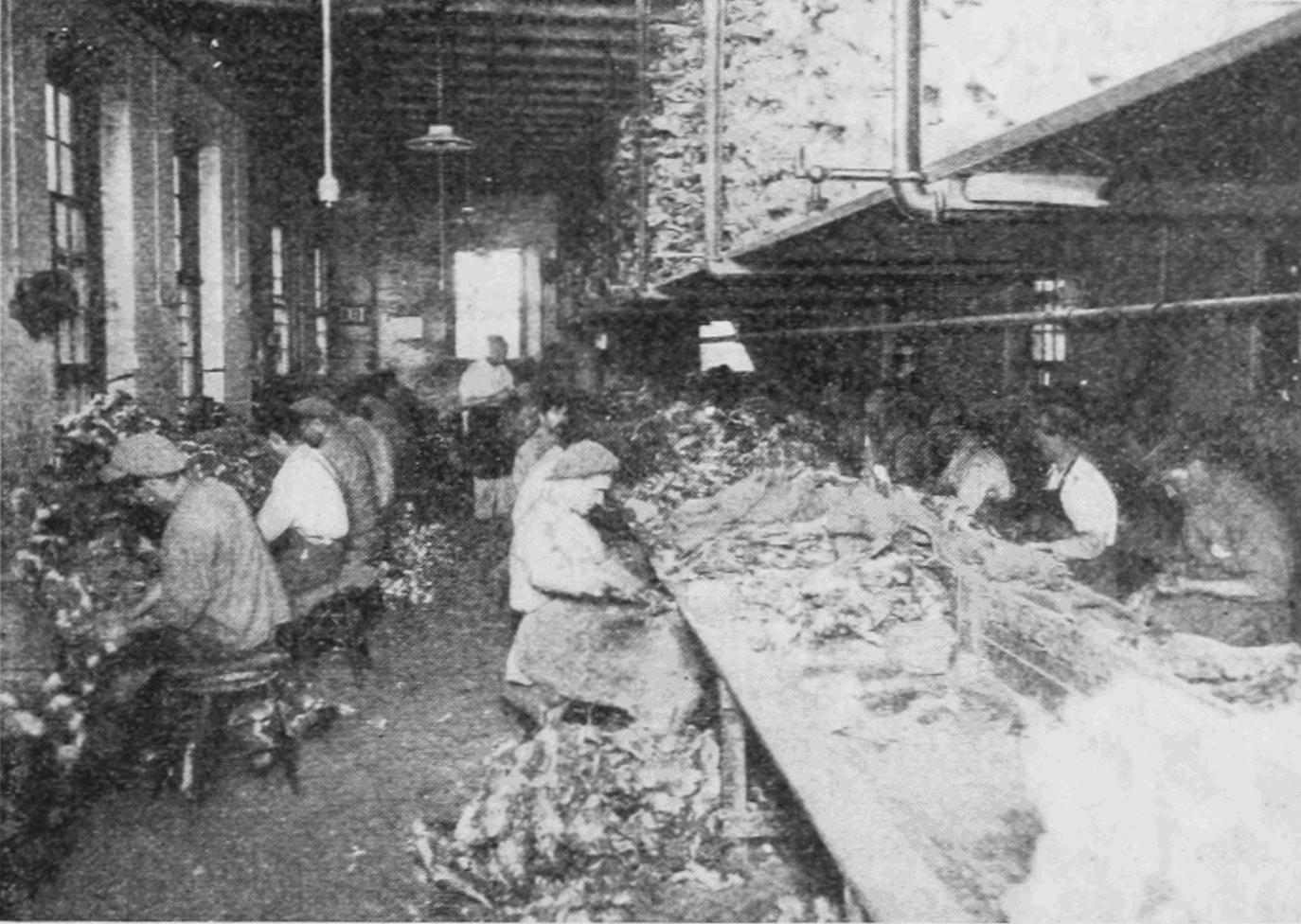
Ein tüchtiger amerikanischer Arbeiter kämmte pro Tag den Schmutz aus 1200 Kaninfellen (1916)

Zur Herstellung von Jerseystrick- und bestimmten anderen Damenkleiderstoffen wurden nach Angaben aus dem Jahr 1961 neben Schaf- und Zellwolle 15 bis 20 Prozent Kaninhaar verwendet. Die Beimischung von Kaninhaar verleiht den Stoffen eine Weichheit, die angeblich durch feinste Wollen nicht erreicht werden kann. Gemeint ist nicht das Angorakaninchen, sondern das Haar normaler Kaninchen. Wegen der geringen Haarlänge und des meist notwendigen Bleichprozesses treten jedoch erhebliche Schwierigkeiten auf. Deshalb wurde empfohlen, das Haar des Weißfuchskaninchens mit einer Nutzlänge der Haare von 35 bis 40 mm zu verwenden, eine Zucht die in den 1920er Jahren bekannt geworden ist.

### Kaninweben bei den Cree
Im Winter 1957/58 dokumentierte McIvor das Weben mit Fell der nordamerikanischen Indianer am Beispiel der Cree in Fort Hope im nördlichen Ontario. Eine Technik der Pelzverarbeitung, die einmal bei den Indianern von Mexiko bis ins nördliche Kanada verbreitet war. Zu der Zeit wurden von den dortigen Einwohnern nur noch Mäntel und Jacken für kleine Kinder so hergestellt. Ursprünglich wurden Tücher und Decken gewebt, in die sich auch Männer und Frauen einwickelten. Als Material diente normalerweise Kaninfell (rabbit-skin), in diesem geschilderten Beispiel Felle der Schneeschuhhasen, deren Fleisch vormals die Hauptnahrungsquelle der Gegend war.
Über eine besondere Bearbeitung der Lederseite wird nichts berichtet. Das rund abgezogene Fell wird in etwa daumenbreite Streifen geschnitten, und zwar spiralförmig in einem einzigen, langen Stück. Die Streifenbreite variiert, je nachdem was daraus hergestellt werden soll. Die Fellstreifen werden mit dem Haar nach außen auf einen dünnen Stab mit etwa anderthalb Zentimeter Durchmesser gewickelt und so getrocknet. Die Weiterverarbeitung ist landschaftlich unterschiedlich, die Cree flechten die Streifen in Netze ein, ganz so wie es auch in der „neuentwickelten“ Webnetz-Pelzverarbeitung geschieht. Die Spiralform sorgt dafür, dass die Streifen sich bei der Verarbeitung mit dem Haar nach außen um die Netzfäden legen und eine beidseitig behaarte Fläche entsteht. Die Netze werden heute aus Bindfaden hergestellt, früher aus Sehnen oder Lederriemen (babiche). Die fertige Decke wurde in einem extra dafür gefertigten Gestell aufgehängt und nach drei Seiten verspannt. Für eine kleinere Decke wurden 85 Felle gebraucht. Decken in besonders kalten Gegenden wurden dichter gewebt und benötigten entsprechend mehr Felle.
Das Ergebnis ist sehr warm und trotzdem leicht, sehr stabil und räufelt sich kaum auf. Ältere Personen trugen den Webpelz drei oder vier Jahre, Kinder bekamen jedes Jahr ein neues Teil. Manchmal wurde das Fell verdeckt zwischen zwei Stoffbahnen genäht, in der Art einer Steppdecke, was nicht nur die wärmende Wirkung, sondern auch die Strapazierfähigkeit erheblich verbesserte. Das Hasenhaar ist nicht gut haltbar und die Pelze wiesen sehr schnell kahle Stellen auf.

## Andere Bezeichnungen

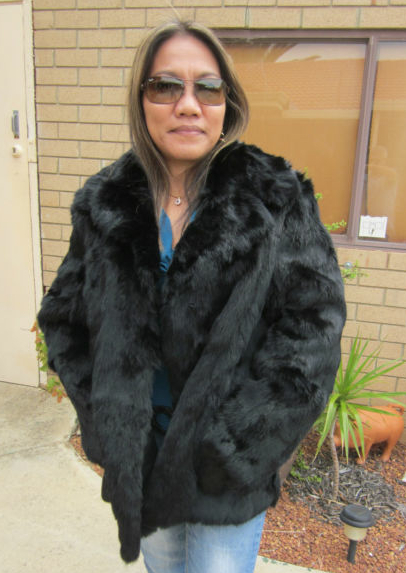
Skunkskaninjacke (Alter unbekannt, Foto 2012)

Die 1968 veröffentlichten deutschen RAL-Vorschriften für Pelzbekleidung besagen, dass für eine warenehrliche Beschreibung der Pelzwaren in der Werbung und in der Auszeichnung klar erkennbar sein muss, um welche Fellart es sich handelt. Ist ein Kaninfell beispielsweise als Biberimitation veredelt worden lautet die korrekte Bezeichnung Biber-Kanin bzw. Biberkanin oder Biberette-Kanin, das eigentlich Material steht immer am Wortende (nicht Kaninbiber). Bis dahin gab es unendlich viele Fantasiebezeichnungen um das billige und wenig angesehene Material aufzuhübschen. Allerdings weist ein Fachbuch im Jahr 1930 bereits darauf hin, „das Wort Kanin darf aber niemals fehlen“. Trotzdem wurde noch relativ häufig, aber in Deutschland unzulässig, das Fell auf Preisschildern nur mit seinem französischen Namen als „Lapin“ bezeichnet. Die ausschließliche Verwendung der Bezeichnung Orylag ohne den Zusatz Kanin für die aus Frankreich stammende Sorte der Rexkaninchen blieb bisher unbeanstandet.
Durch die ständig neuen Veredlungen entstanden auch fortwährend neue Namen, Mitte des 20. Jahrhunderts hatte man bereits über 2000 Bezeichnungen „errechnet“. Viele weisen erkennbar auf die Fellart hin, die sie imitieren. Von der heute vorgeschriebenen Auszeichnung abweichende, verschleiernde, teils kurios anmutende Bezeichnungen waren unter anderem:
Arcansas Seal, Australisch Seal, Belgian Tiger, Biber ejarée, Biber Lutrin, Biberette (Fa. Louis Friedländer, 1917/18), Bisamin (Fa. Louis Friedländer, 1916), Bleuté-Squirrelette (blaugrau gefärbtes Fehkanin), Blocked Lapin (mit eingebügeltem Moiré oder Lockenstruktur), Chinchillette, Electric-Seal, Elektrik(mantel etc.), Electric Biber, Erminette (Hermelinimitation), Foxalin (Fuchsimitation), Französisch Biber, Französisch Nutria, Herminette (Hermelinimitation, daneben auch, noch häufiger für hermelin-nachgeahmtes Wiesel), Hermelinette, Lapin, Meskinseal (amerikanische Fabrikbezeichnung für ein Sealkanin), Moline oder Electric Maulwurf, Nerzalin, Nerzilla, Nordischer Biber, Nubian Seal (schwarz auf Neu-Seeland-Kanin, Veredler A. Hollander & Son, New York), Nutriette, Petzold(mantel) (nach dem Veredler Petzold), Renardin (1922, als Ersatz für Alaskafuchs, schwarz gefärbten Rotfuchs), Renargette (Leipziger Silberfuchsimitation), Seal, Sealine („-ine ist eine beliebte Endung für Handelsnamen“), Sealelektric, (Electric-Arktisch, Baltisch, Französisch, Bay oder Hudson Seal (letzteres auch für Sealbisam)), Silberbisamkanin (weiße Mitte mit braunschattierten Seiten), Skunksette Squirlette (Fehimitation), Taupinette (Maulwurfimitation), Tigerette, Visonette (nerzgefärbt) (Fa. Louis Friedländer, 1921).
Eine Preisgegenüberstellung für das Jahr 1926 von Original und Imitation gibt folgende, ungefähre Preisdifferenzen für Durchschnittsqualitäten an:
Sealmantel = 3000 Mark, Sealkaninmantel = 600 Mark
Fuchs echt = 80 Mark, Fuchsimitation = 30 Mark
Fehmantel = 3000 Mark, Fehkaninmantel = 600 Mark
Fliegender Hund = 22 Mark, Imitation = 6 Mark
Hermelin = 30 Mark, Hermelinkanin = 8 Mark
Chinchilla = 150 Mark, Chinchillona = 13 Mark
Nutria = 30 Mark, Nutriaimitation = 10 Mark
Maulwurf, pro m² = 100 Mark, Maulwurfkanin = 50 Mark

## Lyrik

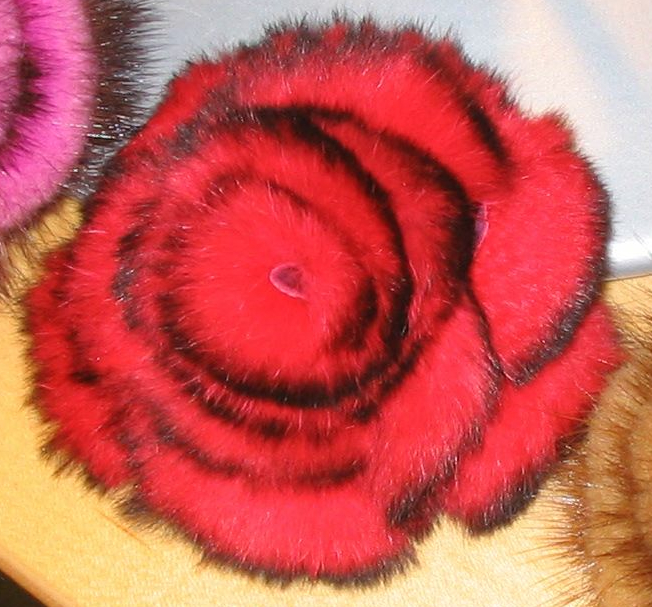
Kanin-Ansteckblume (chinesische Arbeit, 2011)

Um einzumummeln die Schönheit
in die winterlichen Gewänder
braucht man pelztragende Tiere in großer Zahl.
Füchse – blau, fahlrot, gesilbert –
Bären mit ihren mächtigen Schultern,
Luchse mit schwarzen Flecken,
Hermeline, weiß und schimmernd;
weiche Felle, schmeichelnde Vliese,
Ottern, Biber, Skunks, Zobel,
Nerz, Vicunja und Chinchilla!
Und das Kaninchen sagt: göttliche Lüge,
dies alles bin ich! (Louis Marsolleau, 1864–1935)

## Ergänzende Zitate, Emil Brass 1911

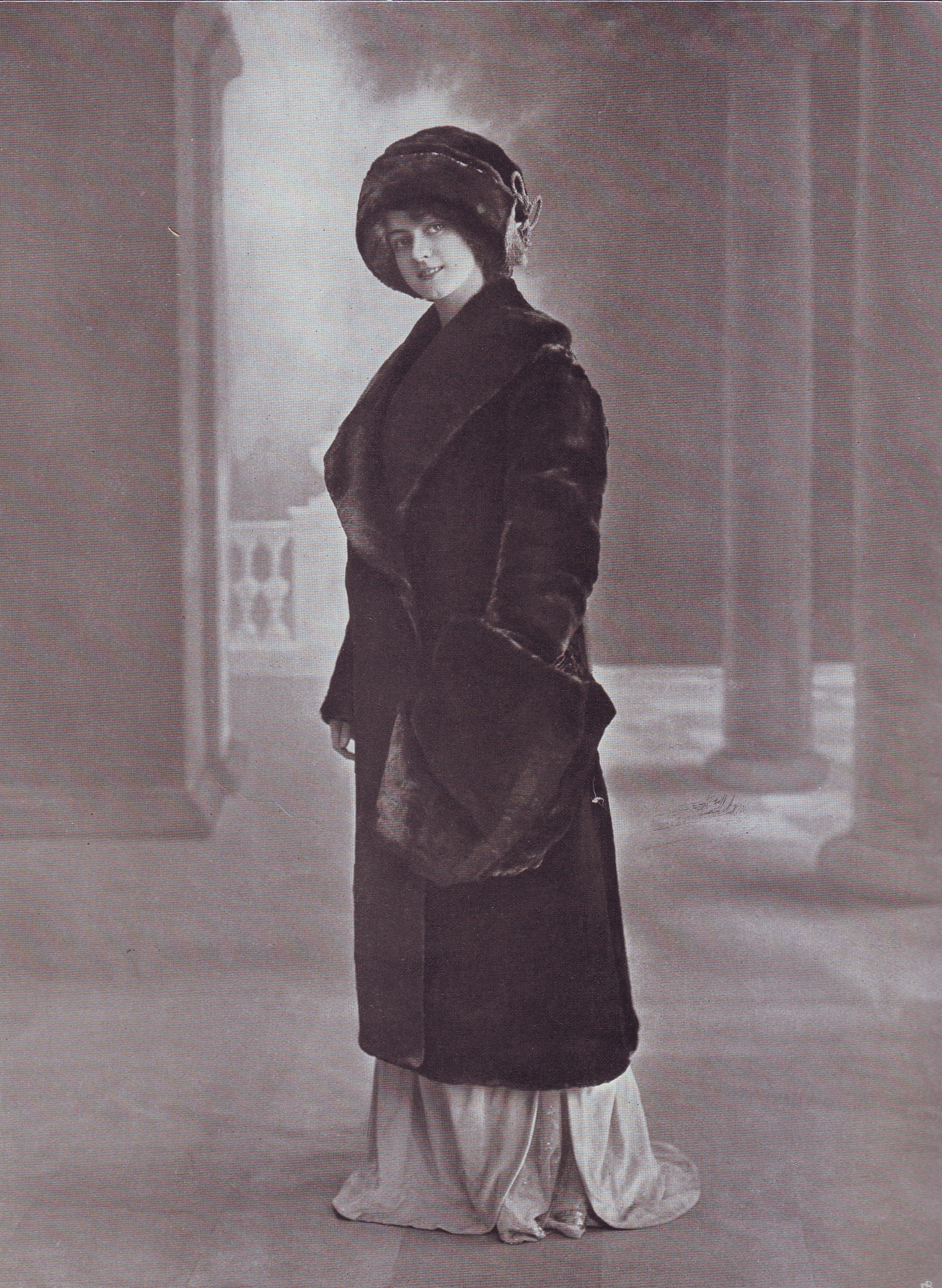
„Kleidsamer Electric-Seal-Paletot. Mit reinseidenem Futter und großem Schalkragen. 325 M., Taschenmuff 70 M.“
Firma Stöckig & Co, Dresden, etwa 1912

„Das Fell [des wilden Kaninchens] dient zur Fabrikation von Haarfilzhüten und kostet je nach Grösse und Qualität 10 bis 20 Pfennig das Stück. In letzter Zeit werden die grössten Winterfelle auch zur Pelzfabrikation verwandt, wenn das Leder auch dünner ist als beim zahmen Kanin.“

„…das getrocknete Fell wiegt 60 bis 80 Gramm.“

„Besonders nach England findet ein grosser Export von Kanin [(komplette Tierkörper)] aus Belgien, Frankreich, und jetzt auch aus Australien in gefrorenem Zustand statt, da eine starke eigene Produktion an wilden und an zahmen Kanin nicht für den starken Bedarf ausreicht. […] Am wertvollsten sind die in Frankreich gezüchteten Silberkaninchen, mit blauem Untergrund und die Grannen teils weiss, teils silbergrau. […] Die besten Felle gehen nach Russland und China, die anderen werden gefärbt.“

„In Frankreich und Belgien existieren zahlreiche Fabriken zur Verarbeitung von Kaninchenfellen, in Deutschland nur zwei, die eine in Unkel am Rhein [gemeint ist Paul Profitlich & Söhne, Rauchwaren-Zurichterei und Färberei], die andere in Leipzig.“

„Die polnischen weissen Kanin werden nicht gefärbt, sondern werden alaungar zugerichtet und naturell verarbeitet, teilweise auch geschoren. Mittelpunkt dieser Industrie sind Lemberg in Galizien und Polnisch-Lissa in der Provinz Posen. Weisse Kanin kommen jährlich etwa 1 Million in den Handel, während gefärbte Kanin etwa 60 Millionen Stück geliefert werden. Hiervon entfällt der Löwenanteil auf Frankreich mit etwa 30 Mill Stück, Belgien liefert etwa 1 ½ Millionen Dutzend, Deutschland nicht ganz eine Million Dutzend. In Berlin allein wird fast eine Million Dutzend in guten Jahren verarbeitet.“

„Die Fänger [(australische Kaninchenfänger)] erhalten eine kleine Prämie für jedes Paar Kaninchenohren, und es werden jetzt jährlich etwa 20 Millionen Felle nach England und etwa 10 Millionen Felle nach Amerika und den anderen Konsumptionsländern verschickt. Ausserdem gelangen in den Kühlschiffen jährlich mehrere Millionen Kaninchen im Fleisch nach England.“

„Ausgeführt werden nach England aus Neuseeland etwa 3 Millionen Felle. In London werden die Felle sortiert in Fully seasoned, fairly seasoned, incoming and outgoing, Racks, Suckers, milchy skins und Kittens. Der Verkauf geschieht nach Gewicht, in Pence per lb. Die besten Felle wiegen 1 ¾ lb. per Dutzend, die schwerledrigen bis 2 ½ Pfund, die Suckers ¼ lb. per Dutzend. Bis vor kurzem wurden diese Felle ausschliesslich zur Hutfabrikation verwendet. Seit einigen Jahren werden aber grosse Mengen der rauchen, feinledrigen Sorten auch für die Pelzfabrikation nutzbar gemacht, geschoren gefärbt und elektrisiert. Das hat auch auf den Preis enorm stimulierend gewirkt. So kosteten z. B. 1908 die sogenannten dressing skins zur Pelzbereitung etwa 30 Pence per lb., im Herbst 1909 wurden aber bereits 87 d dafür bezahlt. Jetzt ist das Pfund wieder bei 40 d. Der Preis der Felle zur Hutfabrikation schwankt je nach Sorte und Konjunktur von 6 bis 24 Pence. Die Neuseeländer sind stets ca. 10 Proz. teurer als australische. Neben den gewöhnlichen grauen Kaninchen kommen auch noch schwarze und silbergraue vor, die aber wesentlich kleiner als die englischen silbergrauen sind. Es werden davon jährlich etwa 1 bis 200.000 Stück ausgeführt.“

„Die sonst noch überall gezüchteten langhaarigen weissen sogenannten Angorakaninchen sind wirtschaftlich ohne jede Bedeutung, das Fell ist wertlos und das Fleisch schmeckt fade.“

## Abbildungen verschiedener Kaninfelltypen und -veredlungen

### Hauskaninchen, Naturfarben

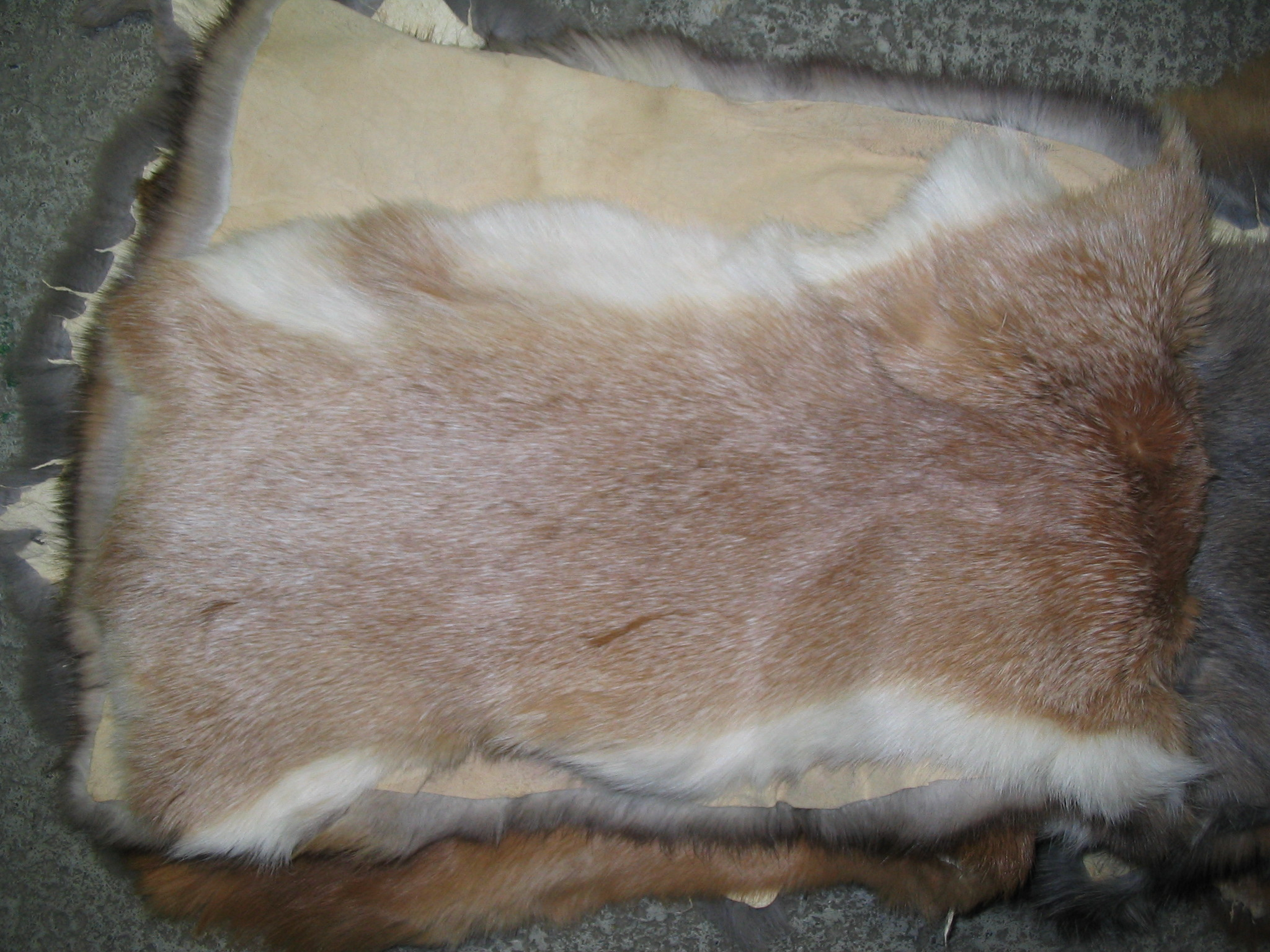
gelbsilber
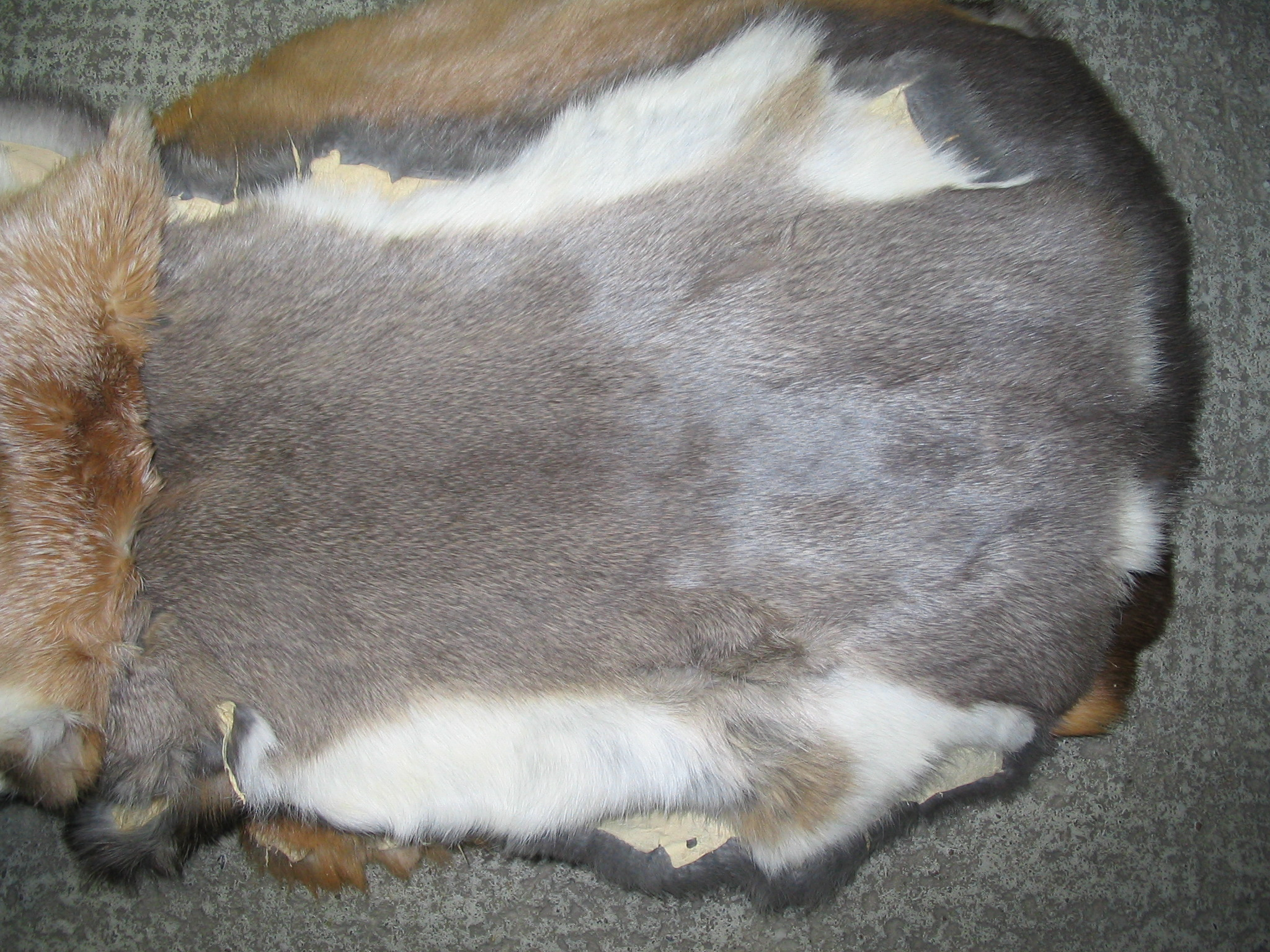
grau weiße Seiten
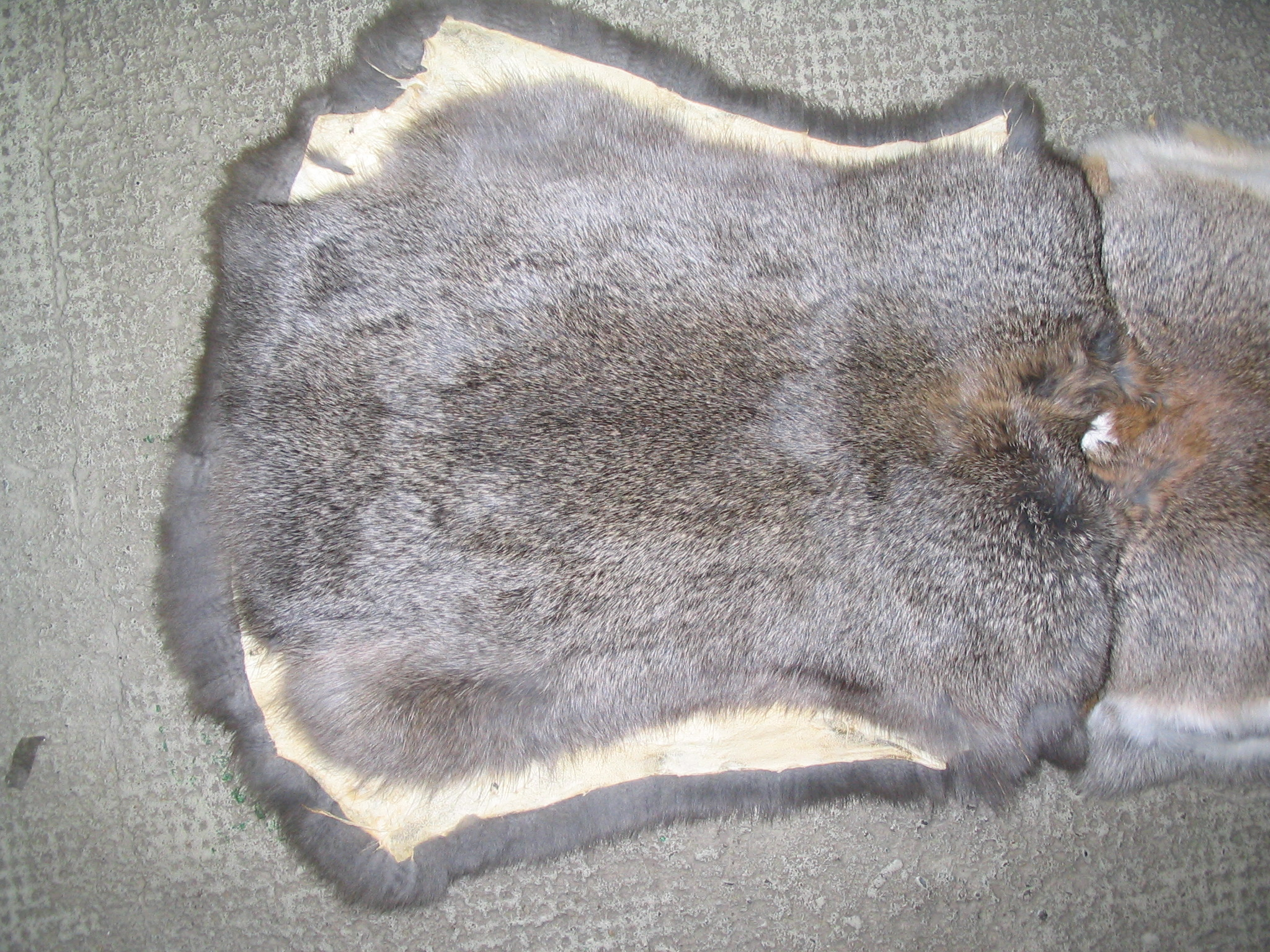
hasengrau dunkel
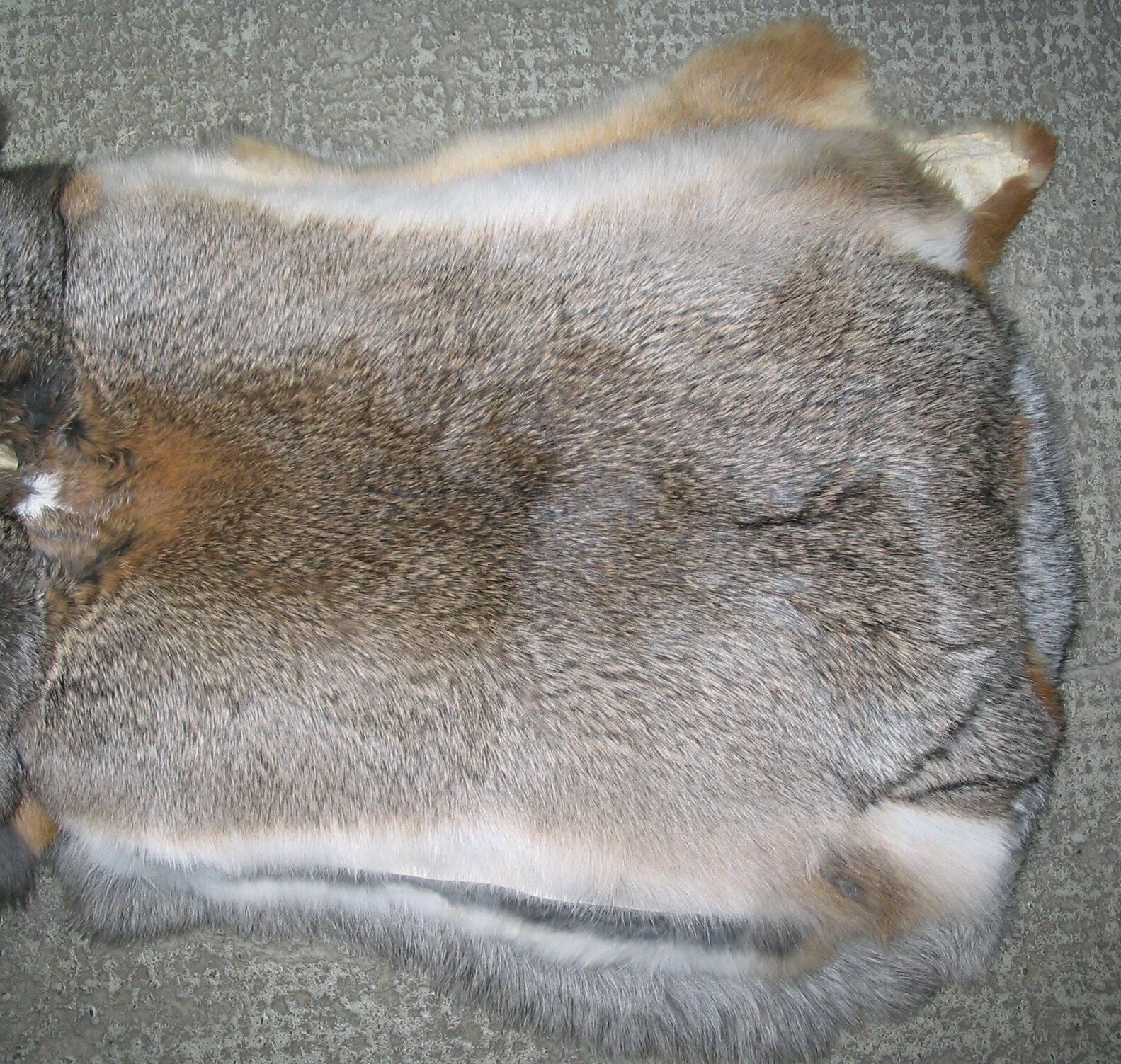
hasengrau regulär
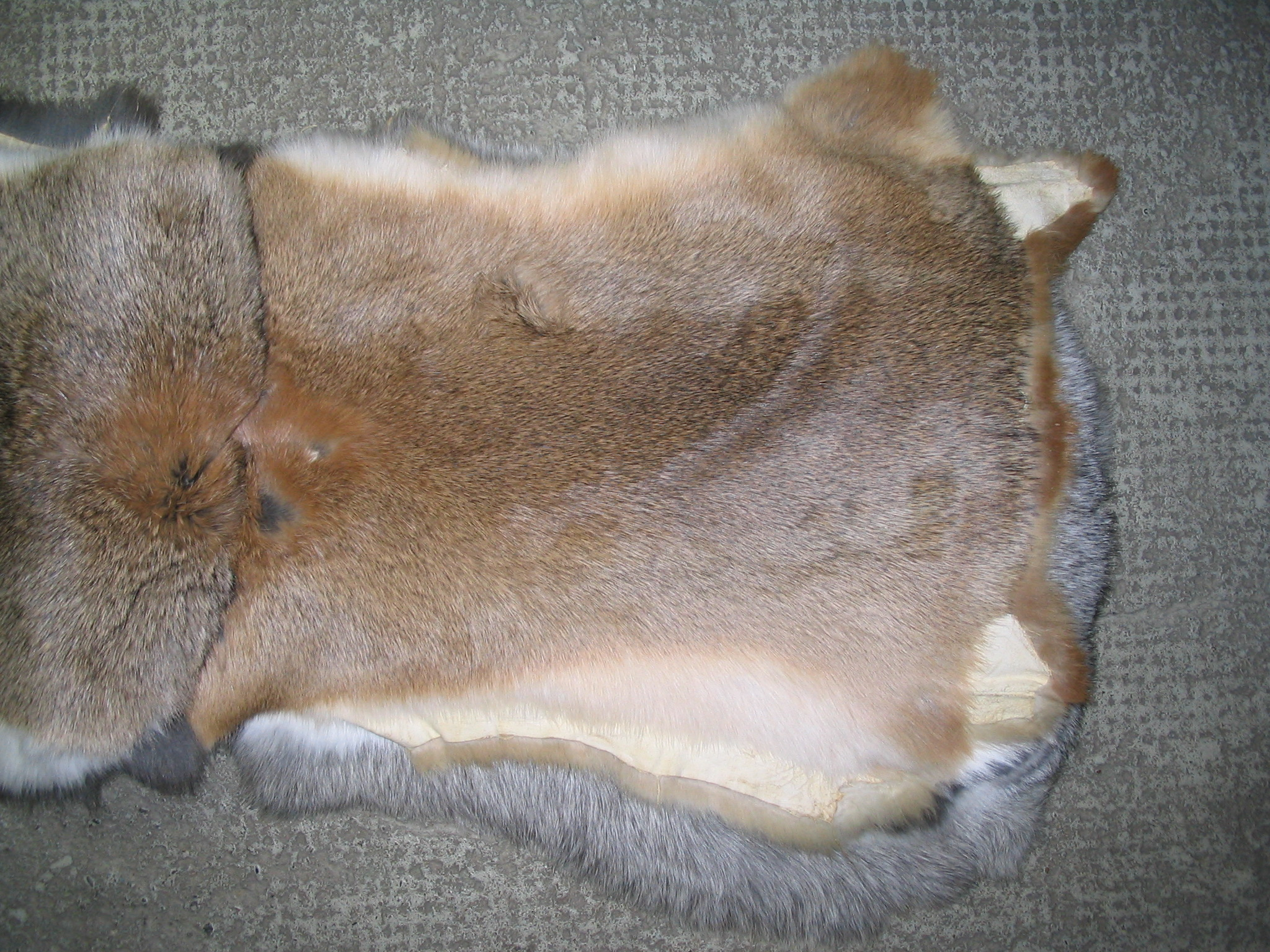
hasengrau rötlich
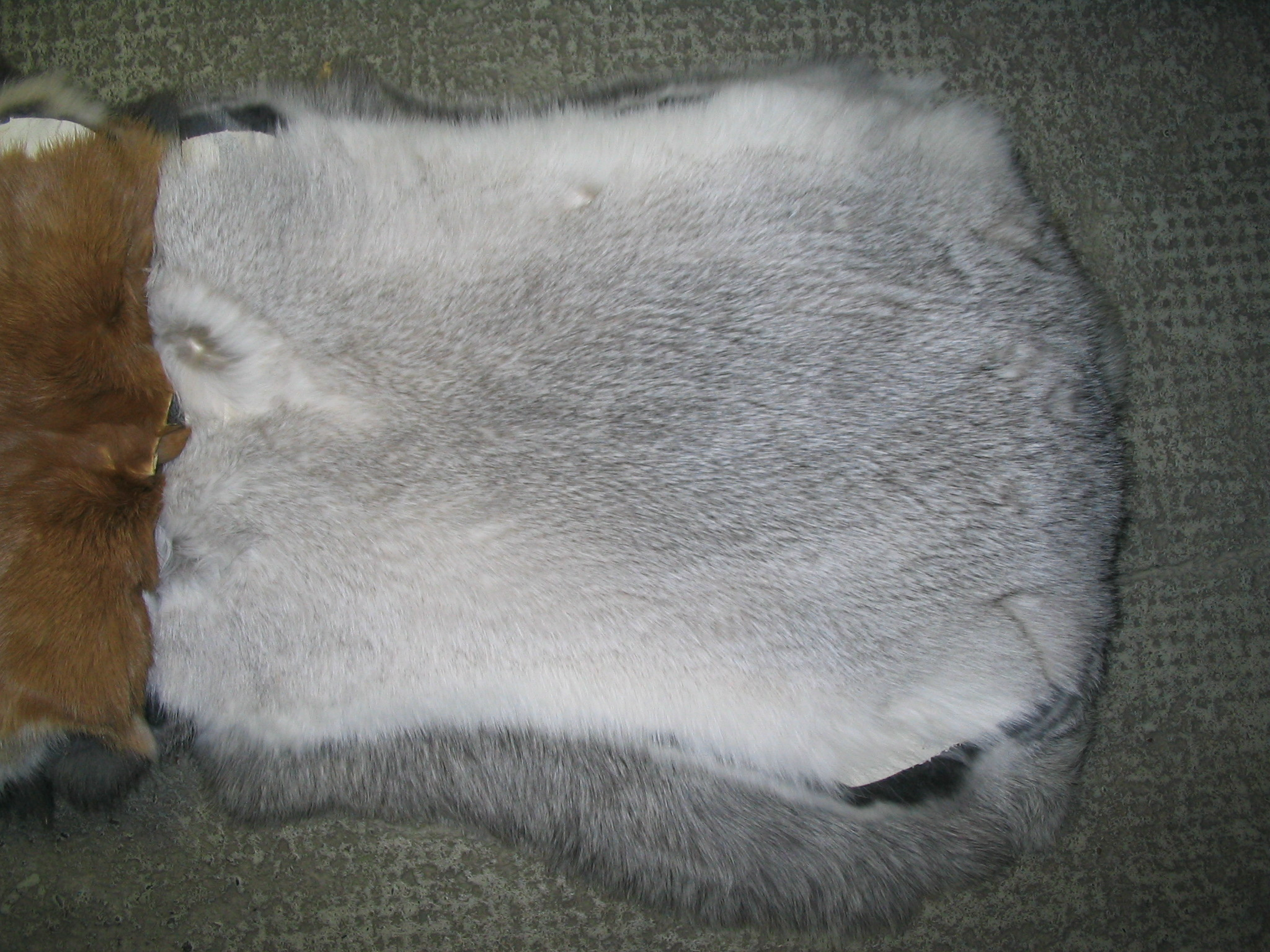
Chinchilla hell
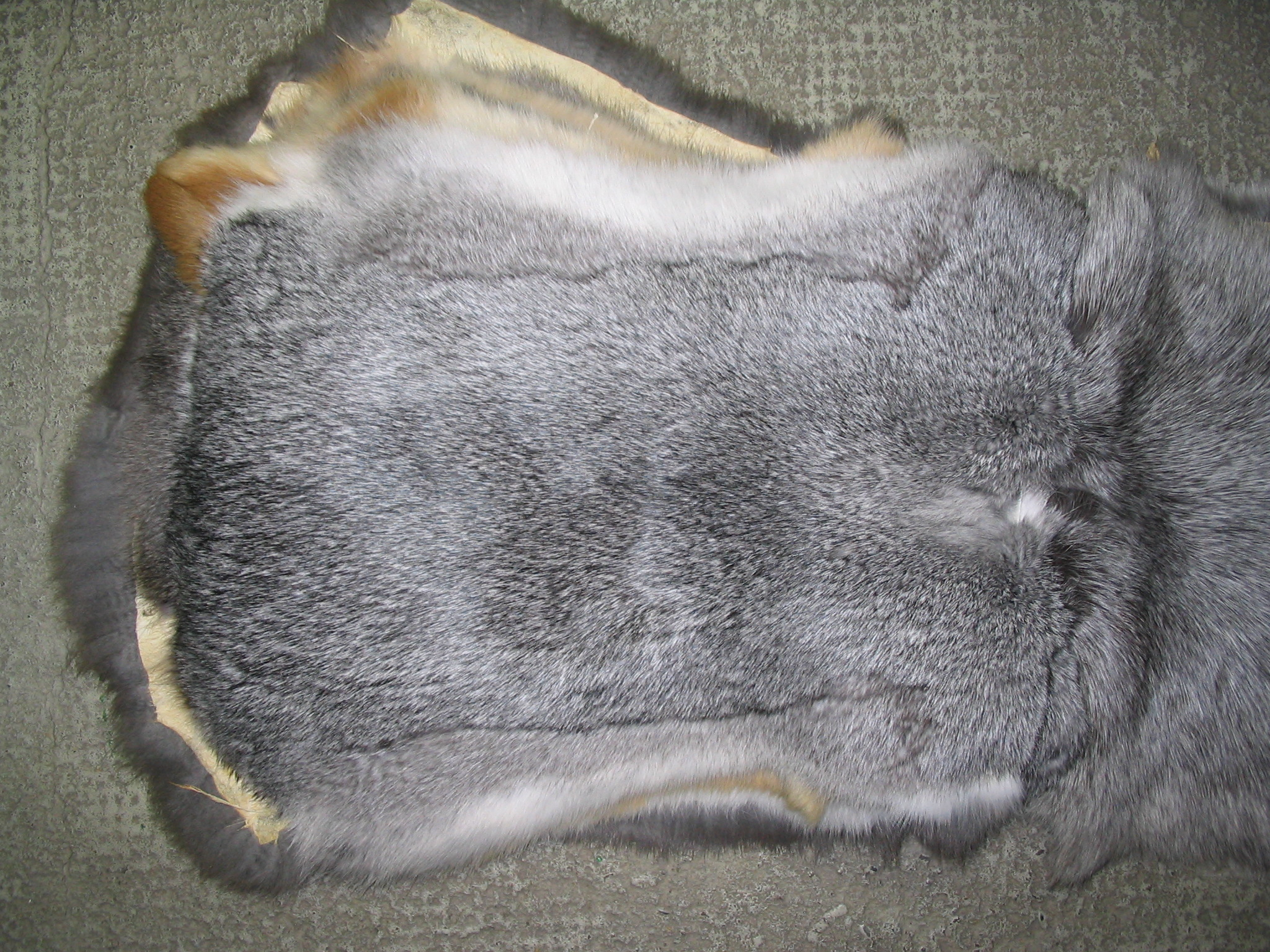
Chinchilla regulär
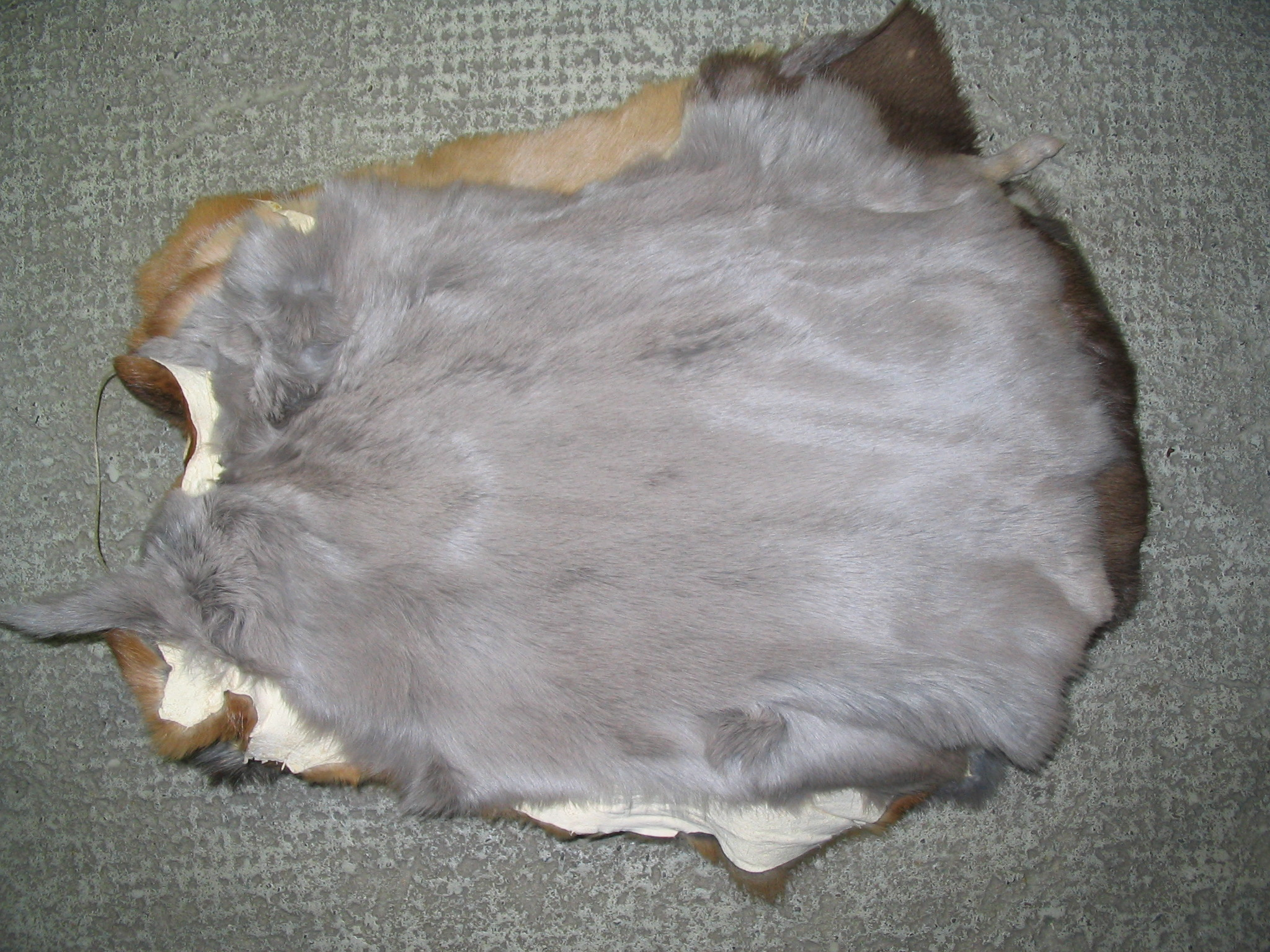
Marburger Feh
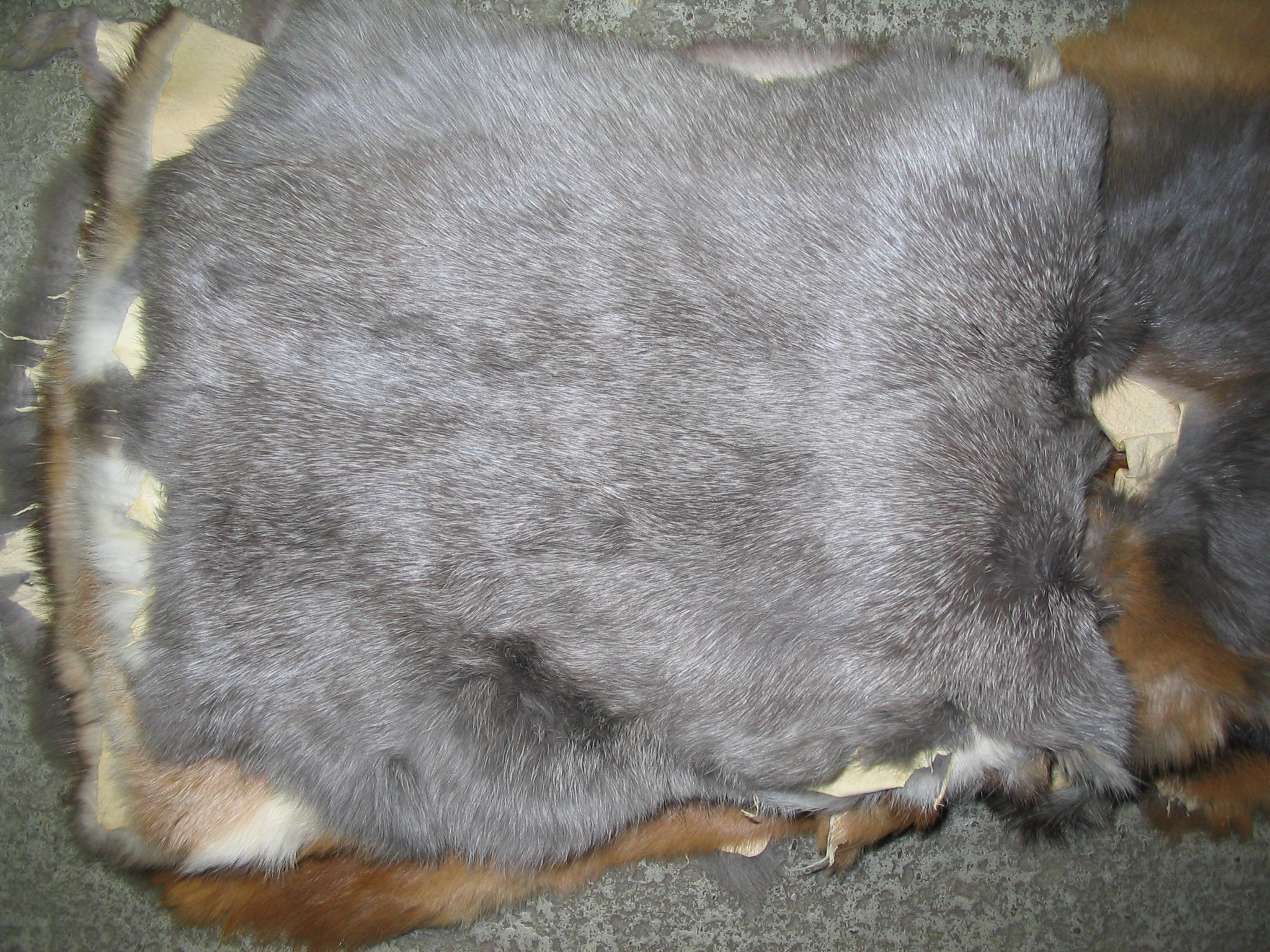
Perlfeh
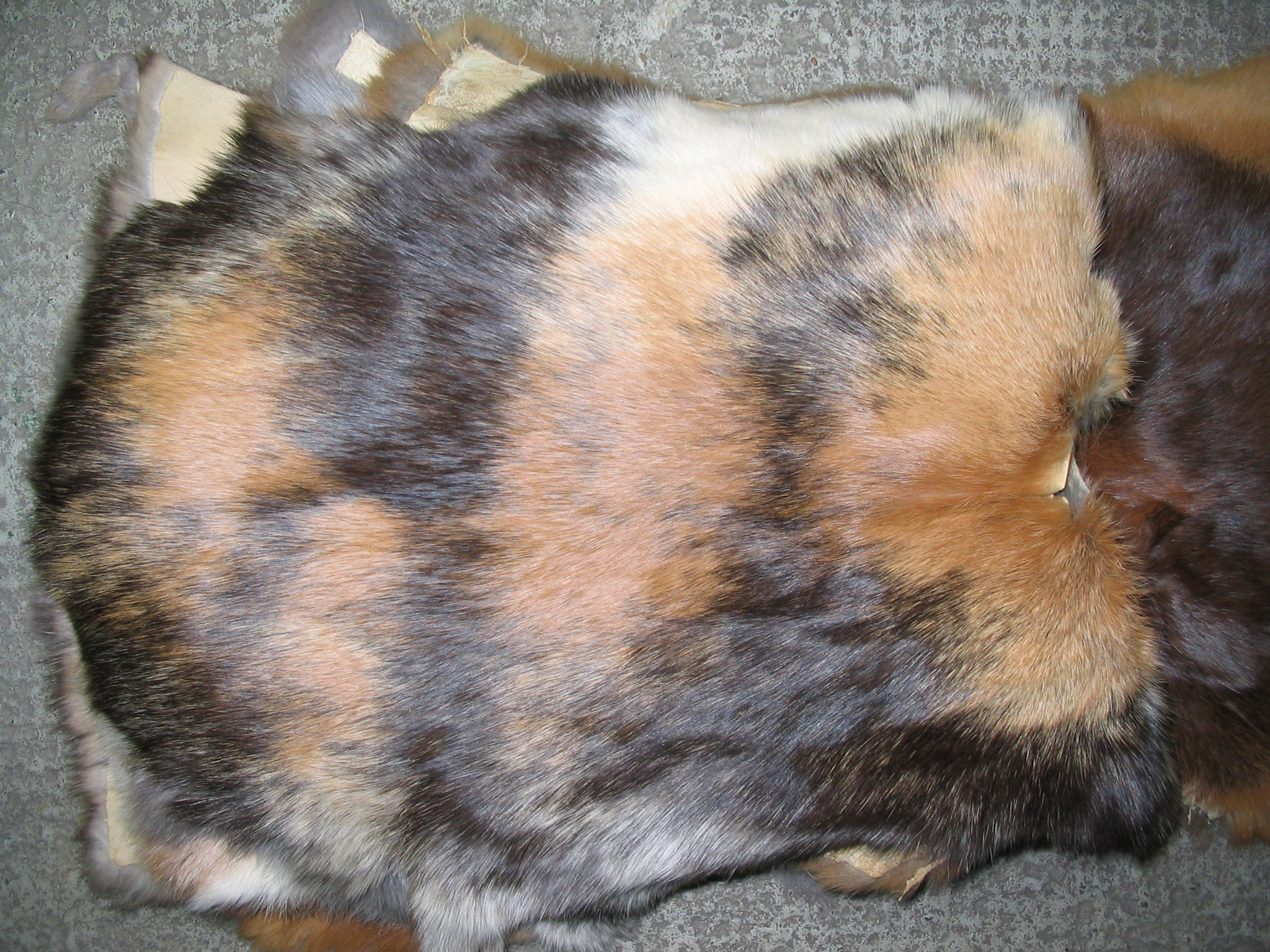
Japaner
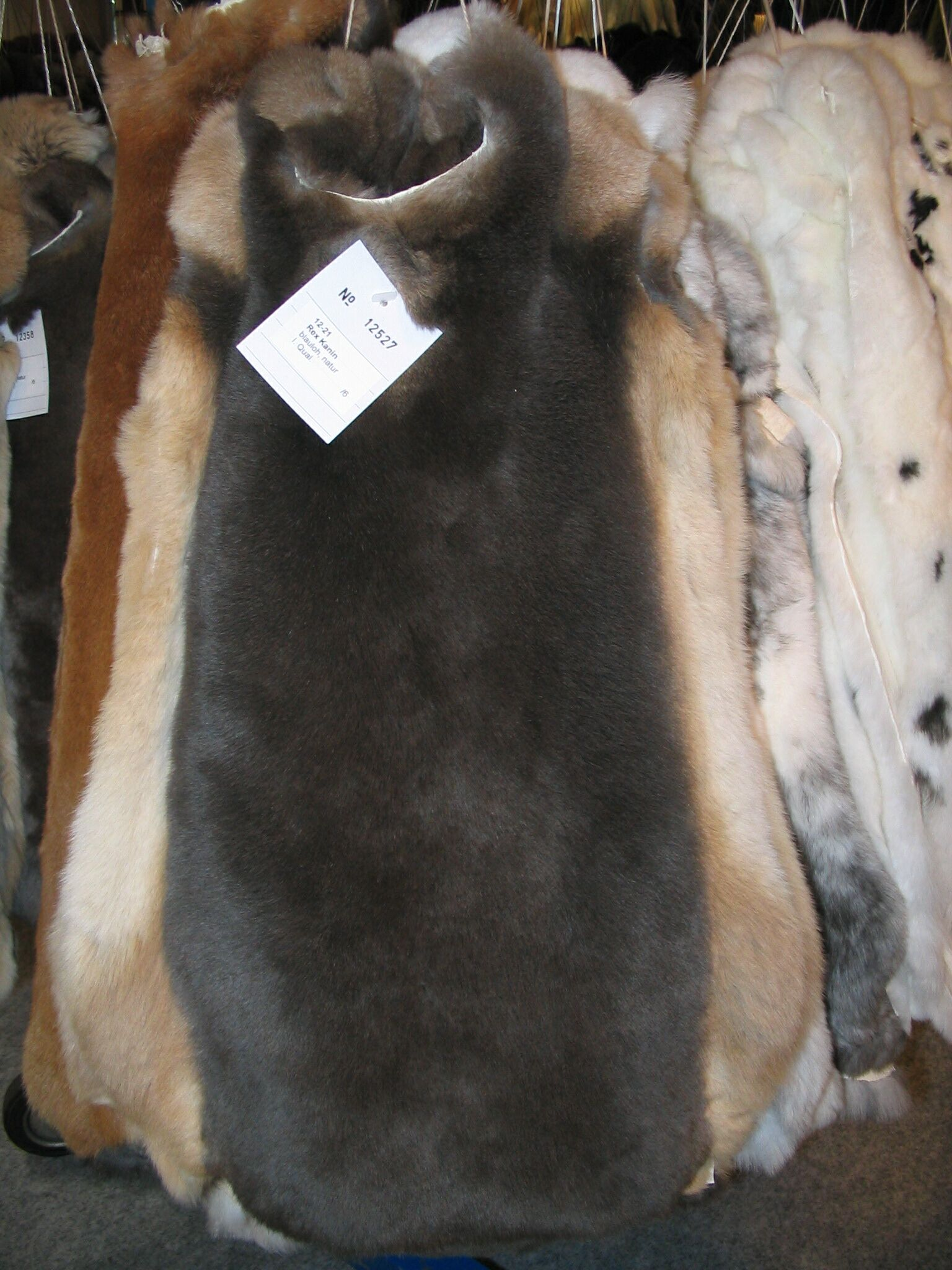
Blauloh
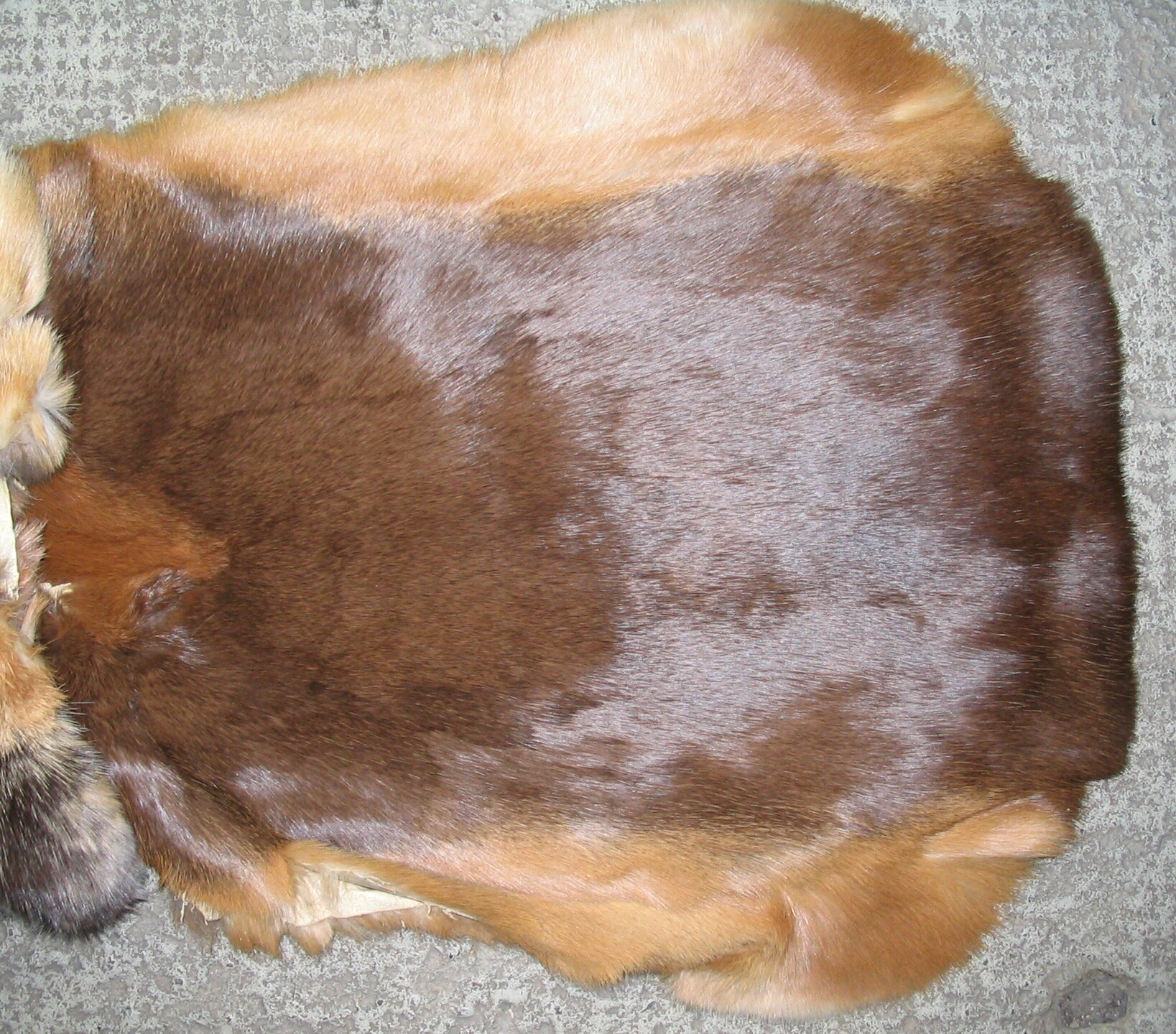
Braunloh
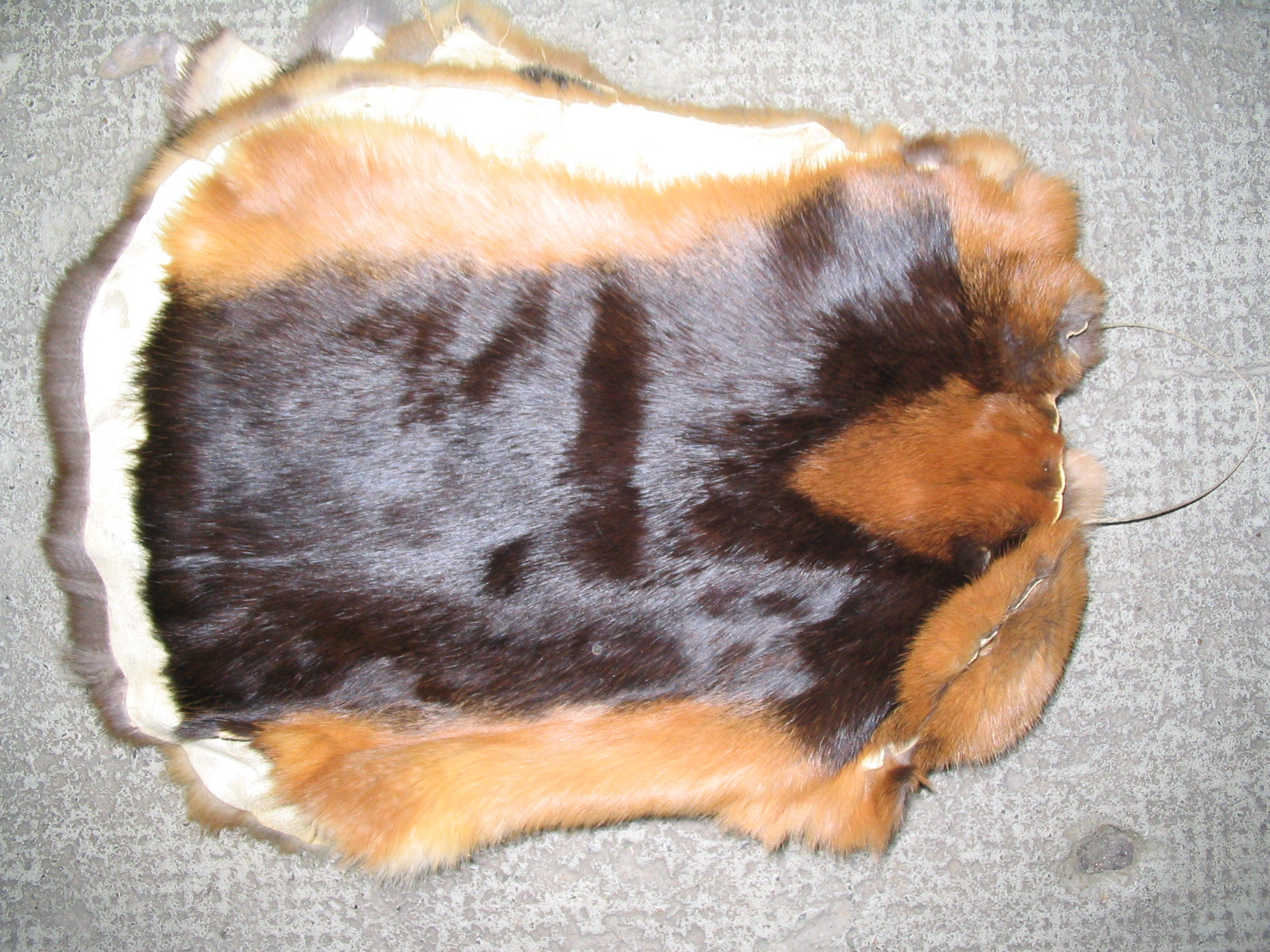
Schwarzloh
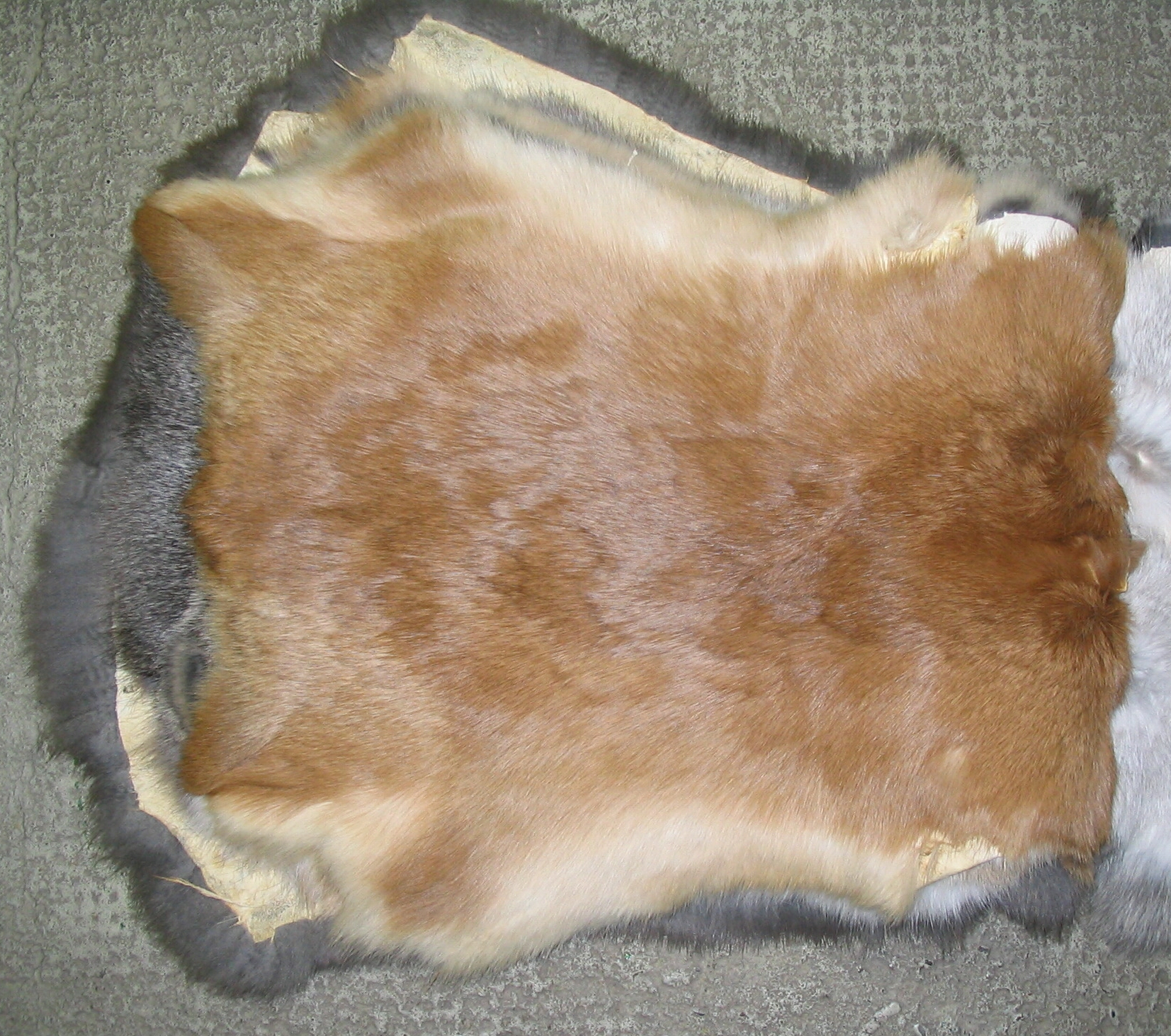
Neuseeländer
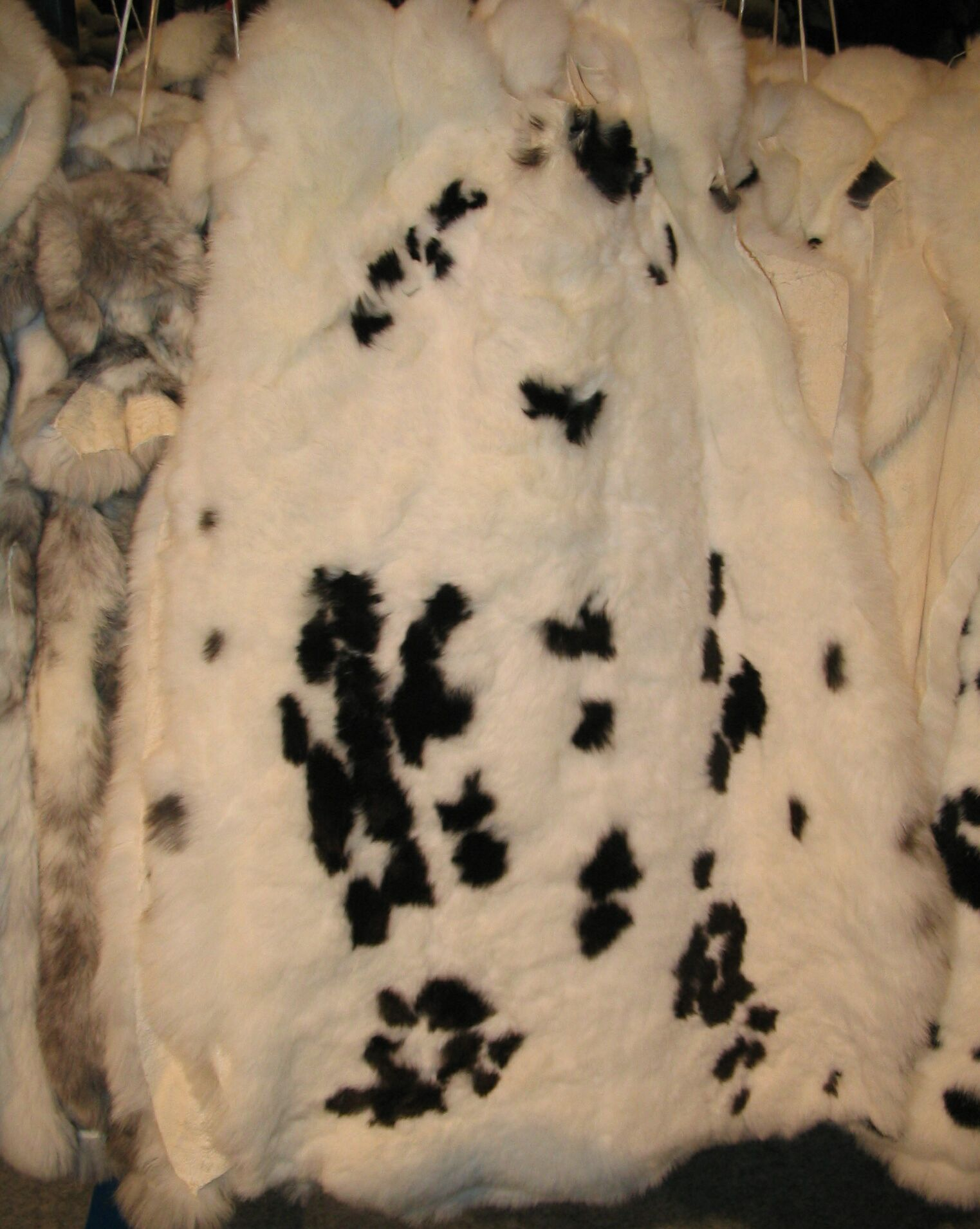
Dalmatiner Rex
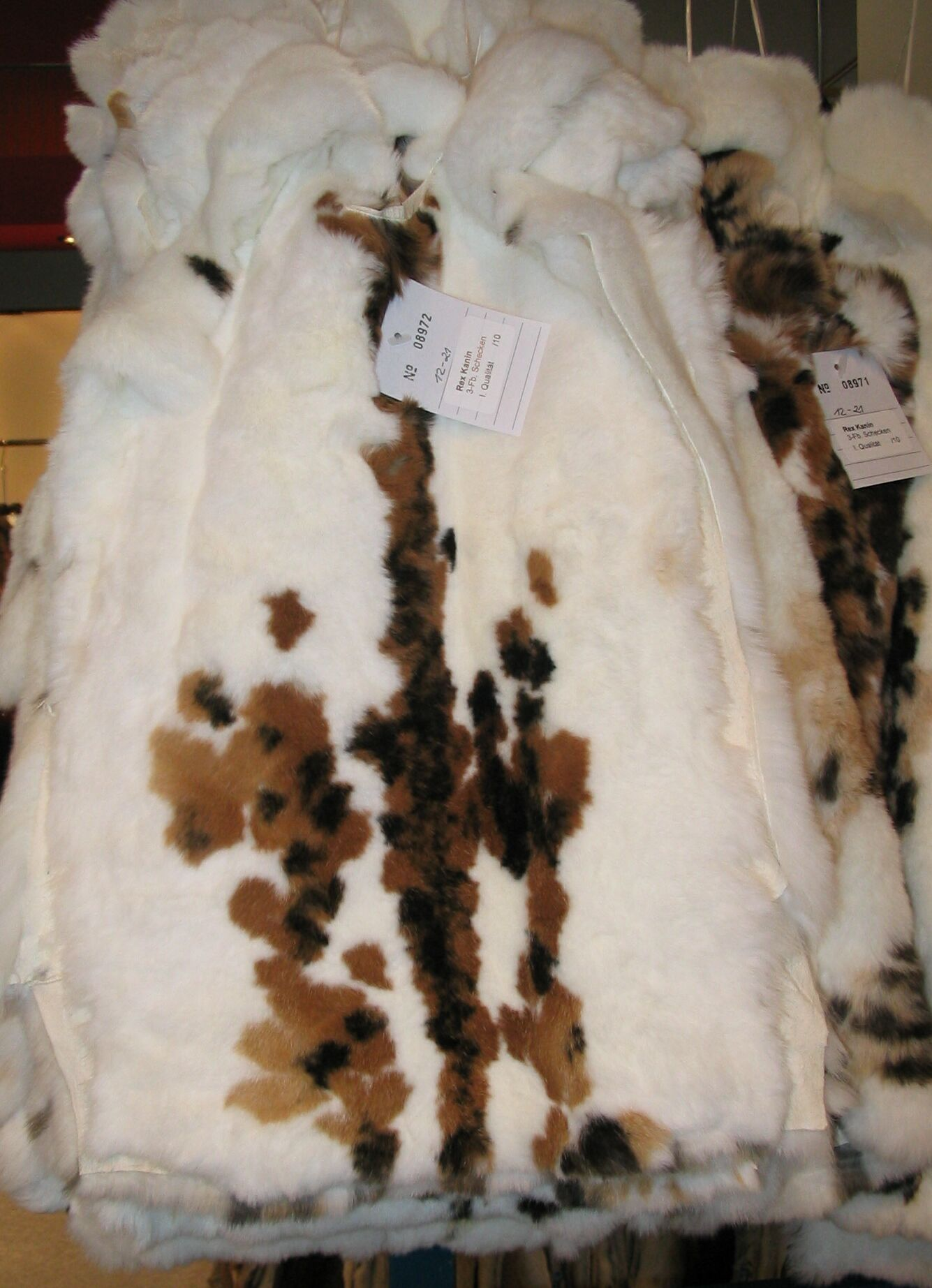
Schecken Rex
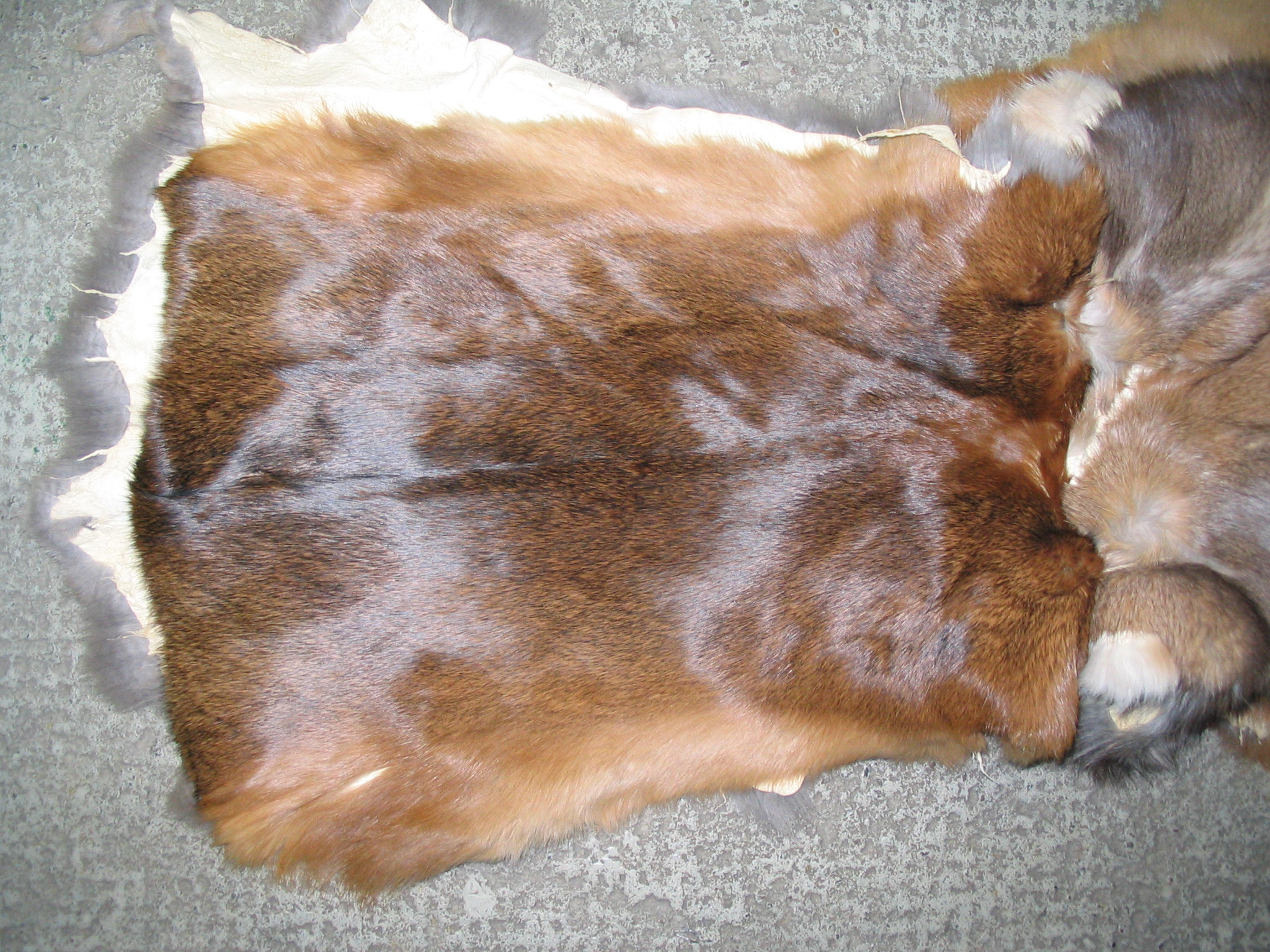
Sachsengold
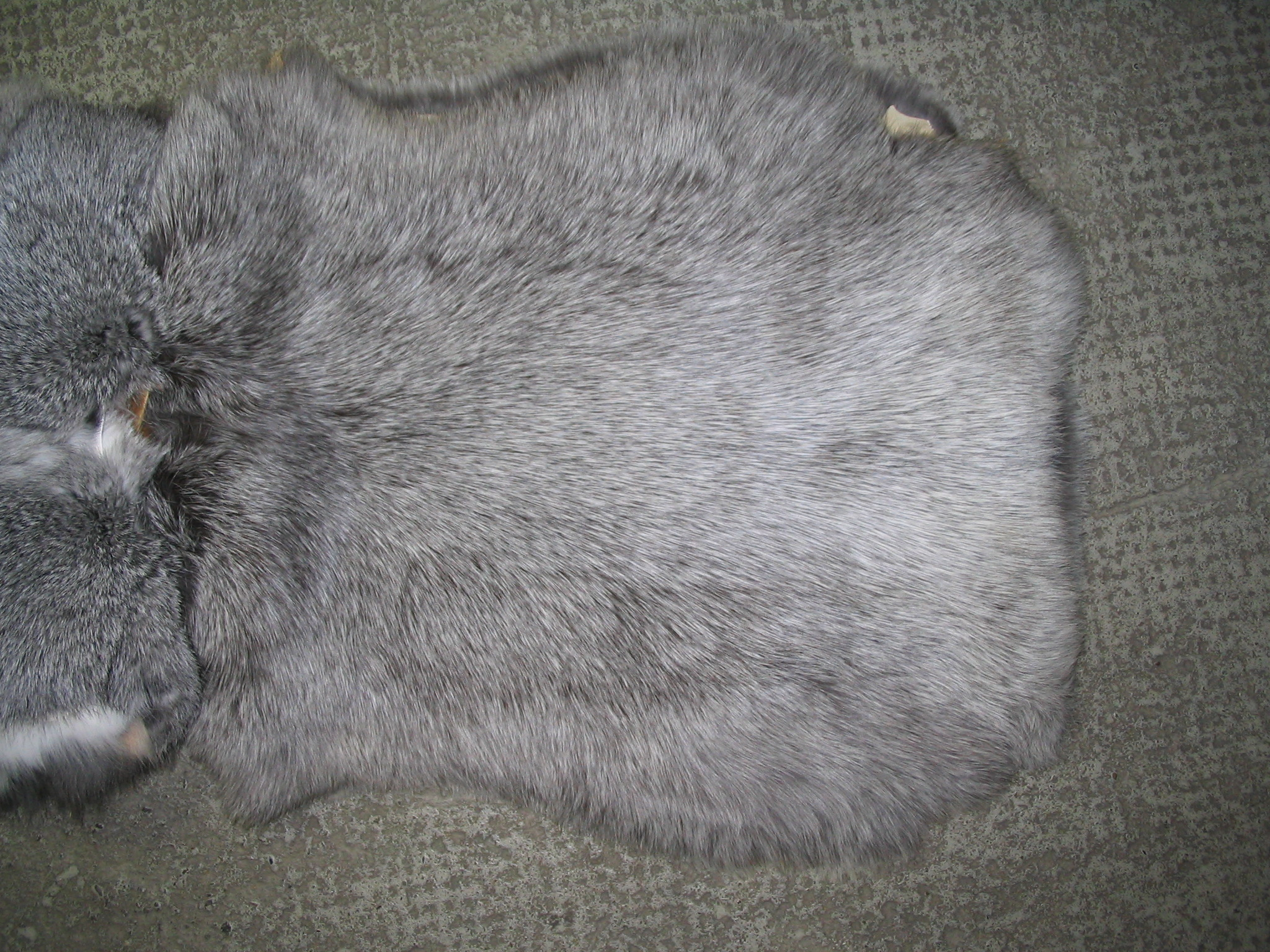
Silver dunkel
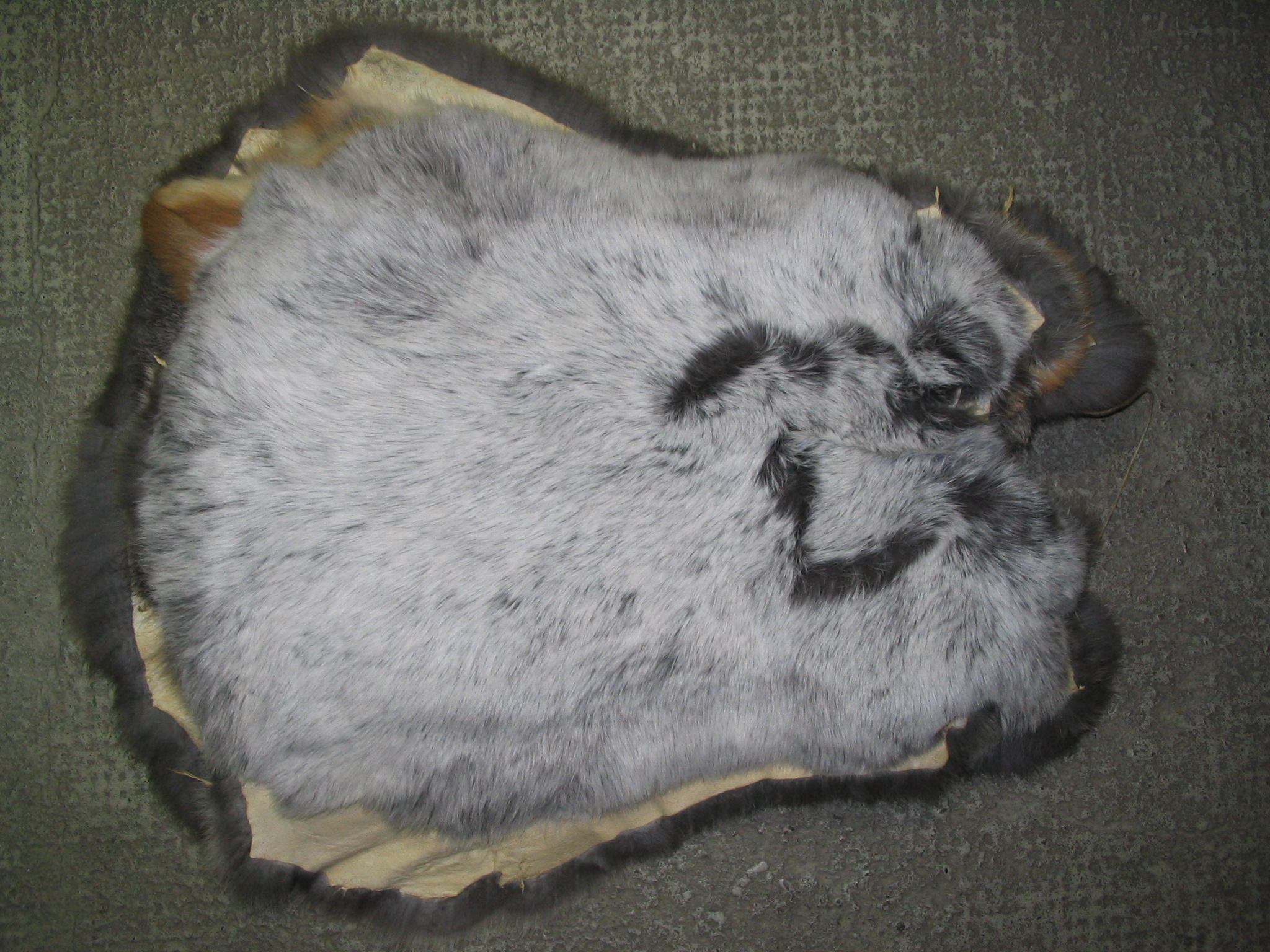
Silver hell
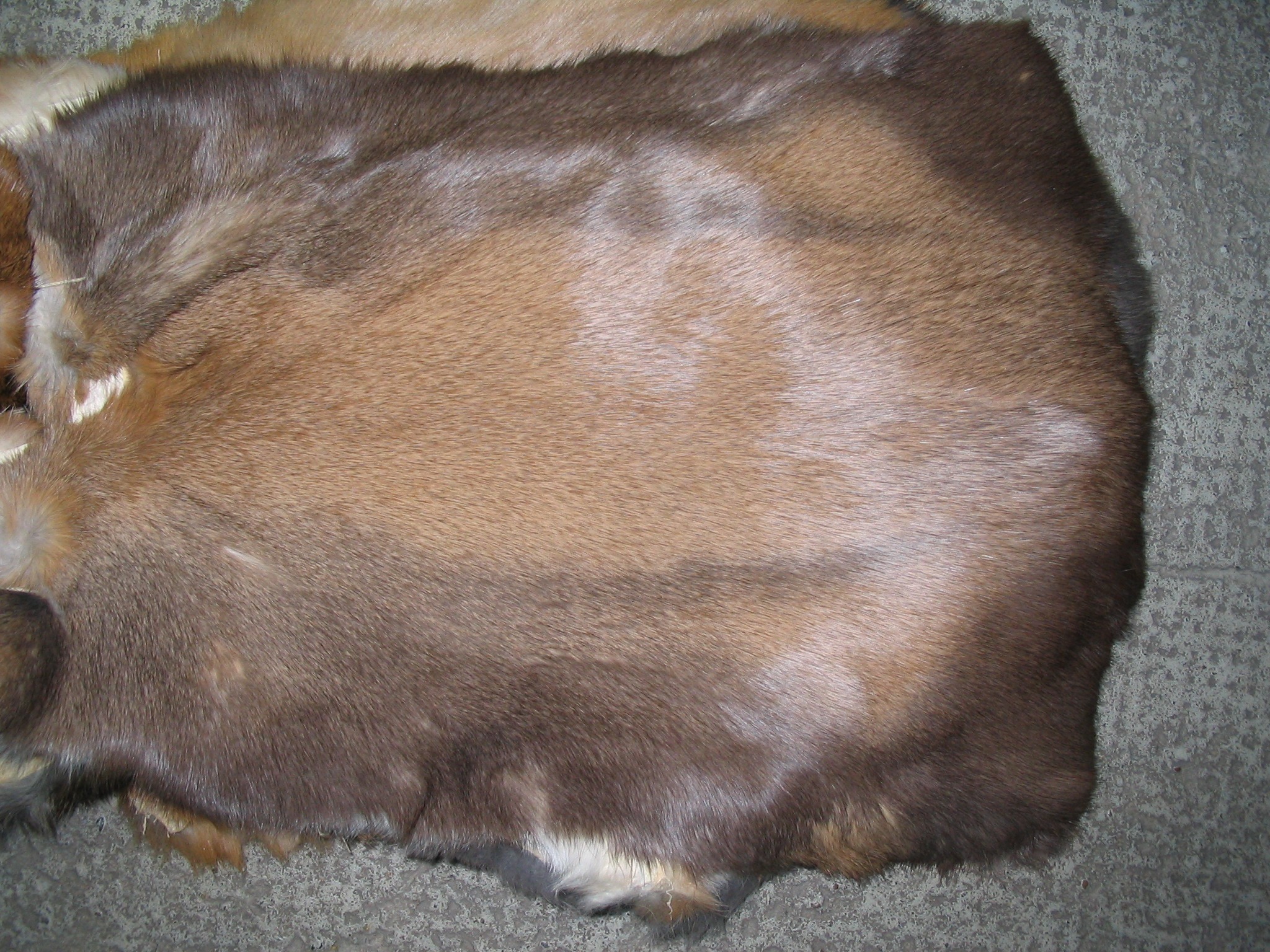
Thüringer
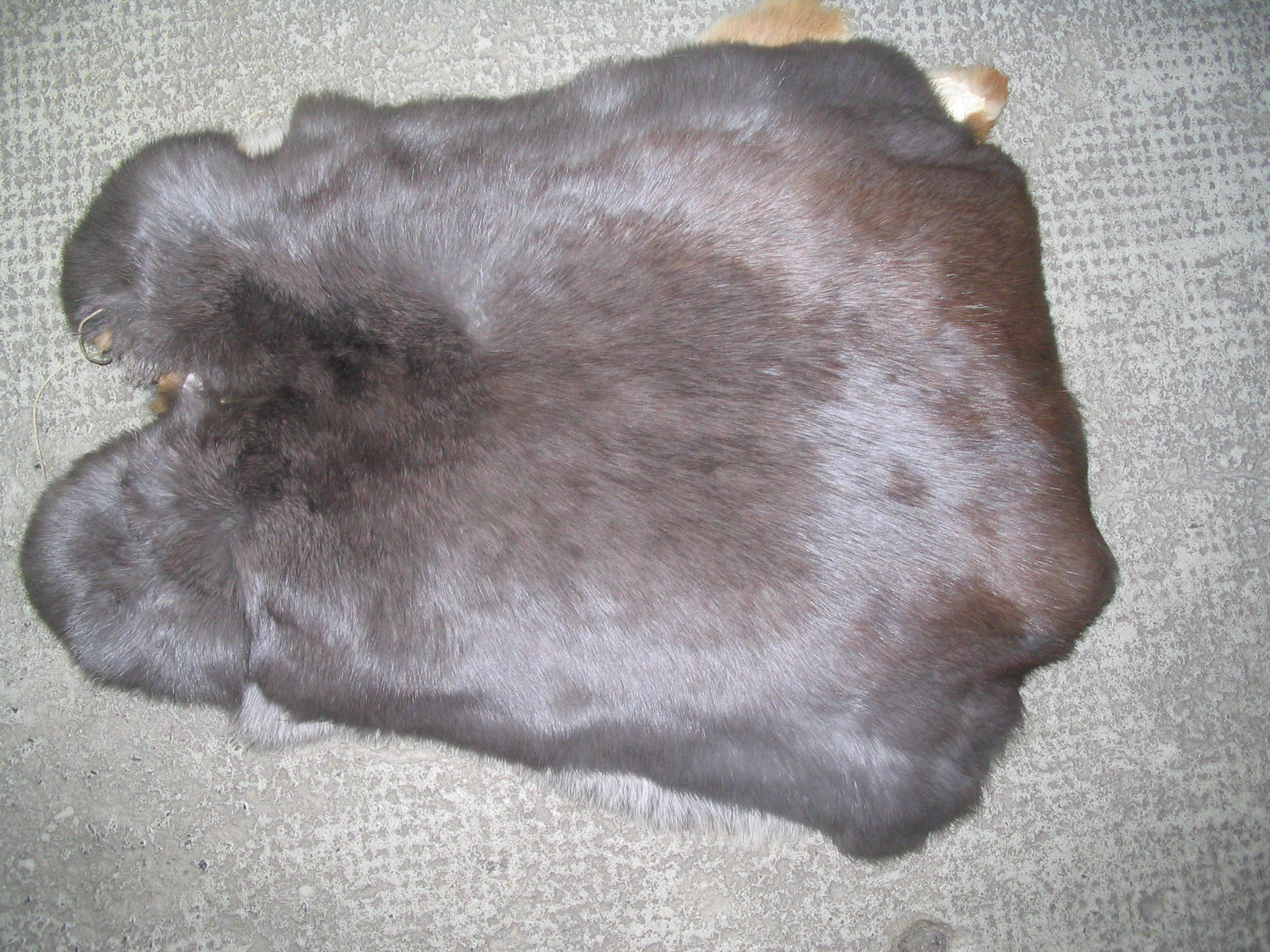
Blaue Wiener
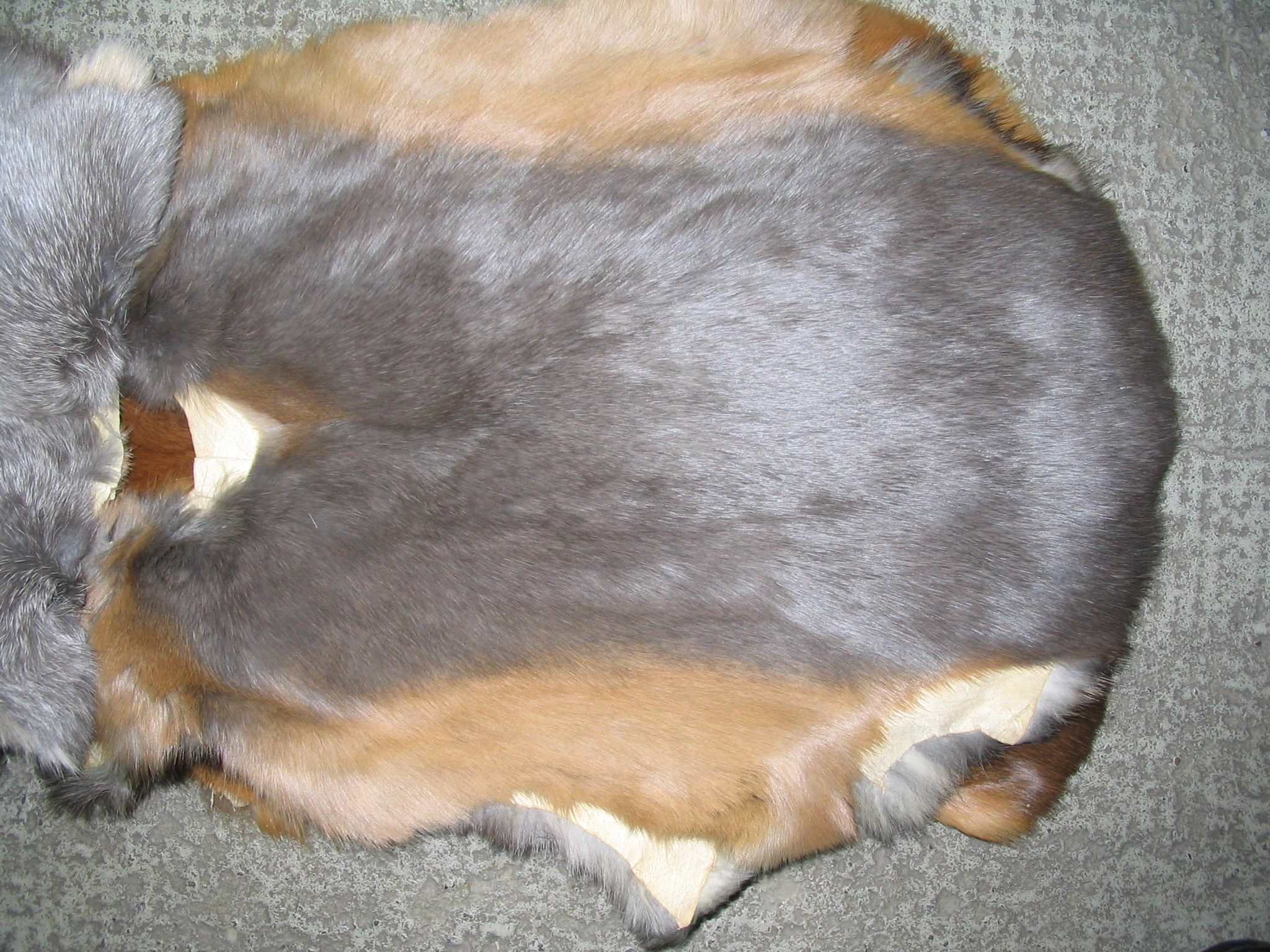
Blauwiener Loh

### Veredlungen (Einfärbungen, Drucke und Schuren)

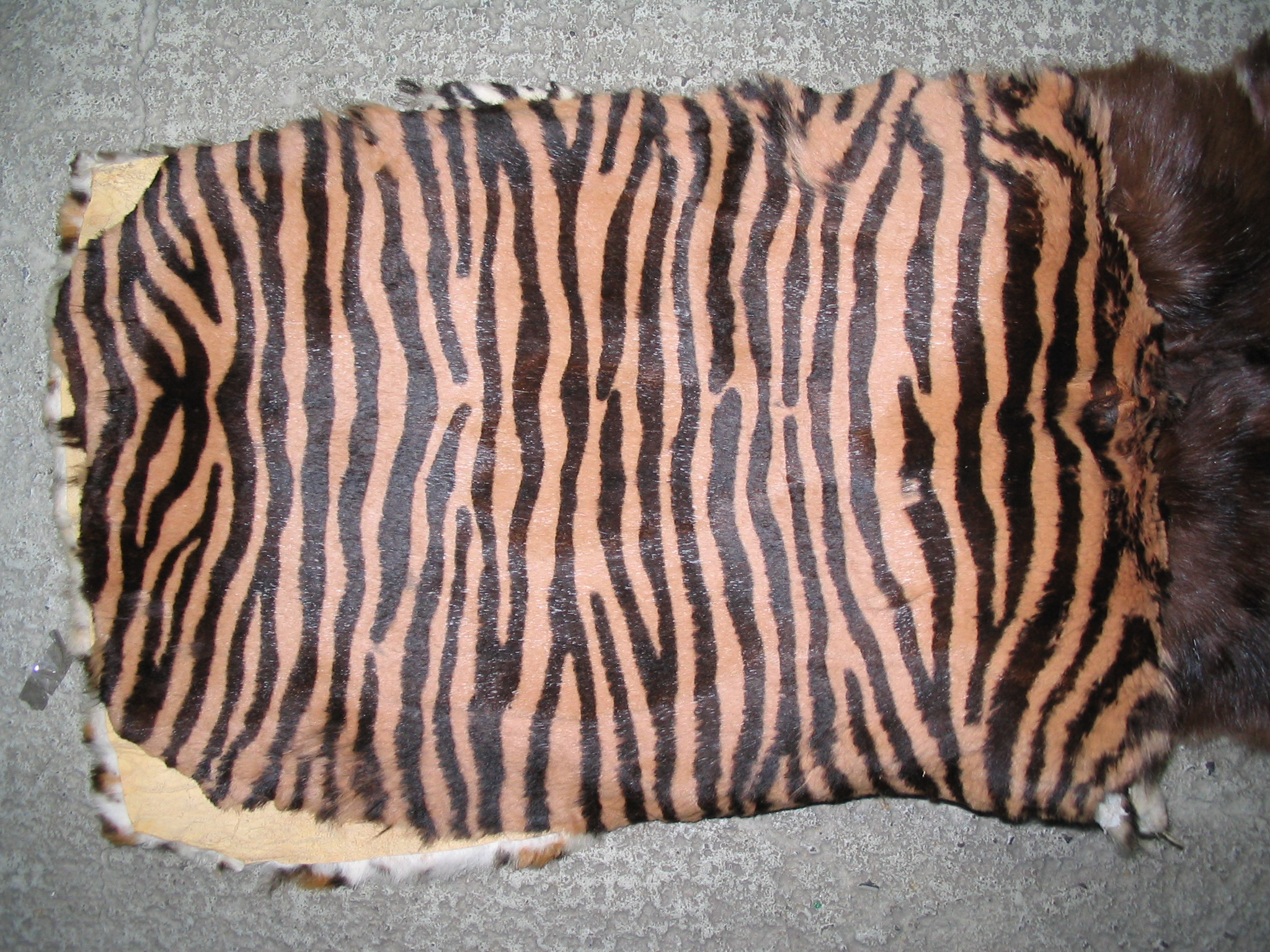
Streifendruck
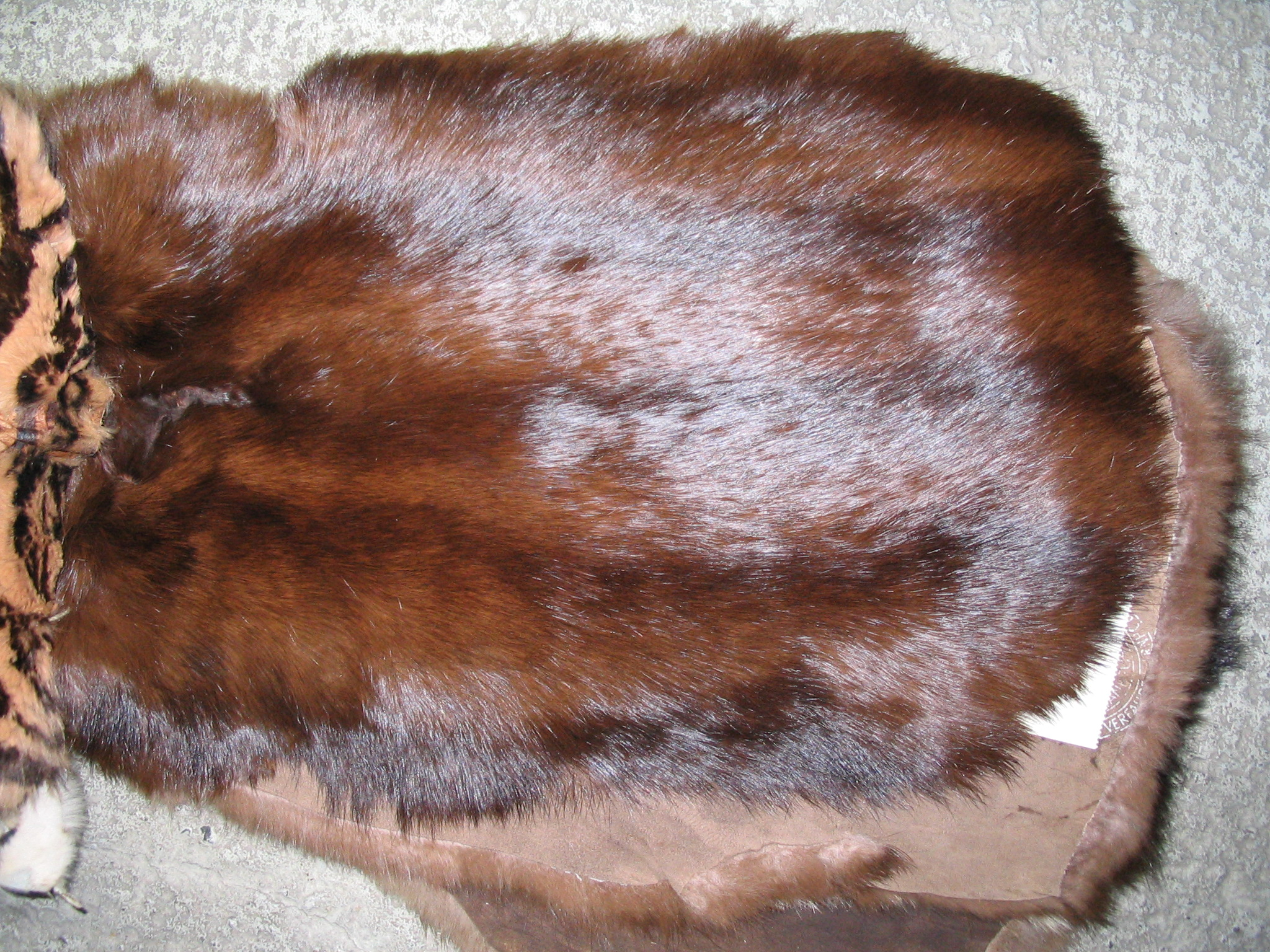
„Nerzilla“, gefärbt mit mehreren Grotzen
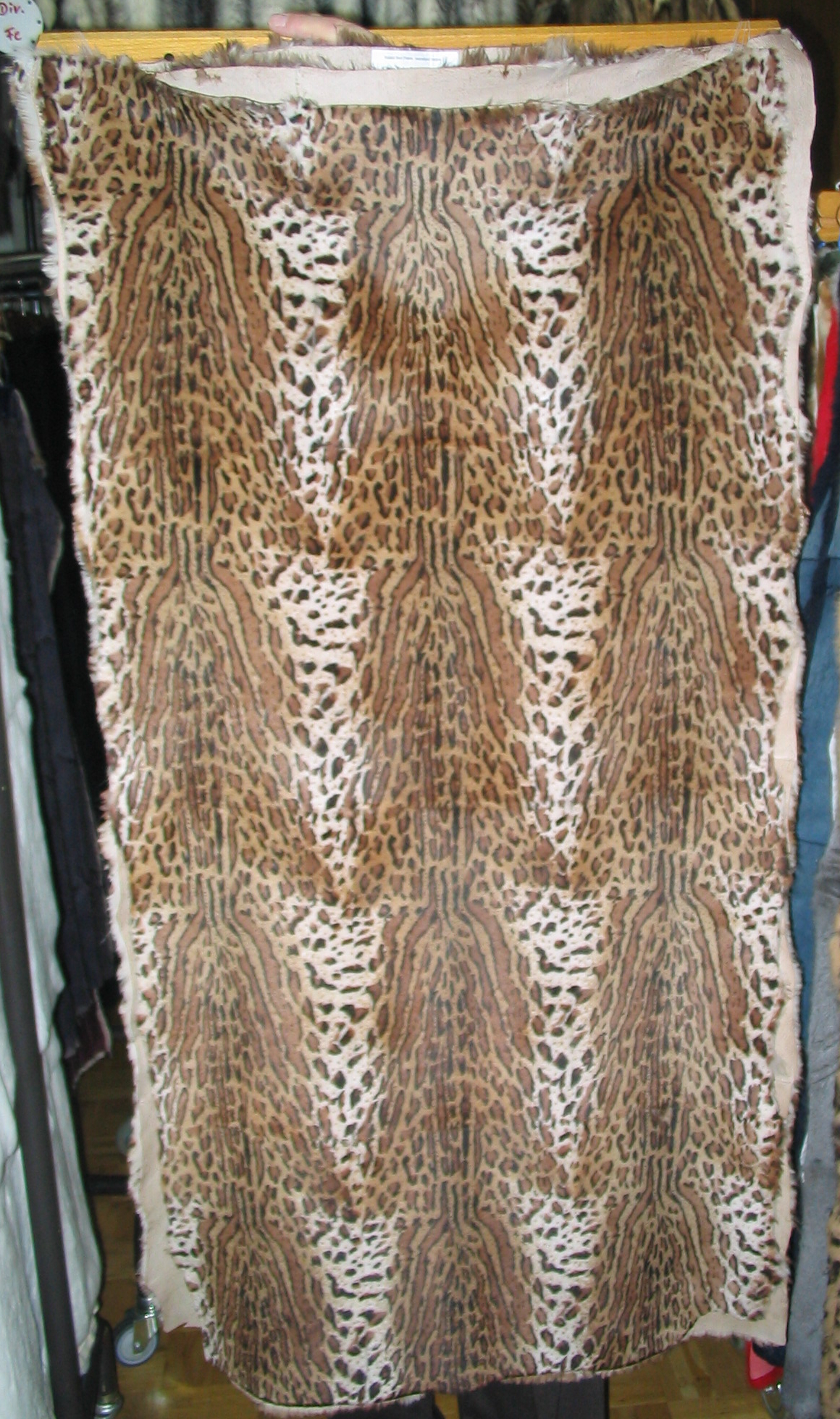
geschoren mit Ozelotdruck (Tafel)
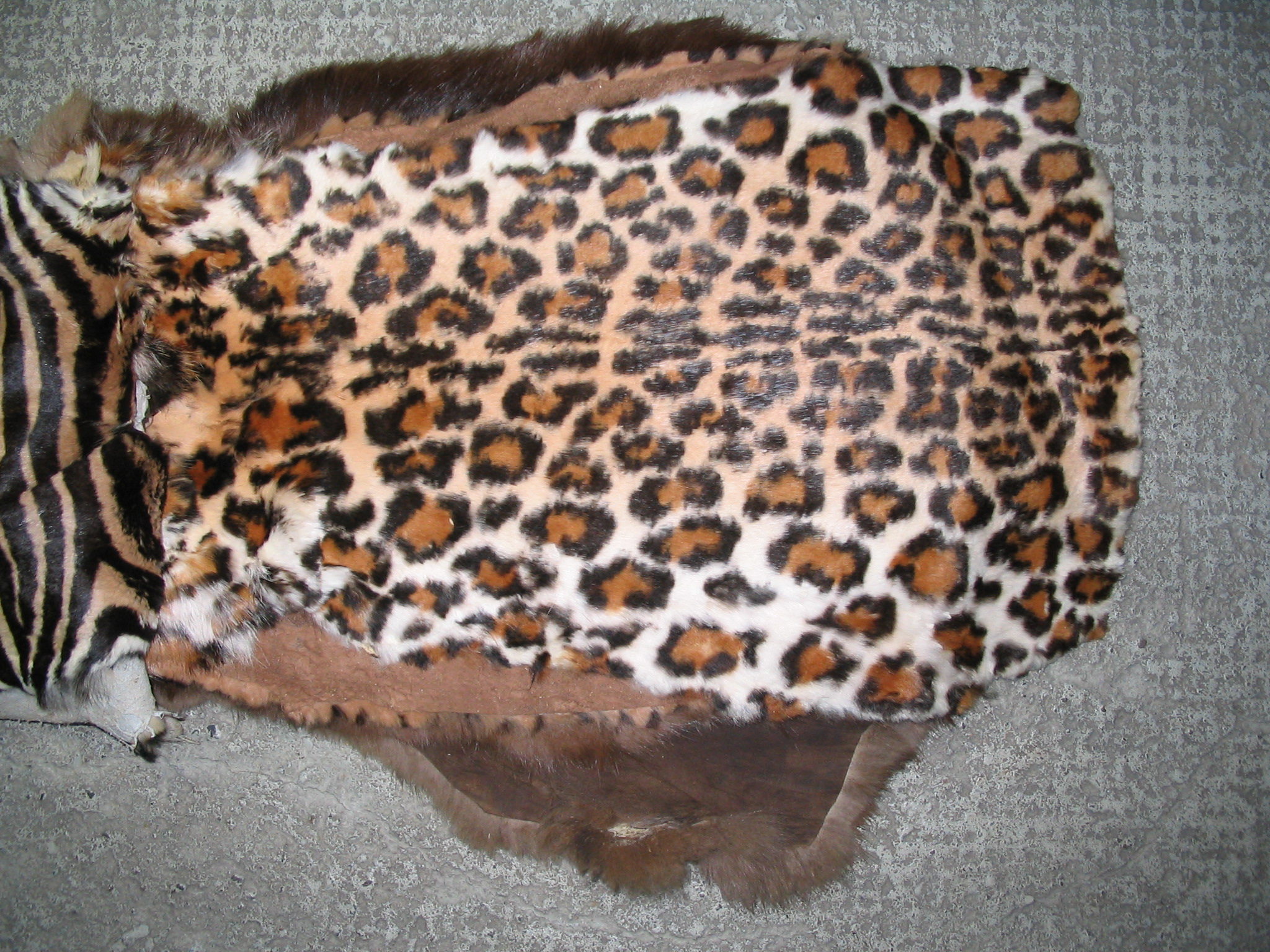
geschoren mit Leoparddruck
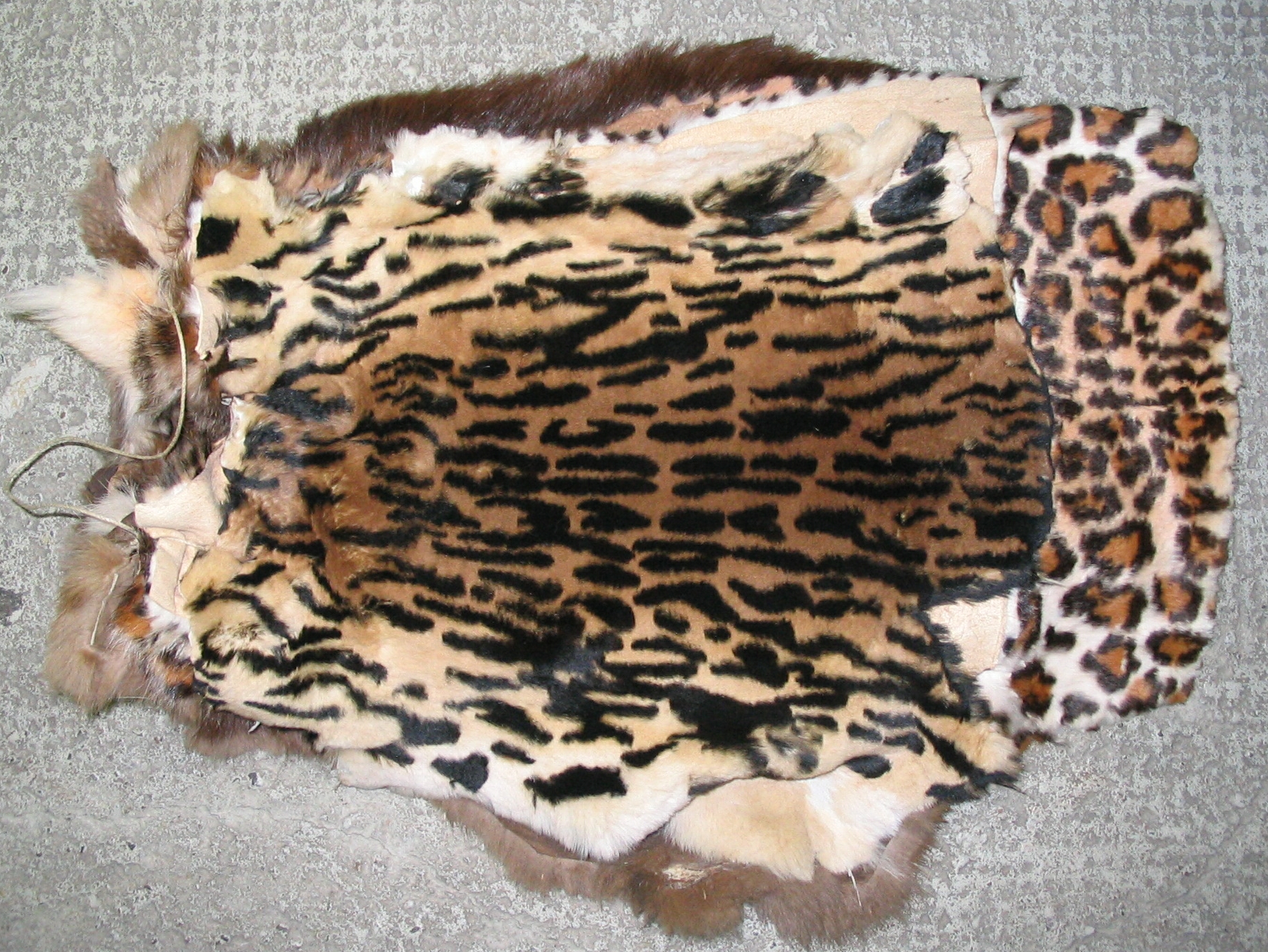
geschoren mit Wildkatzendruck
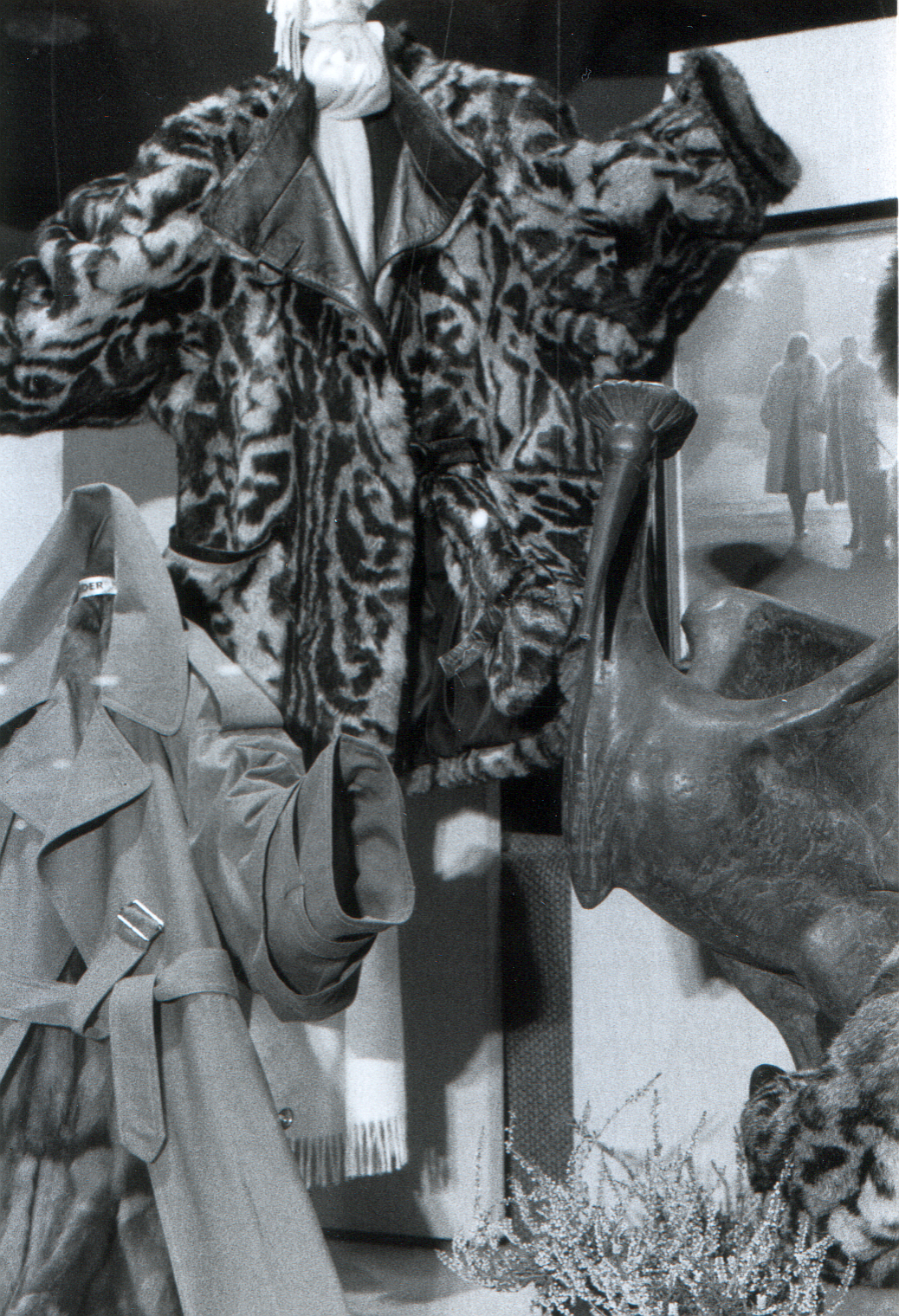
Räderkatzendruck (Jacke, Gütersloh 1985)
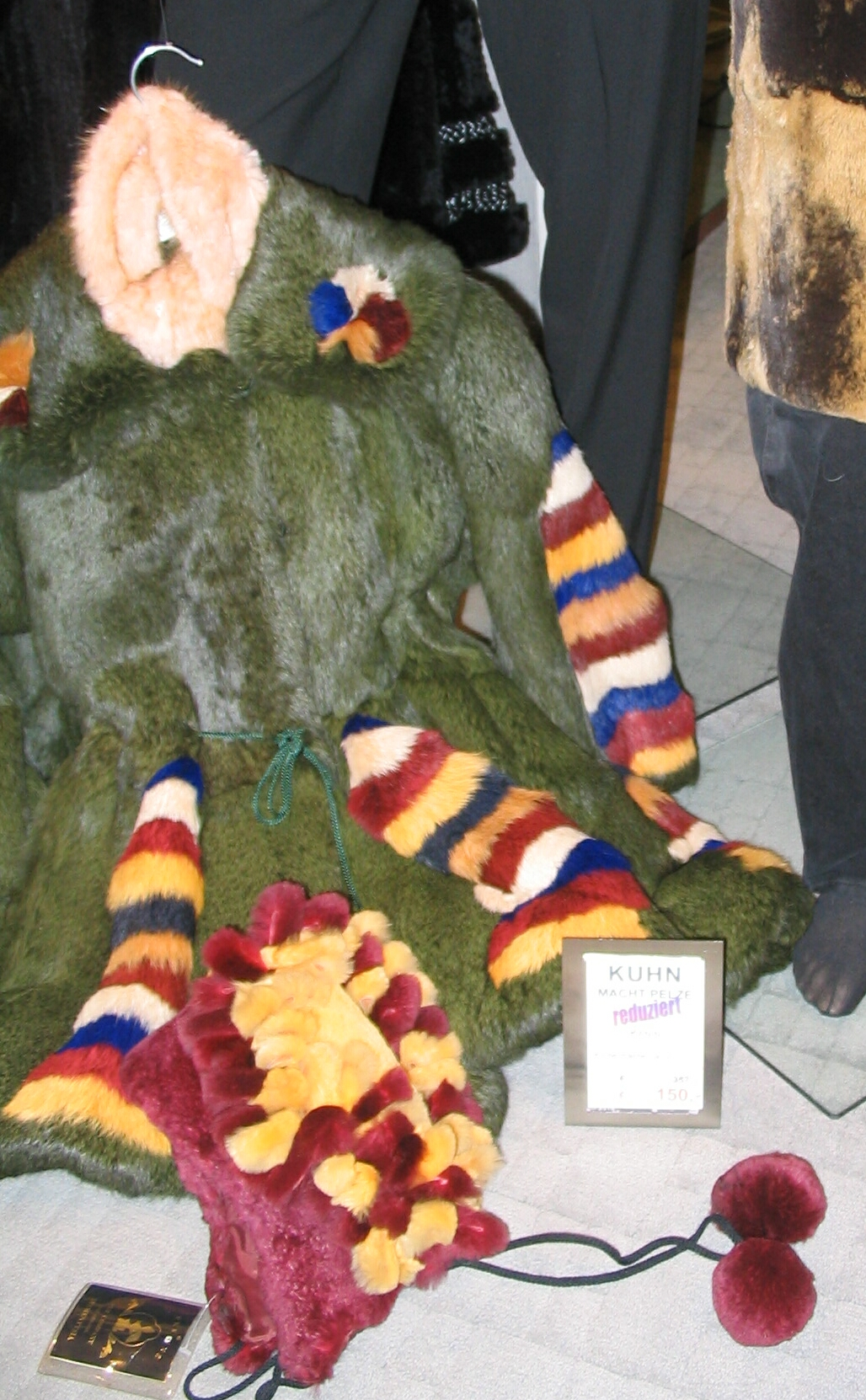
kräftige Einfärbungen (Kindermantel und Mütze, russische Arbeit, 1997)
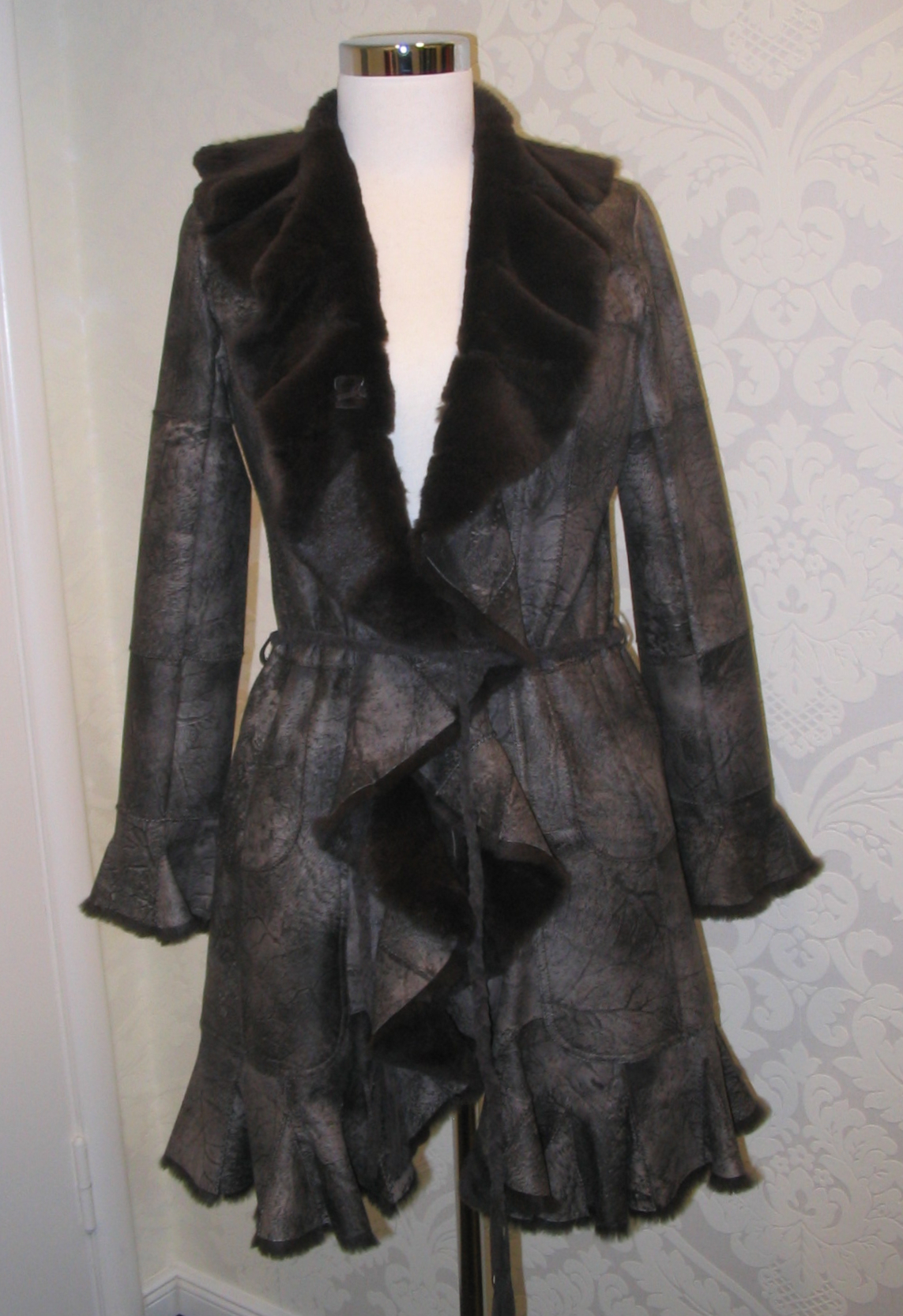
geschoren, gefärbt mit bedruckter Lederseite (Mantel, Bremen 2011)
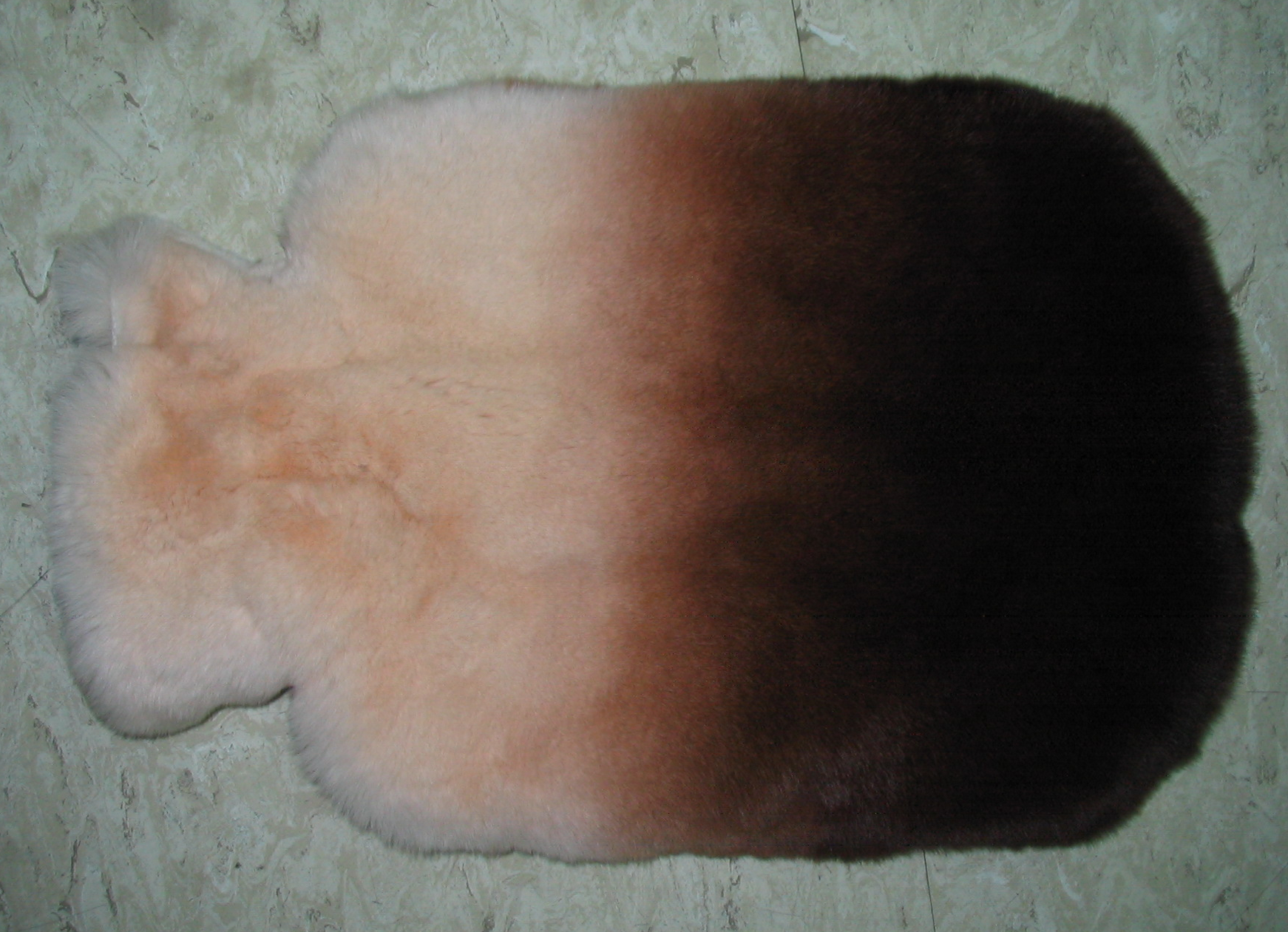
degradé gefärbter Wärmflaschen-Überzug (Frankfurt/Main 2012)

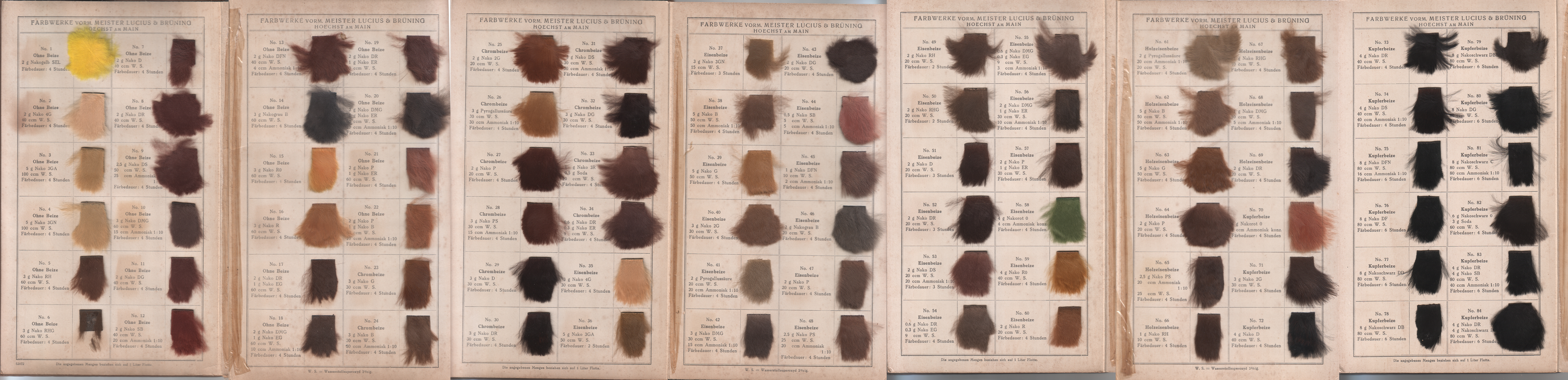
Alte Färbemuster aus Kaninfell der Farbwerke vorm. Meister Lucius & Brüning, Hoechst am Main (spätere Hoechst AG)

## Zahlen, Fakten
- 1911 begannen die Kürschner, große Mengen [Kaninfelle] zu kaufen…[2]
- 1918, zum Ende des Ersten Weltkriegs, war der Kaninpreis sehr hoch, weil das Angebot sehr gering war. Diese Hausse hielt auch 1919 an.
- 1919/20 hat die Regierung des australischen Bundesstaates Victoria für die Bekämpfung des Kaninchens ₤ 36.672,- ausgegeben, dem gegenüber standen als Erlöse ₤ 224.737 für Kaninfelle und ₤ 780.038 für Kaninchenfleisch. Victoria war der erste Staat, in dem sich das Kaninchen verbreitete. Hier existiert ein vollständiges System der Kaninchenbekämpfung, das in dem Verein „Vermin Destruction Art“ gesetzlichen Niederschlag gefunden hat. Die australische Regierung stellte die Unterstützungszahlungen zur Kaninchenbekämpfung 1918 ein.[9]
- 1922 waren fast drei Viertel des Weltbedarfs an Tierfellen Kaninchenfelle. Am 4. Dezember 1918 betrug der Bestand an Kaninchen in Deutschland 9.181.296 Tiere; am 1. Dezember 1921 waren es 4.443.013. Ob damit alle Tiere erfasst waren, erschien fraglich.[68]

- 1877 bis 1922

| Die Produktion von Kaninfellen im Staat Victoria, Australien betrug | Die Produktion von Kaninfellen im Staat Victoria, Australien betrug | Die Produktion von Kaninfellen im Staat Victoria, Australien betrug | Die Produktion von Kaninfellen im Staat Victoria, Australien betrug | Die Produktion von Kaninfellen im Staat Victoria, Australien betrug |
| im Jahr                                                             | ₤                                                                   |                                                                     | im Jahr                                                             | ₤                                                                   |
| ------------------------------------------------------------------- | ------------------------------------------------------------------- | ------------------------------------------------------------------- | ------------------------------------------------------------------- | ------------------------------------------------------------------- |
| 1877                                                                | 5.790                                                               |                                                                     | 1919/20                                                             | 913.220                                                             |
| 1885                                                                | 23.548                                                              |                                                                     | 1920/21                                                             | 401.690                                                             |
| 1905                                                                | 183.560                                                             |                                                                     | 1921/22                                                             | 238.632                                                             |
| 1918/19                                                             | 210.130                                                             |                                                                     | 1922/23                                                             | 266.478                                                             |

- 1908 bis 1927/28

| Kaninfellexport aus Australien und Tasmanien 1908–1927/28 | Kaninfellexport aus Australien und Tasmanien 1908–1927/28 | Kaninfellexport aus Australien und Tasmanien 1908–1927/28 | Kaninfellexport aus Australien und Tasmanien 1908–1927/28 | Kaninfellexport aus Australien und Tasmanien 1908–1927/28 | Kaninfellexport aus Australien und Tasmanien 1908–1927/28 | Kaninfellexport aus Australien und Tasmanien 1908–1927/28 | Kaninfellexport aus Australien und Tasmanien 1908–1927/28 | Kaninfellexport aus Australien und Tasmanien 1908–1927/28 | Kaninfellexport aus Australien und Tasmanien 1908–1927/28 | Kaninfellexport aus Australien und Tasmanien 1908–1927/28 | Kaninfellexport aus Australien und Tasmanien 1908–1927/28 | Kaninfellexport aus Australien und Tasmanien 1908–1927/28 | Kaninfellexport aus Australien und Tasmanien 1908–1927/28 | Kaninfellexport aus Australien und Tasmanien 1908–1927/28 |
| im Jahr                                                   | Stück                                                     | ₤                                                         |                                                           | im Jahr                                                   | Stück                                                     | ₤                                                         |                                                           | im Jahr                                                   | Stück                                                     | ₤                                                         |                                                           | im Jahr                                                   | Stück                                                     | ₤                                                         |
| --------------------------------------------------------- | --------------------------------------------------------- | --------------------------------------------------------- | --------------------------------------------------------- | --------------------------------------------------------- | --------------------------------------------------------- | --------------------------------------------------------- | --------------------------------------------------------- | --------------------------------------------------------- | --------------------------------------------------------- | --------------------------------------------------------- | --------------------------------------------------------- | --------------------------------------------------------- | --------------------------------------------------------- | --------------------------------------------------------- |
| 1908                                                      | 44.285.070                                                | 308.595,-                                                 |                                                           | 1911                                                      | 62.332.296                                                | 499.355,-                                                 |                                                           | 1922/23                                                   | 82.553.652                                                | 1.962.664,-                                               |                                                           | 1925/26                                                   | 90.169.824                                                | 2.880.360,-                                               |
| 1909                                                      | 41.982.042                                                | 349.515,-                                                 |                                                           | 1912                                                      | 59.136.204                                                | 577.050,-                                                 |                                                           | 1923/24                                                   | 52.360.902                                                | 1.349.978,-                                               |                                                           | 1926/27                                                   | 85.280.538                                                | 2.837.663,-                                               |
| 1910                                                      | 58.527.348                                                | 567.946,-                                                 |                                                           | 1913                                                      | 58.743.972                                                | 621.630,-                                                 |                                                           | 1924/25                                                   | 78.520.462                                                | 2.492.428,-                                               |                                                           | 1927/28                                                   | 75.663.822                                                | 2.492.522,-                                               |

- 1913 bis 1928

| Kaninfellexport aus Neuseeland 1873–1927 | Kaninfellexport aus Neuseeland 1873–1927 | Kaninfellexport aus Neuseeland 1873–1927 | Kaninfellexport aus Neuseeland 1873–1927 | Kaninfellexport aus Neuseeland 1873–1927 | Kaninfellexport aus Neuseeland 1873–1927 | Kaninfellexport aus Neuseeland 1873–1927 | Kaninfellexport aus Neuseeland 1873–1927 | Kaninfellexport aus Neuseeland 1873–1927 | Kaninfellexport aus Neuseeland 1873–1927 | Kaninfellexport aus Neuseeland 1873–1927 | Kaninfellexport aus Neuseeland 1873–1927 | Kaninfellexport aus Neuseeland 1873–1927 | Kaninfellexport aus Neuseeland 1873–1927 | Kaninfellexport aus Neuseeland 1873–1927 |
| im Jahr                                  | Stück                                    | ₤                                        |                                          | im Jahr                                  | Stück                                    | ₤                                        |                                          | im Jahr                                  | Stück                                    | ₤                                        |                                          | im Jahr                                  | Stück                                    | ₤                                        |
| ---------------------------------------- | ---------------------------------------- | ---------------------------------------- | ---------------------------------------- | ---------------------------------------- | ---------------------------------------- | ---------------------------------------- | ---------------------------------------- | ---------------------------------------- | ---------------------------------------- | ---------------------------------------- | ---------------------------------------- | ---------------------------------------- | ---------------------------------------- | ---------------------------------------- |
| 1873                                     | 34.516                                   | 1.248,-                                  |                                          | 1913                                     | 6.267.508                                | 86.756,-                                 |                                          | 1924                                     | 20.444.390                               | 740.975,-                                |                                          | 1927                                     | 12.928.669                               | 682.658,-                                |
| 1881                                     | 8.514.695                                | 84.774,-                                 |                                          | 1922                                     | 15.487.225                               | 567.864,-                                |                                          | 1925                                     | 19.708.585                               | 843.416,-                                |                                          |                                          |                                          |                                          |
| 1900                                     | 5.690.893                                | 41.689,-                                 |                                          | 1923                                     | 14.223.417                               | 472.491,-                                |                                          | 1925                                     | 17.135.599                               | 829.165,-                                |                                          |                                          |                                          |                                          |

- Anfang 1920 wurde die Fusion bedeutender Kaninveredler im Leipziger Raum in der Dachfirma „Vereinigte Rauchwarenveredlungs-Werke G. m. b. H.“ bekanntgegeben. Das Hauptziel und der zugrunde liegende Gedanke war, die von den Firmen angewendeten geheimen, streng gehüteten Zuricht- und Veredlungsverfahren, die ihr Produkt gegenüber anderen in einzelnen Eigenschaften unvergleichlich machten, allen Teilnehmern zugängig zu machen. Tatsächlich gelang es damit, in einer Einheitszurichtung ein Kaninfell herzustellen, das dem Produkt der bisher besten Kaninveredler anderer Länder (vor allem Frankreich) zumindest gleichwertig, eher aber überlegen war. Das Zurichtverfahren war so beschaffen, dass die Felle für alle eventuell weiteren Färbe- und Veredlungsanwendungen ohne eine Nachzurichtung geeignet waren. Beteiligt waren die Firmen U. Herzog, Wilhelm Jeute G. m. b. H., Theodor Kniesche, D. Fritz König, Marquardt & König und Theodor Thorer. Die Alleinvertretung der Neugründung übernahm Leopold Hermsdorf, Leipzig.[71]

1920 kam der große Preissturz der sich auf einem Höchststand befindlichen Kaninpreise, gegen Schluss des Jahres fielen sie um 75 Prozent.
- 1925 berichtet eine Delegation deutscher Fachleute aus den USA:

Bei einem Großhandelspreis von 42 Dollar für einen Kaninmantel betrug der Verdienst für den Fabrikanten 4 bis 5 Dollar, die Mindestabnahme betrug 24 Stück. 1924 wurden für 1.266.000 Dollar Kaninfelle in die USA importiert. Etwa 60 Prozent der Ausfuhr Neuseelands ging in die USA. Der Versand eines Monats erreicht die Anzahl von 1.985.000 Fellen. In den Färbereien wurden monatlich etwa 1 Million Kaninfelle gefärbt.
1926/27 führte Australien 14.213.123 lb. Kaninchen und Hasen im Wert von 2.837.663,- ₤ aus. Davon gingen 11.031.158 lb. im Wert von 2.235.260,- ₤ in die USA, 2.781.864 lb. im Wert von 488.919,- ₤ nach England und 184.323 lb. im Wert von 58.923,- nach Deutschland (drittgrößter Importeur, vor Belgien).
- 1929 wurden 13.000 Ballen Kaninfelle aus Australien und Neuseeland nach England verschifft, sie enthielten etwa 41 Millionen Felle. Die Gesamtausfuhr aus den beiden Ländern betrug 90 Millionen Stück. Gegenüber 1927 war das ein starker Rückgang. In London wurden die Felle meistens auf Auktionen gehandelt und kamen seit vielen Jahren durch die Maklerfirmen Anning & Cobb und Goad Rigg zur Versteigerung, die im Jahr 1928 im privaten Verkehr einen Umsatz 1,5 Millionen Pfund Sterling erzielten. Etwa 80 Prozent der Felle wurden wieder exportiert. Australische und neuseeländische Felle werden nach Gewicht zu so und soviel pence per lb. verkauft.[2]

1929 besichtigte eine Delegation Berliner Rauchwarenunternehmen die Pelzveredlungsfirma Chapal in Paris. Zu der Zeit befanden sich in deren Lagern rund 12 Millionen Kaninfelle.
- 1930 war der Kaninfellpreis 5- bis 6-mal so hoch wie 1911. – Chinesische Kanin kosteten in diesem Jahr 1 ½ sh. 3 d., zwei Jahre zuvor war der Preis noch doppelt so hoch.[2]

1930 wurde der Anfall an Zahmkaninfellen allein für Frankreich auf 100 Millionen im Jahr geschätzt; für England, Wales und Schottland auf 60 Millionen. Sie wurden in sechs Qualitäten aufgeteilt, darin enthalten waren auch Kaninchen, deren Fleisch als Nahrungsmittel verkauft wurde.
1930 wurde bei allgemeiner Zustimmung vorgeschlagen, Kanin- und Hasenfelle ab dem 1. Januar 1931 in Deutschland nur noch ohne Pfoten aufzukaufen, da die Pfoten für die Verarbeitung nicht benötigt werden und durch das geringere Gewicht durchschnittlich 10 Prozent Transportkosten eingespart würden, zumal die deutsche Hutfabrikation mit Vorliebe im Ausland kaufte, weil sie die Ware dort pfotenfrei bekam. Als Abfallprodukt hätten die Pfoten den Preis der Felle ohnehin niemals beeinflusst, sie sind zudem meistens beim Zurichter verblieben.
- Vor 1944 betrug der Höchstpreis für Kaninfell:

Chinchillakanin natur, gute 4,- RM; mittlere 3,- RM
geschoren, gefärbt: Seal- oder fantasiegefärbt, gute 6,- RM; mittlere 4,- RM.
- 1964 betrugen in der DDR die Anteile nach Verwendungsarten am Gesamtaufkommen an Kaninfellen:[46]

33,8 % für die Pelzherstellung
13,2 % für die Lederherstellung
53,0 % für die Hutstoffherstellung
- 1965 bezeichnete ein englischer Branchenangehöriger als „das Jahr des Kanin“. In England wurden Kaninpelze unter Phantasienamen, wie „Zippy“, „Slinky“, „Dany“, „Dotty“ und „Cuttly“, angeboten.[77] Schon 1955 wurde von interessierten englischen Kreisen nicht ganz erfolglos vorgeschlagen, das Wort „rabbitskin“ durch „coney fur“ zu ersetzen, weil das einen weniger abschätzigen Beiklang habe.[78] Im Gegensatz dazu schrieb die von ihm zitierte Mme. Tessier 1965 im France Soir: „In diesem Jahr wagt endlich das Kanin, seinen Namen zu erwähnen – es gibt nicht mehr vor, etwas anderes zu sein… Nachdem das französische Kaninchen viele Jahre lang in anderen Ländern genutzt worden ist… haben jetzt die französischen Kürschner und Kunden zum ersten Male die Schönheit und Nützlichkeit ihres ‚eingeborenen‘ Kaninchens entdeckt“. Es wurde zwar angenommen, dass Frankreich 60 Millionen Kaninchen produziert, eine Produktion von sechs Millionen hielt der Autor jedoch für etwa dem Aufkommen entsprechend. In Europa bestanden zu der Zeit noch etwa sechs Veredlungsbetriebe, die in der Lage waren, Kaninfelle zu verarbeiten. Von diesen lieferte eine, die Firma Chapal, etwa 80 Prozent der Weltproduktion.[77]
- 1966 war Kanin neben Hamster der mengenmäßig größte (Pelz-)Exportartikel aus heimischem Aufkommen der DDR.[79]
- 2012 wird aus Kenia berichtet, dass sich dort die Kaninchenzucht sehr stark entwickelt. Der Bestand betrug etwa 600.000 Tiere, die Kaninchenzüchtervereinigung „RABAK“ hatte zu der Zeit etwa 3000 Mitglieder.[80]

## Anmerkung
1. ↑  Die angegebenen vergleichenden Werte (Koeffizienten) sind das Ergebnis vergleichender Prüfung durch Kürschner und Rauchwarenhändler in Bezug auf den Grad der offenbaren Abnutzung. Die Zahlen sind nicht eindeutig, zu den subjektiven Beobachtungen der Haltbarkeit in der Praxis kommen in jedem Einzelfall Beeinflussungen durch Gerbung und Veredlung sowie zahlreiche weitere Faktoren hinzu. Eine genauere Angabe könnte nur auf wissenschaftlicher Grundlage ermittelt werden. Die Einteilung erfolgte in Stufen von jeweils 10 Prozent. Die nach praktischer Erfahrung haltbarsten Fellarten wurden auf 100 Prozent gesetzt.